# Classificazione Nickel-Strunz
La classificazione Nickel-Strunz è una classificazione di minerali derivata dalla classificazione Strunz e costituisce la nona edizione di quest'ultima; la suddivisione è supportata e avallata dall'Associazione Mineralogica Internazionale (IMA), In particolare la nona edizione è stata aggiornata dall'IMA fino al 2009.
La classificazione prevede una suddivisione in dieci classi in base alla presenza, o all'assenza, degli anioni principali coinvolti nella composizione chimica. Ogni classe a sua volta è suddivisa in divisioni basate su raggruppamenti chimici più ristretti, queste sono ancora sono divise in sottodivisioni (o famiglie) e infine in gruppi in base sia alla struttura cristallina, sia alla composizione chimica.
La classificazione di una singola specie minerale è riassunta in un codice alfanumerico composto da un numero che indica la classe, due lettere che indicano nell'ordine divisione e sottodivisione e ancora un numero che indica il gruppo. Il sottogruppo, quando presente, è indicato da una lettera minuscola finale.
Nella lista seguente ci sono i nomi in italiano dei minerali; i nomi in corsivo seguiti da (*) sono specie non riconosciute valide dall'IMA (perché non ritenute specie minerali indipendenti o perché il nome è stato pubblicato prima dell'approvazione dell'IMA); i nomi in corsivo seguiti da (#) sono minerali ipotetici; quelli seguiti da (Q) sono minerali considerati questionable, cioè ancora in fase di discussione e oggetto di indagini.

## 1. Elementi nativi (metalli e leghe intermetalliche; metalloidi e non metalli; carburi, siliciuri, nitruri, fosfuri)

### 1.A Metalli e leghe intermetalliche

#### 1.AA Famiglia del rame-cupalite
- 1.AA.05
  - Alluminio nativo (Aluminium)
  - Argento nativo (Silver)
  - Nichel nativo (Nickel)
  - Oro nativo (Gold)
  - Piombo nativo (Lead)
  - Rame nativo (Copper)
- 1.AA.10a
  - Auricupride
  - Cuproauride
  - Rozhkovite
- 1.AA.10b
  - Tetra-auricupride
- 1.AA.15
  - Anyuiite
  - Khatyrkite
  - Novodneprite
- 1.AA.20
  - Cupalite
- 1.AA.25
  - Hunchunite

#### 1.AB Famiglia dello zinco-ottone
- 1.AB.05
  - Cadmio nativo (Cadmium)
  - Renio nativo (Rhenium)
  - Titanio nativo (Titanium)
  - Zinco nativo (Zinc)
- 1.AB.10a
  - Brass
  - Zhanghengite
  - Zinccopperite
- 1.AB.10b
  - Danbaite

#### 1.AC Famiglia dell'indio-stagno
- 1.AC.05
  - Indio nativo (Indium)
- 1.AC.10
  - Stagno nativo (Tin)
- 1.AC.15
  - Eta-bronzo
  - Sorosite
  - Yuanjiangite

#### 1.AD Famiglia del mercurio-amalgama
- 1.AD.05
  - Mercurio nativo (Mercury)
- 1.AD.10
  - Belendorffite
  - Kolymite
- 1.AD.15a
  - Paraschachnerite
  - Schachnerite
- 1.AD.15b
  - Luanheite
- 1.AD.15c
  - Eugenite
- 1.AD.15d
  - Moschellandsbergite
- 1.AD.20a
  - Weishanite
- 1.AD.20b
  - Auriamalgama (*)
- 1.AD.25
  - Potarite
- 1.AD.30
  - Leadamalgam

#### 1.AE Famiglia del ferro-cromo
- 1.AE.05
  - Cromo nativo (Chromium)
  - Ferro nativo (Iron)
  - Camacite
  - Molibdeno nativo
  - Tantalio nativo
  - Tungsteno nativo
- 1.AE.10
  - Antitaenite
  - Tetrataenite
  - Taenite
- 1.AE.15
  - Cromferide
  - Ferchromide
  - Wairauite
- 1.AE.20
  - Awaruite
- 1.AE.25
  - Jedwabite

#### 1.AF Elementi del gruppo del platino
- 1.AF.05
  - Esaferro
  - Iridosmina
  - Iridrodrutenio
  - Osmio nativo (Osmium)
  - Rutenio nativo (Ruthenium)
  - Ruteniridosmina
- 1.AF.10
  - Iridio nativo (Iridium)
  - Osmiridio
  - Palladio nativo (Palladium)
  - Platino nativo (Platinum)
  - Rodio nativo (Rhodium)
  - Rutenosmiridio

#### 1.AG Leghe elementi del gruppo del platino-metallo
- 1.AG.10
  - Atokite
  - Rustenburgite
  - Zvyagintsevite
- 1.AG.15
  - Taimyrite-I
  - Taimyrite-II (*)
  - Tatyanaite
- 1.AG.20
  - Palladio arsenostannide
  - Paolovite
- 1.AG.25
  - Plumbopalladinite
  - Stannopalladinite
- 1.AG.30
  - Cabriite
- 1.AG.35
  - Chengdeite
  - Isoferroplatino
- 1.AG.40
  - Ferronichelplatino
  - Tetraferroplatino
  - Tulameenite
- 1.AG.45
  - Hongshiite
  - Skaergaardite
- 1.AG.50
  - Yixunite
- 1.AG.55
  - Damiaoite
- 1.AG.60
  - Niggliite
- 1.AG.65
  - Bortnikovite
- 1.AG.70
  - Nielsenite

### 1.B Carburi, siliciuri, nitruri, fosfuri metallici

#### 1.BA Carburi
- 1.BA.05
  - Cohenite
- 1.BA.10
  - Haxonite
  - Isovite
- 1.BA.15
  - Tongbaite
- 1.BA.20
  - Khamrabaevite
  - Niobocarburo
  - Tantalcarburo
- 1.BA.25
  - Qusongite

#### 1.BB Siliciuri
- 1.BB.05
  - Mavlyanovite (al tempo conosciuta col nome provvisorio IMA 2008-026)[4]
  - Suessite
- 1.BB.10
  - Perryite
- 1.BB.15
  - Brownleeite (al tempo conosciuta col nome provvisorio IMA 2008-011)[5]
  - Fersilicite
- 1.BB.25
  - Luobusaite
- 1.BB.30
  - Gupeiite
- 1.BB.35
  - Hapkeite
- 1.BB.40
  - Xifengite

#### 1.BC Nitruri
- 1.BC.05
  - Roaldite
- 1.BC.10
  - Siderazoto
- 1.BC.15
  - Carlsbergite
  - Osbornite

#### 1.BD Fosfuri
- 1.BD.05
  - Nickelfosfuro
  - Schreibersite
- 1.BD.10
  - Barringerite
  - Monipite (al tempo conosciuta col nome provvisorio IMA 2007-033)[6]
- 1.BD.15
  - Allabogdanite
  - Andreyivanovite
  - Florenskyite
- 1.BD.20
  - Melliniite

### 1.C Metalloidi e non metalli

#### 1.CA Elementi del gruppo dell'arsenico
- 1.CA.05
  - Antimonio nativo
  - Arsenico nativo
  - Bismuto nativo
  - Stibarsenico
- 1.CA.10
  - Arsenolamprite
  - Pararsenolamprite
- 1.CA.15
  - Paradocrasite

#### 1.CB Famiglia del carbonio-silicio
- 1.CB.05a
  - Grafite
- 1.CB.05b
  - Chaoite
- 1.CB.10a
  - Diamante
- 1.CB.10b
  - Lonsdaleite
- 1.CB.15
  - Silicio nativo

#### 1.CC Zolfo-selenio-iodio
- 1.CC.05
  - Rosickýite
  - Selen-tellurio
  - Zolfo-β
  - Zolfo nativo
- 1.CC.10
  - Selenio nativo
  - Tellurio nativo

### 1.D Carburi e nitruri non metallici

#### 1.DA Carburi non metallici
- 1.DA.05
  - Moissanite

#### 1.DB Nitruri non metallici
- 1.DB.05
  - Nierite
- 1.DB.10
  - Sinoite
- 1.HA.05
  - Cerio nativo (Cerium)

## 2. Solfuri e solfosali (solfuri, seleniuri, tellururi; arseniuri, antimoniuri, bismuturi; solfoarseniuri, solfoantimonuri, solfobismuturi, ecc.)

### 2.A Leghe

#### 2.AA Leghe di metalloidi con Cu, Ag, Au
- 2.AA.10a
  - Algodonite
- 2.AA.10b
  - Domeykite
- 2.AA.10c
  - β-Domeykite
- 2.AA.10d
  - Koutekite
- 2.AA.15
  - Novákite
- 2.AA.20
  - Cuprostibite
  - Horsfordite (*)
- 2.AA.25
  - Kutinaite
- 2.AA.30
  - Allargentum
- 2.AA.35
  - Dyscrasite
- 2.AA.40
  - Maldonite
- 2.AA.45
  - Stistaite

#### 2.AB Leghe Ni-metalloide
- 2.AB.10
  - Orcelite
- 2.AB.15
  - Maucherite
- 2.AB.20
  - Oregonite

#### 2.AC Leghe di metalloidi con elementi del gruppo del platino
- 2.AC.05a
  - Atheneite
  - Vincentite
- 2.AC.10a
  - Stillwaterite
- 2.AC.10b
  - Mertieite
- 2.AC.10c
  - Arsenopalladinite
- 2.AC.15a
  - Guanglinite
  - Isomertieite
  - Miessiite
- 2.AC.15b
  - Mertieite I
- 2.AC.20a
  - Stibiopalladinite
- 2.AC.20b
  - Palarstanide
- 2.AC.20c
  - Menshikovite
- 2.AC.25a
  - Naldrettite
  - Palladoarseniuro
- 2.AC.25b
  - Rodarseniuro
- 2.AC.25c
  - Palladodymite
- 2.AC.25e
  - Majakite
- 2.AC.25f
  - Palladobismutarseniuro
- 2.AC.30
  - Polkanovite
- 2.AC.35a
  - Genkinite
- 2.AC.35b
  - Ungavaite
- 2.AC.40
  - Polarite
- 2.AC.45a
  - Froodite
- 2.AC.45b
  - Iridarsenite
- 2.AC.45c
  - Borishanskiite

### 2.B Solfuri metallici, M: S > 1: 1 (principalmente 2: 1)

#### 2.BA Con Cu, Ag, Au
- 2.BA.05a
  - Calcocite
- 2.BA.05b
  - Djurleite
- 2.BA.05c
  - Geerite
- 2.BA.05d
  - Roxbyite
- 2.BA.05e
  - Digenite
  - Digenite alta
- 2.BA.05f
  - Anilite
- 2.BA.10
  - Bornite
- 2.BA.15a
  - Berzelianite
- 2.BA.15b
  - Bellidoite
- 2.BA.15c
  - Umangite
- 2.BA.15d
  - Athabascaite
- 2.BA.20a
  - Rickardite
- 2.BA.20b
  - Weissite
- 2.BA.25a
  - Stromeyerite
- 2.BA.25b
  - Mckinstryite
- 2.BA.25c
  - Jalpaite
  - Selenojalpaite
- 2.BA.25d
  - Eucairite
- 2.BA.25e
  - Henryite
- 2.BA.30a
  - Acantite
  - Argentite (#)
- 2.BA.30b
  - Naumannite
  - Aguilarite
- 2.BA.30c
  - Hessite
  - Kurilite
- 2.BA.30d
  - Cervelleite
- 2.BA.30e
  - Stützite
- 2.BA.35
  - Argirodite
  - Canfieldite
  - Putzite
- 2.BA.40a
  - Fischesserite
  - Petzite
- 2.BA.40b
  - Liujinyinite
  - Uytenbogaardtite
- 2.BA.40c
  - Petrovskaite
- 2.BA.40d
  - Penzhinite
- 2.BA.45
  - Bezsmertnovite
- 2.BA.50
  - Bogdanovite
- 2.BA.55
  - Bilibinskite
- 2.BA.60
  - Chenguodaite

#### 2.BB Con Ni
- 2.BB.05
  - Heazlewoodite
- 2.BB.10
  - Arsenohauchecornite
  - Bismutohauchecornite
  - Hauchecornite
  - Tellurohauchecornite
  - Tučekite
- 2.BB.15a
  - Argentopentlandite
  - Cobaltpentlandite
  - Coniféite
  - Geffroyite
  - Manganoshadlunite
  - Pentlandite
  - Shadlunite
- 2.BB.15b
  - Godlevskite
- 2.BB.15c
  - Sugakiite
- 2.BB.20
  - Vozhminite

#### 2.BC Con Rh, Pd, Pt, ecc.
- 2.BC.05
  - Miassite
  - Palladseite
  - Prassoite
- 2.BC.10
  - Oosterboschite
- 2.BC.15
  - Chrisstanleyite
  - Jagüéite
- 2.BC.20
  - Keithconnite
- 2.BC.25
  - Vasilite
- 2.BC.30
  - Telluropalladinite
- 2.BC.35
  - Luberoite
- 2.BC.40
  - Oulankaite
- 2.BC.45
  - Telargpalite
- 2.BC.50
  - Temagamite
- 2.BC.55
  - Sopcheite
- 2.BC.60
  - Laflammeite
- 2.BC.65
  - Tischendorfite
- 2.BC.70
  - Kharaelakhite

#### 2.BD Con Hg, Tl
- 2.BD.05
  - Imiterite
- 2.BD.10
  - Gortdrumite
- 2.BD.15
  - Balkanite
  - Bayankhanite
  - Danielsite
- 2.BD.20
  - Donharrisite
- 2.BD.25
  - Carlinite
- 2.BD.30
  - Bukovite
  - Murunskite
  - Thalcusite
- 2.BD.35
  - Rohaite
- 2.BD.40
  - Calcotallite
- 2.BD.45
  - Sabatierite
- 2.BD.50
  - Crookesite
- 2.BD.55
  - Brodtkorbite

#### 2.BE Con Pb (Bi)
- 2.BE.05
  - Betekhtinite
- 2.BE.10
  - Furutobeite
- 2.BE.15
  - Pašavaite
  - Rodplumsite
  - Shandite
- 2.BE.20
  - Parkerite
- 2.BE.25
  - Schlemaite

### 2.C Solfuri metallici, M:S = 1:1 (e similari)

#### 2.CA Con Cu
- 2.CA.05a
  - Covellite
- 2.CA.05b
  - Klockmannite
- 2.CA.05c
  - Spionkopite
- 2.CA.05d
  - Yarrowite
- 2.CA.10
  - Nukundamite
- 2.CA.15
  - Calvertite

#### 2.CB Con Zn, Fe, Cu, Ag, ecc.
- 2.CB.05
  - Tistarite (al tempo conosciuta col nome provvisorio IMA 2008-016)[7]
- 2.CB.05a
  - Coloradoite
  - Hawleyite
  - Kittlite
  - Metacinabro
  - Rudashevskyite
  - Sfalerite
  - Stilleite
  - Tiemannite
- 2.CB.05b
  - Sakuraiite
- 2.CB.05c
  - Polhemusite
- 2.CB.10a
  - Calcopirite
  - Eskebornite
  - Gallite
  - Gentnerite (Q)
  - Laforêtite
  - Lenaite
  - Roquesite
- 2.CB.10b
  - Haycockite
  - Mooihoekite
  - Putoranite
  - Talnakhite
- 2.CB.15a
  - Carnevallite
  - Černýite
  - Ferrokësterite
  - Hocartite
  - Idaite
  - Isostannite
  - Kësterite
  - Kuramite
  - Pirquitasite
  - Stannite
  - Velikite
  - Volfsonite
- 2.CB.15b
  - Mohite
- 2.CB.15c
  - Stannoidite
- 2.CB.20
  - Chatkalite
  - Mawsonite
- 2.CB.30
  - Colusite
  - Feuerminerale
  - Germanite
  - Germanocolusite
  - Maikainite
  - Nekrasovite
  - Ovamboite
  - Stibiocolusite
- 2.CB.35a
  - Catamarcaite
  - Hemusite
  - Kiddcreekite
  - Morozeviczite
  - Polkovicite
  - Renierite
  - Vinciennite
- 2.CB.40
  - Lautite
- 2.CB.45
  - Cadmoselite
  - Greenockite
  - Esastannite
  - Mátraite
  - Rambergite
  - Wurtzite
- 2.CB.55
  - Cubanite
- 2.CB.55b
  - Isocalcopirite
  - Isocubanite
- 2.CB.60
  - Picotpaulite
  - Raguinite
- 2.CB.65
  - Argentopirite
  - Sternbergite
- 2.CB.70
  - Arsenosulvanite
  - Lazarevicite
  - Sulvanite
- 2.CB.75
  - Vulcanite
- 2.CB.80
  - Empressite
- 2.CB.85
  - Muthmannite

#### 2.CC Con Ni, Fe, Co, PGE, ecc.
- 2.CC.05
  - Achávalite
  - Breithauptite
  - Freboldite
  - Esatestibiopanickelite
  - Imgreite
  - Jaipurite
  - Kotulskite
  - Langisite
  - Niccolite
  - Sederholmite
  - Sobolevskite
  - Stumpflite
  - Sudburyite
  - Vavřínite
  - Yanzhongite
  - Zlatogorite
- 2.CC.10
  - Pirrotite
  - Smythite
  - Troilite
- 2.CC.15
  - Cherepanovite
  - Modderite
  - Rutenarsenite
  - Westerveldite
- 2.CC.20
  - Mäkinenite
  - Millerite
- 2.CC.25
  - Mackinawite
- 2.CC.35a
  - Braggite
  - Cooperite
  - Vysotskite

#### 2.CD Con Sn, Pb, Hg, ecc.
- 2.CD.05
  - Herzenbergite
  - Teallite
- 2.CD.10
  - Alabandite
  - Altaite
  - Clausthalite
  - Galena
  - Keilite
  - Niningerite
  - Oldhamite
- 2.CD.15a
  - Cinabro
- 2.CD.15b
  - Ipercinabro

### 2.D Solfuri metallici, M:S = 3:4 e 2:3

#### 2.DA M:S = 3:4
- 2.DA.05
  - Bornhardtite
  - Cadmoindite
  - Carrollite
  - Cobaltmalanite
  - Cuproiridsite
  - Cuprorodsite
  - Daubréelite
  - Dayingite
  - Ferrorodsite
  - Fletcherite
  - Florensovite
  - Greigite
  - Indite
  - Kalininite
  - Linnaeite
  - Malanite
  - Nickellinnaeite
  - Polidimite
  - Siegenite
  - Trüstedtite
  - Tyrrellite
  - Violarite
  - Xingzhongite
- 2.DA.10
  - Rhodostannite
  - Toyohaite
- 2.DA.15
  - Brezinaite
  - Heideite
  - Wilkmanite
- 2.DA.20
  - Inaglyite
  - Konderite
- 2.DA.25
  - Kingstonite

#### 2.DB M:S = 2:3
- 2.DB.05a
  - Antimonselite
  - Bismutinite
  - Guanajuatite
  - Metastibnite
  - Stibnite
- 2.DB.05b
  - Pääkkönenite
- 2.DB.10
  - Ottemannite
  - Suredaite
- 2.DB.15
  - Bowieite
  - Kashinite
  - Sulrodite
- 2.DB.20
  - Montbrayite
- 2.DB.25
  - Edgarite
- 2.DB.30
  - Tarkianite
- 2.DB.35
  - Cameronite

#### 2.DC M:S variabile
- 2.DC.05a
  - Hedleyite
- 2.DC.05b
  - Ingodite
  - Nevskite
  - Sulfotsumoite
  - Telluronevskite
  - Tsumoite
- 2.DC.05c
  - Kawazulite
  - Paraguanajuatite
  - Skippenite
  - Tellurantimonio
  - Tellurobismutite
  - Tetradimite
- 2.DC.05d
  - Ikunolite
  - Joséite-A (Q)
  - Joséite-B (Q)
  - Joséite-C (*)
  - Laitakarite
  - Pilsenite
  - Platinite (*)
- 2.DC.05e
  - Baksanite
  - Protojoséite (*)
  - Sztrókayite (*)
  - Vihorlatite

### 2.E Solfuri metallici, M:S ≤ 1:2

#### 2.EA M:S = 1:2 - Con Cu, Ag, Au
- 2.EA.05
  - Silvanite
- 2.EA.10
  - Calaverite
- 2.EA.15
  - Kostovite
  - Krennerite
- 2.EA.20
  - Berndtite
  - Kitkaite
  - Melonite
  - Merenskyite
  - Moncheite
  - Shuangfengite
  - Sudovikovite
- 2.EA.25
  - Verbeekite
- 2.EA.30
  - Castaingite
  - Drysdallite
  - Dzhezkazganite
  - Jordisite
  - Molibdenite
  - Muchuanite
  - Tungstenite

#### 2.EB M:S = 1:2, con Fe, Co, Ni, PGE, ecc.
- 2.EB.05a
  - Aurostibite
  - Bravoite (*)
  - Cattierite
  - Dzharkenite
  - Erlichmanite
  - Fukuchilite
  - Gaotaiite
  - Geversite
  - Hauerite
  - Insizwaite
  - β-iridisite (*)
  - Kruťaite
  - Laurite
  - Penroseite
  - Pirite
  - Sperrylite
  - Trogtalite
  - Vaesite
  - Villamanínite
- 2.EB.05b
  - Bambollaite
- 2.EB.10a
  - Ferroselite
  - Frohbergite
  - Hastite (*)
  - Kullerudite
  - Marcasite
  - Mattagamite
- 2.EB.10b
  - Alloclasite
- 2.EB.10c
  - Glaucodoto
- 2.EB.10d
  - Costibite
- 2.EB.10e
  - Paracostibite
  - Pararammelsbergite
- 2.EB.10f
  - Oenite
- 2.EB.15a
  - Anduoite
  - Clinosafflorite
  - Löllingite
  - Nisbite
  - Omeiite
  - Rammelsbergite
  - Safflorite
- 2.EB.15b
  - Seinäjokite
- 2.EB.20
  - Arsenopirite
  - Gudmundite
  - Osarsite
  - Paxite
  - Ruarsite
- 2.EB.25
  - Changchengite
  - Cobaltite
  - Gersdorffite-P213
  - Gersdorffite-Pa3
  - Gersdorffite-Pca21
  - Hollingworthite
  - Irarsite
  - Jolliffeite
  - Kalungaite
  - Krutovite
  - Maslovite
  - Mayingite
  - Michenerite
  - Milotaite
  - Padmaite
  - Platarsite
  - Testibiopalladite (*)
  - Tolovkite
  - Ullmannite
  - Willyamite
- 2.EB.30
  - Urvantsevite
- 2.EB.35
  - Rheniite

#### 2.EC M:S = 1:>2
- 2.EC.05
  - Ferroskutterudite
  - Kieftite
  - Nickelskutterudite
  - Skutterudite
- 2.EC.10
  - Patrónite

### 2.F Solfuri d'arsenico, alcali; solfuri con alogeno, ossido, idrossido, H2O

#### 2.FA Con As, (Sb), S
- 2.FA.05
  - Duranusite
- 2.FA.10
  - Dimorfite
- 2.FA.15a
  - Realgar
- 2.FA.15b
  - Pararealgar
- 2.FA.20
  - Alacránite
- 2.FA.25
  - Uzonite
- 2.FA.30
  - Jeromite (*)
  - Laphamite
  - Orpimento
- 2.FA.35
  - Getchellite
- 2.FA.40
  - Wakabayashilite

#### 2.FB Con alcali (senza Cl, ecc.)
- 2.FB.05
  - Caswellsilverite
  - Cronusite
  - Schöllhornite
- 2.FB.10
  - Chvilevaite
- 2.FB.15
  - Orickite
- 2.FB.20
  - Pautovite
  - Rasvumite
- 2.FB.25
  - Colimaite

#### 2.FC Con Cl, Br, I (alogeno-sulfuri)
- 2.FC.05
  - Cu-Djerfisherite (*)
  - Djerfisherite
  - Owensite
  - Thalfenisite
- 2.FC.10
  - Bartonite
  - Clorbartonite
- 2.FC.15a
  - Arzakite (*)
  - Corderoite
  - Lavrentievite
- 2.FC.15b
  - Kenhsuite
- 2.FC.15c
  - Grechishchevite
- 2.FC.15d
  - Radtkeite
- 2.FC.20a
  - Capgaronnite
- 2.FC.20b
  - Iltisite
- 2.FC.20c
  - Perroudite
- 2.FC.25
  - Demicheleite

#### 2.FD Con O, OH, H2O
- 2.FD.05
  - Kermesite
- 2.FD.10
  - Viaeneite
- 2.FD.20
  - Erdite
- 2.FD.25
  - Coyoteite
- 2.FD.30
  - Haapalaite
  - Valleriite
  - Yushkinite
- 2.FD.35
  - Tochilinite
- 2.FD.40
  - Wilhelmramsayite
- 2.FD.45
  - Vyalsovite
- 2.FD.50
  - Bazhenovite

### 2.G Solfoarseniuri, solfoantomoniuri, solfobismuturi

#### 2.GA Neso-solfoarseniuri, ecc. senza S aggiuntivo
- 2.GA.05
  - Proustite
  - Pirargirite
- 2.GA.10
  - Pirostilpnite
  - Xantoconite
- 2.GA.15
  - Samsonite
- 2.GA.20
  - Skinnerite
  - Wittichenite
- 2.GA.25
  - Lapieite
  - Lisiguangite (al tempo conosciuta col nome provvisorio IMA 2007-003)[8]
  - Malyshevite
  - Mückeite
- 2.GA.30
  - Aktashite
  - Gruzdevite
  - Nowackiite
- 2.GA.35
  - Laffittite
- 2.GA.40
  - Routhierite
  - Stalderite
- 2.GA.45
  - Erniggliite
- 2.GA.50
  - Bournonite
  - Seligmannite
  - Součekite

#### 2.GB Neso-solfoarseniuri, ecc. con S aggiuntivo
- 2.GB.05
  - Annivite
  - Argentotennantite
  - Argentotetraedrite (*)
  - Freibergite
  - Giraudite
  - Goldfieldite
  - Hakite
  - Tennantite
  - Tetraedrite
- 2.GB.10
  - Selenostephanite
  - Stephanite
- 2.GB.15
  - Antimonpearceite (*)
  - Arsenpolibasite (*)
  - Cupropearceite
  - Cupropolibasite
  - Pearceite
  - Polibasite
  - Selenopolibasite
- 2.GB.20
  - Galkhaite
- 2.GC.05
  - Hatchite
  - Wallisite

#### 2.GC Poli-solfoarseniuri
- 2.GC.10
  - Sinnerite
- 2.GC.15
  - Watanabeite
- 2.GC.20
  - Simonite
- 2.GC.25
  - Quadratite
- 2.GC.30
  - Smithite
- 2.GC.35
  - Trechmannite
- 2.GC.40a
  - Aleksite
- 2.GC.40b
  - Kochkarite
- 2.GC.40c
  - Poubaite
  - Rucklidgeite
- 2.GC.40d
  - Saddlebackite
- 2.GC.40e
  - Babkinite
- 2.GC.45
  - Tvalchrelidzeite
- 2.GC.50
  - Mutnovskite

### 2.H Solfosali di archetipo SnS

#### 2.HA Con Cu, Ag, Fe (senza Pb)
- 2.HA.05
  - Calcostibite
  - Emplectite
- 2.HA.10
  - Miargirite
- 2.HA.15
  - Livingstonite
- 2.HA.20
  - Berthierite
  - Clerite
  - Garavellite
- 2.HA.25
  - Aramayoite
  - Baumstarkite

#### 2.HB Con Cu, Ag, Fe, Sn e Pb
- 2.HB.05a
  - Aikinite
  - Emilite
  - Friedrichite
  - Gladite
  - Hammarite
  - Krupkaite
  - Lindströmite
  - Paarite
  - Pekoite
  - Salzburgite
- 2.HB.05b
  - Meneghinite
- 2.HB.05c
  - Jaskólskiite
- 2.HB.10a
  - Kobellite
  - Tintinaite
- 2.HB.10b
  - Giessenite
  - Izoklakeite
- 2.HB.10c
  - Eclarite
- 2.HB.15
  - Benavidesite
  - Jamesonite
  - Parajamesonite (*)
  - Sakharovaite (*)
- 2.HB.20a
  - Nagyágite
- 2.HB.20b
  - Buckhornite
- 2.HB.20c
  - Museumite
- 2.HB.20d
  - Berryite
- 2.HB.20e
  - Watkinsonite

#### 2.HC Con solo Pb
- 2.HC.05a
  - Guettardite
  - Sartorite
  - Twinnite
- 2.HC.05b
  - Baumhauerite
  - Baumhauerite II (Q)
  - Baumhauerite-2a
- 2.HC.05c
  - Liveingite
- 2.HC.05d
  - Dufrénoysite
  - Rathite
  - α-rathite (*)
  - Rathite-II (*)
  - Rathite-III (*)
  - Rathite-IV (Q)
  - Rathite-V (*)
  - Veenite
- 2.HC.05e
  - Chabournéite
- 2.HC.05f
  - Parapierrotite
  - Pierrotite
- 2.HC.05g
  - Marumoite
- 2.HC.10a
  - Fülöppite
- 2.HC.10b
  - Plagionite
- 2.HC.10c
  - Eteromorfite
- 2.HC.10d
  - Rayite
  - Semseyite
- 2.HC.15
  - Boulangerite
  - Falkmanite (Q)
  - Plumosite (Q)
- 2.HC.20
  - Robinsonite
- 2.HC.25
  - Moëloite
- 2.HC.30
  - Dadsonite
- 2.HC.35
  - Owyheeite
  - Zoubekite

#### 2.HD Con Tl
- 2.HD.05
  - Lorándite
  - Weissbergite
- 2.HD.15
  - Christite
- 2.HD.20
  - Jankovićite
- 2.HD.25
  - Rebulite (*)
- 2.HD.30
  - Imhofite
- 2.HD.35
  - Edenharterite
- 2.HD.40
  - Jentschite
- 2.HD.45
  - Hutchinsonite
- 2.HD.50
  - Bernardite
- 2.HD.55
  - Sicherite
- 2.HD.60
  - Gabrielite

#### 2.HE Con alcali, H2O
- 2.HE.05
  - Gerstleyite

#### 2.HF Con unità di struttura di archetipo SnS e PbS
- 2.HF.20
  - Vrbaite
- 2.HF.25a
  - Abramovite
  - Cilindrite
  - Lévyclaudite
- 2.HF.25b
  - Coiraite
  - Franckeite
  - Incaite (*)
  - Potosíite (*)
- 2.HF.30
  - Lengenbachite

### 2.J Solfosali di archetipo PbS

#### 2.JA Derivati dalla galena con poco o senza Pb
- 2.JA.05a
  - Cupropavonite
  - Cupromakopavonite (al tempo conosciuta col nome provvisorio IMA 2005-036)[9]
  - Dantopaite (al tempo conosciuta col nome provvisorio IMA 2008-058)[10]
  - Kitaibelite (*)
  - Pavonite
- 2.JA.05b
  - Grumiplucite
- 2.JA.05c
  - Kudriavite
- 2.JA.05d
  - Cupromakovickyite
  - Makovickyite
- 2.JA.05e
  - Benjaminite
- 2.JA.05f
  - Mummeite
- 2.JA.05g
  - Borodaevite
- 2.JA.05h
  - Mozgovaite
- 2.JA.10a
  - Cuprobismutite
- 2.JA.10b
  - Kupčíkite
- 2.JA.10c
  - Hodrušite
- 2.JA.10d
  - Pizgrischite
- 2.JA.10e
  - Paděraite
- 2.JA.15
  - Cuboargirite
  - Schirmerite (Tipo 1) (*)
  - Schapbachite
- 2.JA.20
  - Bohdanowiczite
  - Matildite
  - Volynskite

#### 2.JB Derivati dalla galena, con Pb
- 2.JB.05
  - Brongniardite (*)
  - Diaforite
- 2.JB.10
  - Cosalite
- 2.JB.15
  - Freieslebenite
  - Marrite
- 2.JB.20
  - Cannizzarite
  - Wittite (Q)
- 2.JB.25a
  - Junoite
- 2.JB.25b
  - Felbertalite
- 2.JB.25c
  - Nordströmite
- 2.JB.25d
  - Proudite
  - Wittite-B (*)
- 2.JB.25g
  - Nuffieldite
- 2.JB.25i
  - Cuproneyite (al tempo conosciuta col nome provvisorio IMA 2008-053)[11]
  - Neyite
- 2.JB.25j
  - Rouxelite
- 2.JB.30a
  - Geocronite
  - Jordanite
- 2.JB.30b
  - Kirkiite
- 2.JB.30c
  - Tsugaruite
- 2.JB.35
  - Zinkenite
- 2.JB.35b
  - Scainiite
- 2.JB.35c
  - Pillaite
- 2.JB.35d
  - Pellouxite
- 2.JB.40a
  - Andorite IV
  - Andorite VI
  - Bursaite (*)
  - Fizélyite
  - Gustavite
  - Lillianite
  - Nakaséite (*)
  - Ramdohrite
  - Roshchinite
  - Treasurite
  - Uchucchacuaite
  - Vikingite
  - Xilingolite
- 2.JB.40b
  - Aschamalmite
  - Eskimoite
  - Heyrovskýite
- 2.JB.40c
  - Ourayite
- 2.JB.40e
  - Ustarasite
- 2.JB.45
  - Ángelaite
  - Bonchevite (*)
  - Galenobismutite
  - Weibullite
- 2.JB.55
  - Gratonite
- 2.JB.60
  - Marrucciite
- 2.JB.65
  - Vurroite

#### 2.JC Derivati dalla galena, con Tl
- 2.JC.05
  - Ellisite
- 2.JC.10
  - Gillulyite

### 2.K Solfoarseniati, solfoantimonati

#### 2.KA Solfoarseniati con tetraedri (As,Sb)S4
- 2.KA.05
  - Enargite
  - Petrukite
  - Stannoenargite (*)
- 2.KA.10
  - Barquillite
  - Briartite
  - Famatinite
  - Luzonite
  - Permingeatite
- 2.KA.15
  - Fangite

#### 2.KB Solfoarseniati con S aggiuntivo
- 2.KB.05
  - Billingsleyite

### 2.L Solfosali non classificati

#### 2.LA Senza Pb essenziale
- 2.LA.10
  - Dervillite
- 2.LA.15
  - Daomanite
- 2.LA.20
  - Vaughanite
- 2.LA.25
  - Criddleite
- 2.LA.30
  - Fettelite
- 2.LA.35
  - Chaméanite
- 2.LA.40
  - Arcubisite
- 2.LA.45
  - Mgriite
- 2.LA.50
  - Benleonardite
- 2.LA.55
  - Tsnigriite
- 2.LA.60
  - Borovskite
- 2.LA.65
  - Jonassonite

#### 2.LB Con Pb essenziale
- 2.LB.05
  - Miharaite
- 2.LB.20
  - Ardaite
- 2.LB.30
  - Madocite
- 2.LB.35
  - Larosite
- 2.LB.40
  - Mazzettiite
  - Petrovicite
- 2.LB.45
  - Crerarite
- 2.LB.50
  - Launayite
- 2.LB.55
  - Playfairite
- 2.LB.60
  - Sorbyite
- 2.LB.65
  - Sterryite

### 2.M Ossisolfosali

#### 2.MA Ossisolfosali di alcali e di metalli alcalino terrosi
- 2.MA.05
  - Cetineite
  - Ottensite
- 2.MA.10
  - Sarabauite

## 3. Alogeni

### 3.A Alogeni semplici, senza H2O

#### 3.AA M:X = 1:1, 2:3, 3:5, ecc.
- 3.AA.05
  - Marshite
  - Miersite
  - Nantokite
- 3.AA.10
  - Iodargirite
  - Tocornalite (Q)
- 3.AA.15
  - Bromargirite
  - Clorargirite
- 3.AA.20
  - Carobbiite
  - Griceite
  - Halite
  - Silvite
  - Villiaumite
- 3.AA.25
  - Lafossaite
  - Clorammonio
- 3.AA.30
  - Calomelano
  - Kuzminite
  - Moschelite
- 3.AA.35
  - Neighborite
- 3.AA.40
  - Clorocalcite
- 3.AA.45
  - Kolarite
- 3.AA.50
  - Radhakrishnaite
- 3.AA.55
  - Challacolloite
- 3.AA.60
  - Hephaistosite

#### 3.AB M:X = 1:2
- 3.AB.05
  - Tolbachite
- 3.AB.10
  - Coccinite
- 3.AB.15
  - Idrofilite (*)
  - Sellaite
- 3.AB.20
  - Cloromagnesite (Q)
  - Lawrencite
  - Scacchite
- 3.AB.25
  - Cerfluorite (#)
  - Fluorite
  - Frankdicksonite
  - Yttrofluorite (*)
- 3.AB.30
  - Tveitite-(Y)
- 3.AB.35
  - Gagarinite-(Y)
  - Zajacite-(Ce)

#### 3.AC M:X = 1:3
- 3.AC.05
  - Zharchikhite
- 3.AC.10
  - Molisite
- 3.AC.15
  - Fluocerite-(Ce)
  - Fluocerite-(La)
- 3.AC.20
  - Gananite

### 3.B Alogeni semplici, con H2O

#### 3.BA M:X = 1:1 e 2:3
- 3.BA.05
  - Idrohalite
- 3.BA.10
  - Carnallite

#### 3.BB M:X = 1:2
- 3.BB.05
  - Eriocalcite
- 3.BB.10
  - Rokühnite
- 3.BB.15
  - Bischofite
- 3.BB.20
  - Nickelbischofite
- 3.BB.25
  - Sinjarite
- 3.BB.30
  - Antarcticite
- 3.BB.35
  - Tachiidrite

#### 3.BC M:X = 1:3
- 3.BC.05
  - Cloralluminite

#### 3.BD Alogeni semplici con H2O e OH aggiuntivo
- 3.BD.05
  - Cadwaladerite (Q)
- 3.BD.10
  - Lesukite
- 3.BD.15
  - Korshunovskite
- 3.BD.20
  - Nepskoeite
- 3.BD.25
  - Koenenite

### 3.C Alogeni complessi
- - Ammineite (al tempo conosciuta col nome provvisorio IMA 2008-032)[12]
  - Brontesite (al tempo conosciuta col nome provvisorio IMA 2008-039)[13]
  - Steropesite

#### 3.CA Borofluoruri
- 3.CA.05
  - Ferruccite
- 3.CA.10
  - Avogadrite
  - Barberiite

#### 3.CB Neso-alluminofluoruri
- 3.CB.05
  - Criolitionite
- 3.CB.15
  - Criolite
  - Elpasolite
  - Simmonsite
- 3.CB.20
  - Colquiriite
- 3.CB.25
  - Weberite
- 3.CB.30
  - Karasugite
- 3.CB.35
  - Usovite
- 3.CB.40
  - Pachnolite
  - Thomsenolite
- 3.CB.45
  - Carlhintzeite
- 3.CB.50
  - Yaroslavite

#### 3.CC Soro-alluminofluoruri
- 3.CC.05
  - Gearksutite
- 3.CC.10
  - Acuminite
  - Tikhonenkovite
- 3.CC.15
  - Artroeite
- 3.CC.20
  - Calcjarlite
  - Jarlite
  - Jørgensenite

#### 3.CD Ino-alluminofluoruri
- 3.CD.05
  - Rosenbergite
- 3.CD.10
  - Prosopite

#### 3.CE Fillo-alluminofluoruri
- 3.CE.05
  - Chiolite

#### 3.CF Tetto-alluminofluoruri
- 3.CF.05
  - Ralstonite
- 3.CF.10
  - Boldyrevite (*)
- 3.CF.15
  - Bøgvadite

#### 3.CG Alluminofluoruri con CO3, SO4, PO4
- 3.CG.05
  - Stenonite
- 3.CG.10
  - Chukhrovite-(Ce)
  - Chukhrovite-(Nd)
  - Chukhrovite-(Y)
  - Meniaylovite
- 3.CG.15
  - Creedite
- 3.CG.20
  - Bøggildite
- 3.CG.25
  - Thermessaite

#### 3.CH Silicofluoruri
- - Heklaite (al tempo conosciuta col nome provvisorio IMA 2008-052)[14]
- 3.CH.05
  - Malladrite
- 3.CH.10
  - Bararite
- 3.CH.15
  - Criptohalite
  - Hieratite
- 3.CH.20
  - Demartinite
- 3.CH.25
  - Knasibfite

#### 3.CJ Con complessi MX6; M = Fe, Mn, Cu
- 3.CJ.05
  - Clormanganokalite
  - Rinneite
- 3.CJ.10
  - Eritrosiderite
  - Kremersite
- 3.CJ.15
  - Mitscherlichite
- 3.CJ.20
  - Almeraite (*)
  - Douglasite
- 3.CJ.25
  - Redikortsevite (#)
- 3.CJ.30
  - Zirklerite (Q)

### 3.D Ossialogeni, idrossialogeni e alogeni doppi correlati

#### 3.DA Con Cu, ecc., senza Pb
- 3.DA.05
  - Melanotallite
- 3.DA.10a
  - Atacamite
  - Hibbingite
  - Kempite
- 3.DA.10b
  - Belloite
  - Botallackite
  - Clinoatacamite
- 3.DA.10c
  - Gillardite
  - Haydeeite
  - Herbertsmithite
  - Kapellasite
  - Paratacamite
- 3.DA.15
  - Claringbullite
- 3.DA.20
  - Simonkolleite
- 3.DA.25
  - Buttgenbachite
  - Connellite
- 3.DA.30
  - Abhurite
- 3.DA.35
  - Ponomarevite
- 3.DA.40
  - Anthonyite
  - Calumetite
- 3.DA.45
  - Khaidarkanite
- 3.DA.50
  - Bobkingite
- 3.DA.55
  - Avdoninite
- 3.DA.60
  - Droninoite

#### 3.DB Con Pb, Cu, ecc.
- 3.DB.05
  - Diaboleite
- 3.DB.10
  - Pseudoboleite
- 3.DB.15
  - Boleite
  - Percylite (*)
- 3.DB.20
  - Cumengeite
- 3.DB.25
  - Bideauxite
- 3.DB.30
  - Cloroxifite
- 3.DB.35
  - Ematofanite
- 3.DB.40
  - Asisite
  - Parkinsonite
- 3.DB.45
  - Murdochite
- 3.DB.50
  - Yedlinite

#### 3.DC Con Pb (As,Sb,Bi), senza Cu
- 3.DC.05
  - Laurionite
  - Paralaurionite
- 3.DC.10
  - Fiedlerite
- 3.DC.15
  - Penfieldite
- 3.DC.20
  - Laurelite
- 3.DC.25
  - Bismoclite
  - Daubréeite
  - Matlockite
  - Rorisite
  - Zavaritskite
  - Zhangpeishanite
- 3.DC.30
  - Perite
  - Nadorite
- 3.DC.35
  - Aravaipaite
- 3.DC.37
  - Calcioaravaipaite
- 3.DC.40
  - Thorikosite
- 3.DC.45
  - Mereheadite
- 3.DC.50
  - Blixite
- 3.DC.55
  - Pinalite
- 3.DC.60
  - Symesite
- 3.DC.65
  - Ecdemite
  - Eliofillite (Q)
- 3.DC.70
  - Mendipite
- 3.DC.75
  - Damaraite
- 3.DC.80
  - Onoratoite
- 3.DC.85
  - Cotunnite
- 3.DC.90
  - Pseudocotunnite (Q)
- 3.DC.95
  - Barstowite

#### 3.DD Con Hg
- 3.DD.05
  - Eglestonite
  - Kadyrelite
- 3.DD.10
  - Poyarkovite
- 3.DD.15
  - Hanawaltite
- 3.DD.20
  - Terlinguaite
- 3.DD.25
  - Pinchite
- 3.DD.30
  - Gianellaite
  - Mosesite
- 3.DD.35
  - Kleinite
- 3.DD.40
  - Tedhadleyite
- 3.DD.45
  - Vasilyevite
- 3.DD.50
  - Aurivilliusite
- 3.DD.55
  - Terlinguacreekite
- 3.DD.60
  - Kelyanite
- 3.DD.65
  - Comancheite

#### 3.DE Con elementi delle terre rare
- 3.DE.05
  - Håleniusite-(La)

## 4. Ossidi (idrossidi, V[5,6] vanadati, arseniti, antimoniti, bismutiti, solfiti, seleniti, telluriti, iodati)

### 4.A Metallo:Ossigeno = 2:1 e 1:1

#### 4.AA Catione:Anione (M:O) = 2:1 (e 1,8:1)
- 4.AA.05
  - Ghiaccio
- 4.AA.10
  - Cuprite
- 4.AA.15
  - Paramelaconite

#### 4.AB M:O = 1:1 (e fino a 1:1,25); con soltanto cationi di dimensione da piccola a media
- 4.AB.05
  - Crednerite
- 4.AB.10
  - Tenorite
- 4.AB.15
  - Delafossite
  - Mcconnellite
- 4.AB.20
  - Bromellite
  - Zincite
- 4.AB.25
  - Bunsenite
  - Calce
  - Ferropericlasio (Q)
  - Hongquiite (Q)
  - Manganosite
  - Monteponite
  - Periclasio
  - Wüstite
- 4.AB.30
  - Irite (*)
  - Palladinite

#### 4.AC M:O = 1:1 (e fino a 1:1,25); con cationi di grande dimensione (± cationi più piccoli)
- 4.AC.05
  - Swedenborgite
- 4.AC.10
  - Brownmillerite
  - Srebrodolskite
- 4.AC.15
  - Montroydite
- 4.AC.20
  - Romarchite
  - Litargirio
- 4.AC.25
  - Massicot

### 4.B Metallo:Ossigeno = 3:4 e simili

#### 4.BA Con cationi di piccola e media dimensione
- 4.BA.05
  - Crisoberillo
- 4.BA.10
  - Manganostibite

#### 4.BB Con soltanto cationi di media dimensione
- 4.BB.05
  - Brunogeierite
  - Cocromite
  - Cromite
  - Coulsonite
  - Cuprospinello
  - Filipstadite
  - Franklinite
  - Gahnite
  - Galaxite
  - Hercynite
  - Jacobsite
  - Magnesiocromite
  - Magnesiocoulsonite
  - Magnesioferrite
  - Magnetite
  - Manganocromite
  - Nicromite (*)
  - Qandilite
  - Spinello
  - Trevorite
  - Ulvöspinello
  - Vuorelainenite
  - Zincocromite
- 4.BB.10
  - Arseniodialyte
  - Hausmannite
  - Hetaerolite
  - Idrohetaerolite
  - Iwakiite
  - Rombomagnojacobsite (*)
- 4.BB.15
  - Maghemite
  - Titanomaghemite (Q)
- 4.BB.20
  - Tegengrenite
- 4.BB.25
  - Xieite

#### 4.BC Con catione di dimensione media e grande
- 4.BC.05
  - Marokite
- 4.BC.10
  - Dmitryivanovite (al tempo conosciuta col nome provvisorio IMA 2006-035)[15]

#### 4.BD Con soltanto cationi di grande dimensione
- 4.BD.05
  - Minio

### 4.C Metallo:Ossigeno = 2:3, 3:5 e simili
- - Allendeite (al tempo conosciuta col nome provvisorio IMA 2007-027)[16]

#### 4.CB Con cationi di media dimensione
- 4.CB.05
  - Auroantimonato (*)
  - Brizziite
  - Corindone
  - Ecandrewsite
  - Eskolaite
  - Ematite
  - Geikielite
  - Ilmenite
  - Karelianite
  - Melanostibite
  - Picroilmenite (*)
  - Pirofanite (Pyrophanite)
  - Romanite (*)
- 4.CB.10
  - Avicennite
  - Bixbyite
- 4.CB.15
  - Armalcolite
  - Ferropseudobrookite (*)
  - Karrooite (*)
  - Kennedyite (*)
  - Mongshanite (*)
  - Pseudobrookite
- 4.CB.20
  - Ferrohögbomite-2N2S
  - Ferrohögbomite-6N12S (#)
  - Högbomite-8H (*)
  - Magnesiohögbomite-2N2S
  - Magnesiohögbomite-2N3S
  - Magnesiohögbomite-6N6S
  - Zincohögbomite-2N2S
  - Zincohögbomite-2N6S
- 4.CB.25
  - Kleberite (*)
  - Pseudorutilo
- 4.CB.30
  - Berdesinskiite
  - Ossivanite (al tempo conosciuta col nome provvisorio IMA 2008-044)[17]
- 4.CB.35
  - Olkhonskite
  - Schreyerite
- 4.CB.40
  - Kamiokite
  - Nolanite
  - Rinmanite
- 4.CB.45
  - Stibioclaudetite (al tempo conosciuta col nome provvisorio IMA 2007-028)[18]
  - Claudetite
- 4.CB.50
  - Arsenolite
  - Sénarmontite
- 4.CB.55
  - Exitèle (*)
  - Valentinite
- 4.CB.60
  - Bismite
- 4.CB.65
  - Sphaerobismoite
- 4.CB.70
  - Sillénite
- 4.CB.75
  - Kyzylkumite

#### 4.CC Con cationi di media e grande dimensione
- 4.CC.05
  - Crombismite
- 4.CC.10
  - Freudenbergite
- 4.CC.15
  - Grossite
- 4.CC.20
  - Mayenite (*)
- 4.CC.25
  - Yafsoanite
- 4.CC.30
  - Barioperovskite
  - Lakargiite
  - Latrappite
  - Lueshite
  - Natroniobite (Q)
  - Perovskite
  - Uhligite (*)
- 4.CC.35
  - Isolueshite
  - Loparite-(Ce)
  - Macedonite
  - Nioboloparite (*)
  - Tausonite
- 4.CC.40
  - Cleusonite
  - Crichtonite
  - Davidite-(Ce)
  - Davidite-(La)
  - Davidite-(Y)
  - Dessauite-(Y)
  - Gramaccioliite-(Y)
  - Landauite
  - Lindsleyite
  - Loveringite
  - Mathiasite
  - Senaite
- 4.CC.45
  - Batiferrite
  - Diaoyudaoite
  - Haggertyite
  - Hawthorneite
  - Hibonite
  - Lindqvistite
  - Magnetoplumbite
  - Nežilovite
  - Plumboferrite
  - Yimengite
- 4.CC.50
  - Jeppeite
- 4.CC.55
  - Zenzénite
- 4.CC.60
  - Mengxianminite (*)

### 4.D Metallo:Ossigeno = 1:2 e simili

#### 4.DA Con cationi di piccola dimensione: famiglia della silice
- 4.DA.05
  - Quarzo
  - β-quarzo (#)
- 4.DA.10
  - Opale
  - Tridimite
- 4.DA.15
  - Cristobalite
- 4.DA.20
  - Mogánite
- 4.DA.25
  - α-melanoflogite
- 4.DA.30
  - Lechatelierite
- 4.DA.35
  - Coesite
- 4.DA.40
  - Stishovite
- 4.DA.45
  - Keatite (*)
- 4.DA.50
  - Seifertite

#### 4.DB Con cationi di media dimensione; catene di ottaedri che condividono uno spigolo
- 4.DB.05
  - Argutite
  - Cassiterite
  - Ilmenorutilo (*)
  - Leucoxene (*)
  - Pirolusite
  - Plattnerite
  - Rutilo
  - Squawcreekite (*)
  - Strüverite (*)
  - Tripuhyite
  - Tugarinovite
  - Varlamoffite (*)
- 4.DB.10
  - Byströmite
  - Manganotapiolite (*)
  - Ordoñezite
  - Tapiolite-(Fe)
  - Tapiolite-(Mn)
- 4.DB.15a
  - Groutellite (*)
  - Paramontroseite
  - Ramsdellite
- 4.DB.15b
  - Akhtenskite
- 4.DB.15c
  - Nsutite
- 4.DB.20
  - Scrutinyite
- 4.DB.25
  - Ashanite (*)
  - Calciosamarskite
  - Ishikawaite
  - Ixiolite
  - Písekite-(Y) (*)
  - Priazovite (*)
  - Samarskite-(Y)
  - Samarskite-(Yb)
  - Srilankite
  - Yttrocolumbite-(Y) (*)
- 4.DB.30
  - Cuproscheelite (*)
  - Ferberite
  - Heftetjernite (al tempo conosciuta col nome provvisorio IMA 2006-056)[19]
  - Hübnerite
  - Krasnoselskite (*)
  - Magnesiowolframite (*)
  - Sanmartinite
  - Tungsteno-ixiolite (*)
- 4.DB.35
  - Columbite-(Fe)
  - Columbite-(Mg)
  - Columbite-(Mn)
  - Manganotantalite (*)
  - Qitianlingite
  - Tantalite-(Fe)
  - Tantalite-(Mg)
- 4.DB.40
  - Ferrotitanowodginite
  - Ferrowodginite
  - Litiotantite
  - Litiowodginite
  - Tantalowodginite (*)
  - Titanowodginite
  - Wodginite
- 4.DB.45
  - Tivanite
- 4.DB.50
  - Carmichaelite
- 4.DB.55
  - Alumotantite
- 4.DB.60
  - Biehlite

#### 4.DC Con cationi di media dimensione; strati di ottaedri che condividono uno spigolo
- 4.DC.05
  - Bahianite
- 4.DC.10
  - Simpsonite

#### 4.DD Con cationi di media dimensione; strutture di ottaedri che condividono uno spigolo
- 4.DD.05
  - Anatasio
- 4.DD.10
  - Brookite

#### 4.DE Con cationi di media dimensione; con poliedri vari
- 4.DE.05
  - Downeyite
- 4.DE.10
  - Koragoite
- 4.DE.15
  - Koechlinite
  - Russellite
  - Tungstibite
- 4.DE.20
  - Tellurite
- 4.DE.25
  - Paratellurite
- 4.DE.30
  - Bismutocolumbite
  - Bismutotantalite
  - Cervantite
  - Clinocervantite
  - Stibiocolumbite
  - Stibiotantalite
- 4.DE.35
  - Akaogiite (al tempo conosciuta col nome provvisorio IMA 2007-058)[20]
  - Baddeleyite

#### 4.DF Con cationi di grande dimensione (± cationi di media dimensione); dimeri e trimeri di ottaedri che condividono uno spigolo
- 4.DF.05
  - Aeschynite-(Ce)
  - Aeschynite-(Nd)
  - Aeschynite-(Y)
  - Lyndochite (*)
  - Nioboaeschynite-(Ce)
  - Nioboaeschynite-(Nd)
  - Nioboaeschynite-(Y)
  - Rynersonite
  - Tantalaeschynite-(Y)
  - Vigezzite
- 4.DF.10
  - Changbaiite
- 4.DF.15
  - Murataite-(Y)

#### 4.DG Con cationi di grande dimensione (± cationi di media dimensione); catene di ottaedri che condividono uno spigolo
- 4.DG.05
  - Euxenite-(Y)
  - Fersmite
  - Kobeite-(Y)
  - Loranskite-(Y)
  - Policrasio-(Y)
  - Tanteuxenite-(Y)
  - Uranopolicrasio
  - Yttrocrasite-(Y) (Q)
- 4.DG.10
  - β-fergusonite-(Ce)
  - β-fergusonite-(Nd)
  - β-fergusonite-(Y)
  - Yttrotantalite-(Y)
- 4.DG.15
  - Foordite
  - Thoreaulite
- 4.DG.20
  - Raspite

#### 4.DH Con cationi di grande dimensione (± cationi di media dimensione); strati di ottaedri che condividono uno spigolo
- 4.DH.05
  - Brannerite
  - Ortobrannerite
  - Thorutite
- 4.DH.10
  - Kassite
  - Lucasite-(Ce)
- 4.DH.15
  - Aluminobetafite (*)
  - Alumotungstite
  - Azopirrite (*)
  - Bariomicrolite
  - Bariopirocloro
  - Betafite
  - Bismutomicrolite
  - Bismutopirocloro
  - Blomstrandite (*)
  - Calciobetafite
  - Ceriopirocloro-(Ce)
  - Ceruranopirocloro (*)
  - Cesstibtantite
  - Calcolamprite (*)
  - Columbomicrolite (*)
  - Djalmaite (*)
  - Ellsworthite (*)
  - Elsmoreite
  - Endeiolite (*)
  - Ferritungstite
  - Fluocloro (*)
  - Haddamite (*)
  - Hatchettolite (*)
  - Idrocloro (*)
  - Idropirocloro (*)
  - Fluornatromicrolite (al tempo conosciuta col nome provvisorio IMA 1998-018)[21]
  - Jixianite
  - Kalipirocloro
  - Koppite (*)
  - Marignacite (*)
  - Mendelejevite (*)
  - Mendelyeevite (*)
  - Metasimpsonite (*)
  - Microlite
  - Mumbite (*)
  - Natrobistantite
  - Neotantalite (*)
  - Niobpirocloro (*)
  - Niobtantalpirocloro (*)
  - Nuolaite (*)
  - Obrukevite (*)
  - Pandaite (*)
  - Plumbobetafite
  - Plumbomicrolite
  - Plumbopirocloro
  - Pirocloro
  - Pirocloro-microlite (*)
  - Pirocloro-wiikite (*)
  - Pyrrhite (*)
  - Rijkeboerite (*)
  - Samiresite (*)
  - Scandio microlite (*)
  - Scheteligite (*)
  - Silicato-wiikite (*)
  - Stannomicrolite
  - Stibiometafite
  - Stibiomicrolite
  - Stronziopirocloro (*)
  - Sukulaite (*)
  - Tangenite (*)
  - Tantalbetafite (*)
  - Tantalohatchettolite (*)
  - Tantalo-obruchevite (*)
  - Tantalpirocloro (*)
  - Toriopirocloro (*)
  - Titanbetafite (*)
  - Titanmicrolite (*)
  - Titano-obruchevite (*)
  - Titanopirocloro (*)
  - Uranmicrolite
  - Uranpirocloro
  - Westgrenite (*)
  - Wiikite (*)
  - Yttrobetafite-(Y) (*)
  - Yttrohatchettolite (*)
  - Yttropirocloro-(Y)
- 4.DH.20
  - Bindheimite
  - Bismutostibiconite
  - Idroroméite (Q)
  - Lewisite (*)
  - Monimolite (Q)
  - Partzite
  - Romèite
  - Stetefeldtite (Q)
  - Stibiconite
- 4.DH.25
  - Rosiaite
- 4.DH.30
  - Zirconolite
- 4.DH.35
  - Liandratite
  - Petscheckite
- 4.DH.40
  - Ingersonite
- 4.DH.45
  - Pittongite

#### 4.DJ Con cationi di grande dimensione (± cationi di media dimensione); strutture poliedriche
- 4.DJ.05
  - Calciotantite
  - Irtyshite
  - Natrotantite
  - Ungursaite (*)

#### 4.DK Con cationi di grande dimensione (± cationi di media dimensione); strutture a tubo
- 4.DK.05
  - Akaganeite
  - Ankangite
  - Coronadite
  - Henrymeyerite
  - Hollandite
  - Manjiroite
  - Mannardite
  - Plumangite (*)
  - Priderite
  - Redledgeite
- 4.DK.10
  - Criptomelano
  - Romanèchite
  - Stronziomelano
  - Todorokite

#### 4.DL Con cationi di grande dimensione (± cationi di media dimensione); strutture analoghe alla fluorite
- 4.DL.05
  - Arkelite (*)
  - Cerianite-(Ce)
  - Niobozirconolite (*)
  - Thorianite
  - Uraninite
  - Zirkelite
- 4.DL.10
  - Calzirtite
  - Hiärneite
  - Tazheranite

#### 4.DM Con cationi di grande dimensione (± cationi di media dimensione); non classificati
- 4.DM.05
  - Rankamaite
  - Sosedkoite
- 4.DM.15
  - Cesplumtantite
- 4.DM.20
  - Eyselite
- 4.DM.25
  - Kuranakhite

### 4.E Metallo:Ossigeno = < 1:2
- - Sardignaite (al tempo conosciuta col nome provvisorio IMA 2008-040)[22]
- 4.EA.05
  - Tantite
- 4.EA.10
  - Krasnogorite (#)
  - Molybdite

### 4.F Idrossidi (senza V od U)

#### 4.FA Idrossidi con OH, senza H2O; tetraedri che condividono un vertice
- 4.FA.05a
  - Behoite
- 4.FA.05b
  - Clinobehoite
- 4.FA.10
  - Ashoverite
  - Sweetite
  - Wülfingite

#### 4.FB Idrossidi con OH, senza H2O; ottaedri isolati
- 4.FB.05
  - Shakhovite
- 4.FB.10
  - Cualstibite
  - Zincalstibite

#### 4.FC Idrossidi con OH, senza H2O; ottaedri che condividono un vertice
- 4.FC.05
  - Bernalite
  - Dzhalindite
  - Söhngeite
- 4.FC.10
  - Burtite
  - Mushistonite
  - Natanite
  - Schoenfliesite
  - Vismirnovite
  - Wickmanite
- 4.FC.15
  - Jeanbandyite
  - Mopungite
  - Stottite
  - Tetrawickmanite
- 4.FC.20
  - Ferronigerite-2N1S
  - Ferronigerite-6N6S
  - Magnesionigerite-2N1S
  - Magnesionigerite-6N6S
  - Pengzhizhongite-6H (*)
  - Zinconigerite-2N1S (#)
  - Zinconigerite-6N6S (#)
- 4.FC.25
  - Ferrotaaffeite-6N'3S
  - Magnesiotaaffeite-2N'2S
  - Magnesiotaaffeite-6N'3S
  - Musgravite (*)
  - Pehrmanite (*)
  - Taaffeite-9R (*)

#### 4.FD Idrossidi con OH, senza H2O; catene di ottaedri che condividono uno spigolo
- 4.FD.05
  - Spertiniite
- 4.FD.10
  - Bracewellite
  - Diasporo
  - Goethite
  - Groutite
  - Guyanaite
  - Kliachite (*)
  - Montroseite
  - Pseudoboehmite (*)
  - Tsumgallite
- 4.FD.15
  - Manganite
- 4.FD.20
  - Yttrotungstite-(Ce)
  - Yttrotungstite-(Y)
- 4.FD.25
  - Frankhawthorneite
- 4.FD.30
  - Khinite

#### 4.FE Idrossidi con OH, senza H2O; strati di ottaedri che condividono uno spigolo
- 4.FE.05
  - Amakinite
  - Brucite
  - Fougèrite
  - Pirocroite
  - Portlandite
  - Theophrastite
- 4.FE.10
  - Bayerite
  - Doyleite
  - Gibbsite
  - Nordstrandite
- 4.FE.15
  - Böhmite
  - Lepidocrocite
- 4.FE.20
  - Grimaldiite
  - Heterogenite
  - Stainierite (*)
  - Trieuite (*)
- 4.FE.25
  - Feitknechtite
  - Litioforite
- 4.FE.30
  - Quenselite
- 4.FE.35
  - Ferridrite
- 4.FE.40
  - Feroxyhyte
  - Vernadite (Q)
- 4.FE.45
  - Quetzalcoatlite

#### 4.FF Idrossidi con OH, senza H2O; poliedri vari
- 4.FF.05
  - Idroromarchite

#### 4.FG Idrossidi con OH, senza H2O; non classificati
- 4.FG.05
  - Janggunite
- 4.FG.10
  - Cesàrolite
- 4.FG.15
  - Kimrobinsonite

#### 4.FH Idrossidi con H2O ± (OH); ottaedri isolati
- 4.FH.05
  - Bottinoite
  - Brandholzite

#### 4.FJ Idrossidi con H2O ± (OH); ottaedri che condividono in vertice
- 4.FJ.05
  - Meymacite
  - Sidwillite
- 4.FJ.10
  - Tungstite
- 4.FJ.15
  - Idrotungstite
  - Ilsemannite (Q)
- 4.FJ.20
  - Parabariomicrolite

#### 4.FK Idrossidi con H2O ± (OH); catene di ottaedri che condividono uno spigolo
- 4.FK.05
  - Bamfordite

#### 4.FL Idrossidi con H2O ± (OH); strati di ottaedri che condividono uno spigolo
- 4.FL.05
  - Akdalaite
  - Fougèrite (al tempo conosciuta col nome provvisorio IMA 2003-057)[23]
  - Iowaite
  - Jamborite
  - Meixnerite
  - Muskoxite
  - Woodallite
- 4.FL.10
  - Idrocalumite
- 4.FL.15
  - Kuzelite
- 4.FL.20
  - Aurorite
  - Calcofanite
  - Ernienickelite
  - Jianshuiite
- 4.FL.25
  - Woodruffite
- 4.FL.30
  - Asbolano
  - Lampadite (*)
- 4.FL.35
  - Buserite
- 4.FL.40
  - Ranciéite
  - Takanelite
- 4.FL.45
  - Birnessite
- 4.FL.50
  - Chenxianite (#)
- 4.FL.55
  - Cianciulliite
- 4.FL.60
  - Jensenite
- 4.FL.65
  - Leisingite
- 4.FL.70
  - Tohdite (*)
- 4.FL.75
  - Cafetite
- 4.FL.80
  - Mourite
- 4.FL.85
  - Deloryite

#### 4.FM Idrossidi con H2O ± (OH); non classificati
- 4.FM.15
  - Franconite
  - Hochelagaite
  - Ternovite
- 4.FM.25
  - Belyankinite (Q)
  - Gerasimovskite
  - Manganbelyankinite (Q)
- 4.FM.30
  - Silhydrite
- 4.FM.35
  - Cuzticite
- 4.FM.40
  - Cianofillite

#### 4.FN Idrossidi con H2O±(OH); strutture di ottaedri che condividono un vertice e/o una faccia
- 4.FN.05
  - Menezesite

### 4.G Idrossidi di uranile

#### 4.GA Senza cationi aggiuntivi
- - Heisenbergite
- 4.GA.05
  - Schoepite
  - Metaschoepite
  - Paraschoepite (Q)
- 4.GA.10
  - Ianthinite
- 4.GA.15
  - Metastudtite
  - Studtite
- 4.GA.20
  - Paulscherrerite

#### 4.GB Con cationi aggiuntivi (K, Ca, Ba, Pb, ecc.); con principalmente poliedri pentagonali UO2(O,OH)5
- 4.GB.05
  - Agrinierite
  - Compreignacite
  - Rameauite
- 4.GB.10
  - Becquerelite
  - Billietite
  - Protasite
- 4.GB.15
  - Richetite
- 4.GB.20
  - Bauranoite
  - Calciouranoite
  - Metacalciouranoite
- 4.GB.25
  - Fourmarierite
- 4.GB.30
  - Wölsendorfite
- 4.GB.35
  - Masuyite
- 4.GB.40
  - Metavandendriesscheite
  - Vandendriesscheite
- 4.GB.45
  - Vandenbrandeite
- 4.GB.50
  - Sayrite
- 4.GB.55
  - Curite
- 4.GB.60
  - Iriginite
- 4.GB.65
  - Uranosphaerite
- 4.GB.70
  - Holfertite

#### 4.GC Con cationi aggiuntivi; con principalmente poliedri esagonali UO2(O,OH)6
- 4.GC.05
  - Clarkeite
- 4.GC.10
  - Umohoite
- 4.GC.15
  - Spriggite

### 4.H V[5,6] Vanadati

#### 4.HB Sorovanadati di uranile
- 4.HB.05
  - Carnotite
  - Margaritasite
- 4.HB.10
  - Sengierite
- 4.HB.15
  - Curienite
  - Francevillite
  - Fritzscheite
- 4.HB.20
  - Metavanuralite
  - Vanuralite
  - Vanuranylite (*)
- 4.HB.25
  - Metatyuyamunite
  - Tyuyamunite
- 4.HB.30
  - Strelkinite
- 4.HB.35
  - Uvanite (Q)
- 4.HB.40
  - Rauvite (Q)

#### 4.HC [6]-Sorovanadati
- 4.HC.05
  - Lasalite
  - Magnesiopascoite
  - Pascoite
- 4.HC.10
  - Hummerite
- 4.HC.15
  - Sherwoodite

#### 4.HD Inovanadati
- 4.HD.05
  - Rossite
- 4.HD.10
  - Metarossite
- 4.HD.15
  - Munirite
- 4.HD.20
  - Metamunirite
- 4.HD.25
  - Dickthomssenite
- 4.HD.30
  - Ansermetite

#### 4.HE Fillovanadati
- 4.HE.05
  - Melanovanadite
- 4.HE.10
  - Shcherbinaite
- 4.HE.15
  - Hewettite
  - Metahewettite
- 4.HE.20
  - Bariandite
  - Bokite
  - Corvusite
  - Fernandinite
  - Straczekite
- 4.HE.25
  - Häggite
- 4.HE.30
  - Doloresite
- 4.HE.35
  - Duttonite
- 4.HE.40
  - Cavoite

#### 4.HF Tettovanadati
- 4.HF.05
  - Bannermanite

#### 4.HG Ossidi di V non classificati
- 4.HG.05
  - Fervanite
- 4.HG.10
  - Huemulite
- 4.HG.15
  - Vanalite
- 4.HG.20
  - Simplotite
- 4.HG.25
  - Vanoxite (Q)
- 4.HG.30
  - Navajoite
- 4.HG.35
  - Delrioite
- 4.HG.40
  - Metadelrioite
- 4.HG.45
  - Barnesite
- 4.HG.50
  - Hendersonite
- 4.HG.55
  - Grantsite
- 4.HG.60
  - Lenoblite
- 4.HG.65
  - Satpaevite (Q)

### 4.J Arseniti, antimoniti, bismutiti, solfiti, seleniti, telluriti; iodati

#### 4.JA Arseniti, antimoniti, bismutiti; senza anioni aggiuntivi, senza H2O
- 4.JA.05
  - Leiteite
- 4.JA.10
  - Reinerite
- 4.JA.15
  - Karibibite
- 4.JA.20
  - Kusachiite
  - Schafarzikite
  - Trippkeite
- 4.JA.25
  - Apuanite
- 4.JA.30
  - Versiliaite
- 4.JA.35
  - Schneiderhöhnite
- 4.JA.40
  - Zimbabweite
- 4.JA.45
  - Ludlockite
- 4.JA.50
  - Paulmooreite
- 4.JA.55
  - Stibivanite
- 4.JA.60
  - Chadwickite

#### 4.JB Arseniti, antimoniti, bismutiti; con anioni aggiuntivi, senza H2O
- 4.JB.05
  - Fetiasite
- 4.JB.10
  - Manganarsite
- 4.JB.15
  - Magnussonite
- 4.JB.20
  - Armangite
- 4.JB.25
  - Nanlingite
- 4.JB.30
  - Asbecasite
- 4.JB.35
  - Stenhuggarite
- 4.JB.40
  - Trigonite
- 4.JB.45
  - Finnemanite
- 4.JB.50
  - Gebhardite
- 4.JB.55
  - Derbylite
  - Graeserite
  - Tomichite
- 4.JB.60
  - Hemloite
- 4.JB.65
  - Freedite
- 4.JB.70
  - Georgiadesite
- 4.JB.75
  - Ekatite

#### 4.JC Arseniti, antimoniti, bismutiti; senza anioni aggiuntivi, con H2O
- 4.JC.05
  - Cafarsite
- 4.JC.10
  - Lazarenkoite
- 4.JC.15
  - Rouseite
- 4.JC.20
  - Vajdakite

#### 4.JD Arseniti, antimoniti, bismutiti; con anioni aggiuntivi, con H2O
- 4.JD.05
  - Nealite
- 4.JD.10
  - Seelite
- 4.JD.15
  - Tooeleite

#### 4.JE Solfiti
- 4.JE.05
  - Gravegliaite
- 4.JE.10
  - Hannebachite
- 4.JE.15
  - Orschallite
- 4.JE.20
  - Scotlandite

#### 4.JF Seleniti senza anioni aggiuntivi, senza H2O
- 4.JF.05
  - Molibdomenite

#### 4.JG Seleniti con anioni aggiuntivi, senza H2O
- - Prewittite (al tempo conosciuta col nome provvisorio IMA 2002-041)[24]
- 4.JG.05
  - Georgbokiite
  - Parageorgbokiite
- 4.JG.10
  - Cloromenite
- 4.JG.15
  - Sofiite
- 4.JG.20
  - Ilinskite
- 4.JG.25
  - Francisite
- 4.JG.30
  - Derriksite
- 4.JG.35
  - Burnsite
- 4.JG.40
  - Allocalcoselite

#### 4.JH Seleniti senza anioni aggiuntivi, con H2O
- 4.JH.05
  - Calcomenite
- 4.JH.10
  - Ahlfeldite
  - Clinocalcomenite (*)
  - Cobaltomenite
- 4.JH.15
  - Mandarinoite
- 4.JH.20
  - Orlandiite
- 4.JH.25
  - Larisaite

#### 4.JJ Seleniti con anioni aggiuntivi, with H2O
- 4.JJ.05
  - Marthozite
- 4.JJ.10
  - Guilleminite
- 4.JJ.15
  - Piretite
- 4.JJ.20
  - Demesmaekerite
- 4.JJ.25
  - Haynesite

#### 4.JK Telluriti senza anioni aggiuntivi, senza H2O
- 4.JK.05
  - Walfordite
  - Winstanleyite
- 4.JK.10
  - Spiroffite
  - Zincospiroffite
- 4.JK.15
  - Balyakinite
- 4.JK.20
  - Rajite
- 4.JK.25
  - Carlfriesite
- 4.JK.30
  - Denningite
- 4.JK.35
  - Chekhovichite
- 4.JK.40
  - Smirnite
- 4.JK.45
  - Choloalite
- 4.JK.50
  - Fairbankite
- 4.JK.55
  - Plumbotellurite
- 4.JK.60
  - Magnolite
- 4.JK.65
  - Moctezumite
- 4.JK.70
  - Schmitterite
- 4.JK.75
  - Cliffordite

#### 4.JL Telluriti con anioni aggiuntivi, senza H2O
- 4.JL.05
  - Rodalquilarite
- 4.JL.10
  - Mackayite
- 4.JL.15
  - Mroseite
- 4.JL.20
  - Pingguite
- 4.JL.25
  - Tlapallite
- 4.JL.30
  - Girdite

#### 4.JM Telluriti senza anioni aggiuntivi, con H2O
- 4.JM.05
  - Keystoneite
  - Kinichilite
  - Zemannite
- 4.JM.10
  - Blakeite (Q)
  - Emmonsite
- 4.JM.15
  - Graemite
- 4.JM.20
  - Teineite

#### 4.JN Telluriti con anioni aggiuntivi, with H2O
- 4.JN.05
  - Sonoraite
- 4.JN.10
  - Poughite
- 4.JN.15
  - Cesbronite
- 4.JN.20
  - Eztlite
- 4.JN.25
  - Oboyerite
- 4.JN.30
  - Juabite

### 4.K Iodati: piramidi trigonali [IO3] (principalmente)

#### 4.KA Iodati senza anioni aggiuntivi, senza H2O
- 4.KA.05
  - Lautarite

#### 4.KB Iodati con anioni aggiuntivi, senza H2O
- 4.KB.05
  - Salesite
- 4.KB.10
  - Schwartzembergite
- 4.KB.15
  - Seeligerite

#### 4.KC Iodati senza anioni aggiuntivi, con H2O
- 4.KC.05
  - Bellingerite
- 4.KC.10
  - Brüggenite

#### 4.KD Iodati con anioni aggiuntivi, con H2O
- 4.KD.05
  - Dietzeite
- 4.KD.10
  - George-ericksenite

## 5. Carbonati (nitrati)

### 5.A Carbonati senza anioni aggiuntivi, senza H2O

#### 5.AA Carbonati di metalli alcalini
- 5.AA.05
  - Zabuyelite
- 5.AA.10
  - Gregoryite
  - Natrite
- 5.AA.15
  - Nahcolite
- 5.AA.20
  - Kalicinite
- 5.AA.25
  - Teschemacherite
- 5.AA.30
  - Wegscheiderite

#### 5.AB Carbonati di metalli alcalino terrosi (e altri M2+)
- 5.AB.05
  - Calcite
  - Gaspéite
  - Hoshiite (*)
  - Magnesite
  - Otavite
  - Parakutnohorite (*)
  - Rodocrosite
  - Siderite
  - Sferocobaltite
  - Smithsonite
- 5.AB.10
  - Ankerite
  - Dolomite
  - Kutnohorite
  - Minrecordite
- 5.AB.15
  - Aragonite
  - Cerussite
  - Stronzianite
  - Witherite
- 5.AB.20
  - Vaterite
- 5.AB.25
  - Huntite
- 5.AB.30
  - Norsethite
- 5.AB.35
  - Alstonite
- 5.AB.40
  - Olekminskite
  - Paralstonite
- 5.AB.45
  - Baritocalcite
- 5.AB.50
  - Carbocernaite
- 5.AB.55
  - Benstonite
- 5.AB.60
  - Juangodoyite

#### 5.AC Carbonati di metalli alcalini e metalli alcalino terrosi
- 5.AC.05
  - Eitelite
- 5.AC.10
  - Natrofairchildite (*)
  - Nyerereite
  - Zemkorite
- 5.AC.15
  - Bütschliite
- 5.AC.20
  - Fairchildite
- 5.AC.25
  - Shortite
- 5.AC.30
  - Burbankite
  - Calcioburbankite
  - Khanneshite
  - Sanrománite

#### 5.AD Con elementi delle terre rare
- 5.AD.05
  - Sahamalite-(Ce)
- 5.AD.15
  - Petersenite-(Ce)
  - Rémondite-(Ce)
  - Rémondite-(La)
- 5.AD.20
  - Paratooite-(La)

### 5.B Carbonati con anioni aggiuntivi, senza H2O

#### 5.BA Con Cu, Co, Ni, Zn, Mg, Mn
- 5.BA.05
  - Azzurrite
- 5.BA.10
  - Chukanovite
  - Georgeite
  - Glaukosphaerite
  - Kolwezite
  - Malachite
  - Mcguinnessite
  - Nullaginite
  - Pokrovskite
  - Rosasite
  - Zincrosasite (Q)
- 5.BA.15
  - Auricalcite
  - Idrozincite
- 5.BA.20
  - Holdawayite
- 5.BA.25
  - Defernite
- 5.BA.30
  - Loseyite
  - Sclarite

#### 5.BB Con metalli alcalini, ecc.
- 5.BB.05
  - Barentsite
- 5.BB.10
  - Dawsonite
- 5.BB.15
  - Tunisite
- 5.BB.20
  - Sabinaite

#### 5.BC Con cationi di metalli alcalino terrosi
- 5.BC.05
  - Brenkite
- 5.BC.10
  - Rouvilleite
- 5.BC.15
  - Podlesnoite

#### 5.BD Con elementi delle terre rare
- 5.BD.05
  - Baiyuneboite-(Ce) (*)
  - Cordylite-(Ce)
  - Lukechangite-(Ce)
- 5.BD.10
  - Kukharenkoite-(Ce)
  - Kukharenkoite-(La)
- 5.BD.15
  - Cebaite-(Ce)
  - Cebaite-(Nd) (*)
- 5.BD.20a
  - Bastnäsite-(Ce)
  - Bastnäsite-(La)
  - Bastnäsite- (*)
  - Bastnäsite-(Y)
  - Idrossilbastnäsite-(Ce) (*)
  - Idrossilbastnäsite-(La) (*)
  - Idrossilbastnäsite-(Nd)
  - Idrossilcarbonato-(La) (*)
  - Idrossilcarbonato-(Nd) (*)
  - Thorbastnäsite
- 5.BD.20b
  - Parisite-(Ce)
  - Parisite-(Nd) (*)
- 5.BD.20c
  - Synchysite-(Ce)
  - Synchysite-(Nd)
  - Synchysite-(Y)
- 5.BD.20d
  - Röntgenite-(Ce)
- 5.BD.25
  - Horváthite-(Y)
- 5.BD.30
  - Qaqarssukite-(Ce)
- 5.BD.35
  - Huanghoite-(Ce)

#### 5.BE Con Pb, Bi
- 5.BE.05
  - Shannonite
- 5.BE.10
  - Idrocerussite
- 5.BE.15
  - Plumbonacrite
- 5.BE.20
  - Fosgenite
- 5.BE.25
  - Bismutite
- 5.BE.30
  - Kettnerite
- 5.BE.35
  - Beyerite

#### 5.BF Con (Cl), SO4, PO4, TeO3
- 5.BF.05
  - Ferrotychite
  - Manganotychite
  - Northupite
  - Tychite
- 5.BF.10
  - Bonshtedtite
  - Bradleyite
  - Crawfordite
  - Sidorenkite
- 5.BF.15
  - Daqingshanite-(Ce)
- 5.BF.20
  - Reederite-(Y)
- 5.BF.25
  - Mineevite-(Y)
- 5.BF.30
  - Brianyoungite
- 5.BF.35
  - Filolitite
- 5.BF.40
  - Leadhillite
  - Macphersonite
  - Susannite

### 5.C Carbonati senza anioni aggiuntivi, con H2O

#### 5.CA Con cationi di media dimensione
- 5.CA.05
  - Nesquehonite
- 5.CA.10
  - Lansfordite
- 5.CA.15
  - Barringtonite (*)
- 5.CA.20
  - Hellyerite

#### 5.CB Con cationi di grande dimensione (carbonati di metalli alcalini e alcalino terrosi)
- 5.CB.05
  - Termonatrite
- 5.CB.10
  - Natron
- 5.CB.15
  - Trona
- 5.CB.20
  - Monoidrocalcite
- 5.CB.25
  - Ikaite
- 5.CB.30
  - Pirssonite
- 5.CB.35
  - Gaylussite
- 5.CB.40
  - Calconatronite
- 5.CB.45
  - Baylissite
- 5.CB.50
  - Tuliokite

#### 5.CC Con elementi delle terre rare
- 5.CC.05
  - Donnayite-(Y)
  - Mckelveyite-(Y)-1A
  - Mckelveyite-(Nd) (*)
  - Weloganite
- 5.CC.10
  - Tengerite-(Y)
- 5.CC.15
  - Lokkaite-(Y)
- 5.CC.20
  - Shomiokite-(Y)
- 5.CC.25
  - Calkinsite-(Ce)
  - Lantanite-(Ce)
  - Lantanite-(La)
  - Lantanite-(Nd)
- 5.CC.30
  - Adamsite-(Y)
- 5.CC.35
  - Decrespignyite-(Y)
- 5.CC.40
  - Galgenbergite-(Ce)
- 5.CC.45
  - Ewaldite
- 5.CC.50
  - Kimuraite-(Y)

### 5.D Carbonati con anioni aggiuntivi, con H2O

#### 5.DA Con cationi di media dimensione
- 5.DA.05
  - Dypingite
  - Giorgiosite (Q)
  - Idromagnesite
  - Widgiemoolthalite
- 5.DA.10
  - Artinite
  - Clorartinite
- 5.DA.15
  - Otwayite
- 5.DA.20
  - Kambaldaite
- 5.DA.25
  - Callaghanite
- 5.DA.30
  - Claraite
- 5.DA.35
  - Idroscarbroite (Q)
  - Scarbroite
- 5.DA.40
  - Caresite
  - Charmarite
  - Quintinite
- 5.DA.45
  - Barbertonite (Q)
  - Brugnatellite
  - Clormagaluminite
  - Clormanasseite (*)
  - Manasseite
  - Sjögrenite
  - Zaccagnaite
- 5.DA.50
  - Comblainite
  - Desautelsite
  - Idrotalcite
  - Piroaurite
  - Reevesite
  - Stichtite
  - Takovite
- 5.DA.55
  - Coalingite
- 5.DA.60
  - Karchevskyite
- 5.DA.65
  - Indigirite
- 5.DA.70
  - Zaratite

#### 5.DB Con cationi di grande e media dimensione
- 5.DB.05
  - Alumoidrocalcite
  - Nasledovite (Q)
  - Para-alumoidrocalcite
- 5.DB.10
  - Dresserite
  - Dundasite
  - Kochsándorite
  - Petterdite
  - Stronziodresserite
- 5.DB.15
  - Idrodresserite
- 5.DB.20
  - Schuilingite-(Nd)
- 5.DB.25
  - Sergeevite
- 5.DB.30
  - Szymańskiite
- 5.DB.35
  - Montroyalite

#### 5.DC Con cationi di grande dimensione
- 5.DC.05
  - Ancylite-(Ce)
  - Ancylite-(La)
  - Calcioancylite-(Ce)
  - Calcioancylite-(Nd)
  - Gysinite-(Nd)
  - Kozoite-(La)
  - Kozoite-(Nd)
- 5.DC.10
  - Kamphaugite-(Y)
  - Weibyeite (*)
- 5.DC.15
  - Sheldrickite
- 5.DC.20
  - Thomasclarkite-(Y)
- 5.DC.25
  - Peterbaylissite
- 5.DC.30
  - Clearcreekite
- 5.DC.35
  - Niveolanite

### 5.E Carbonati di uranile

#### 5.EA UO2:CO3> 1:1
- 5.EA.10
  - Urancalcarite
- 5.EA.15
  - Wyartite
- 5.EA.20
  - Oswaldpeetersite
- 5.EA.25
  - Roubaultite
- 5.EA.30
  - Kamotoite-(Y)
- 5.EA.35
  - Sharpite

#### 5.EB UO2:CO3= 1:1
- 5.EB.05
  - Rutherfordine
- 5.EB.10
  - Blatonite
- 5.EB.15
  - Joliotite
- 5.EB.20
  - Bijvoetite-(Y)

#### 5.EC UO2:CO3< 1:1 - 1:2
- 5.EC.05
  - Fontanite
- 5.EC.10
  - Metazellerite
  - Zellerite

#### 5.ED UO2:CO3= 1:3
- 5.ED.05
  - Bayleyite
- 5.ED.10
  - Swartzite
- 5.ED.15
  - Albrechtschraufite
- 5.ED.20
  - Liebigite
- 5.ED.25
  - Rabbittite
- 5.ED.30
  - Andersonite
- 5.ED.35
  - Grimselite
- 5.ED.40
  - Widenmannite
- 5.ED.45
  - Znucalite
- 5.ED.50
  - Čejkaite

#### 5.EE UO2:CO3= 1:4
- 5.EE.05
  - Voglite
- 5.EE.10
  - Shabaite-(Nd)

#### 5.EF UO2:CO3= 1:5
- 5.EF.05
  - Astrocianite-(Ce)

#### 5.EG Con SO4o SiO4
- 5.EG.05
  - Schröckingerite
- 5.EG.10
  - Lepersonnite-(Gd)

### 5.N Nitrati

#### 5.NA Senza OH o H2O
- 5.NA.05
  - Sodanitro
- 5.NA.10
  - Niter
- 5.NA.15
  - Gwihabaite
  - Nitrammite (*)
- 5.NA.20
  - Nitrobarite

#### 5.NB Con OH
- 5.NB.05
  - Rouaite
  - Gerhardtite

#### 5.NC Con H2O
- 5.NC.05
  - Nitromagnesite
- 5.NC.10
  - Nitrocalcite

#### 5.ND Con OH (ecc.) e H2O
- 5.ND.05
  - Likasite
- 5.ND.10
  - Mbobomkulite
- 5.ND.15
  - Idrombobomkulite
- 5.ND.20
  - Sveite

## 6. Borati
- 6.
  - Alfredstelznerite (al tempo conosciuta col nome provvisorio IMA 2007-050)[25]

### 6.A Monoborati

#### 6.AA BO3, senza anioni aggiuntivi; 1(D)
- 6.AA.05
  - Sassolite
- 6.AA.15
  - Nördenskiöldite
  - Tusionite
- 6.AA.35
  - Jimboite
  - Kotoite
- 6.AA.40
  - Takedaite

#### 6.AB BO3, con anioni aggiuntivi; 1(D) + OH, ecc.
- 6.AB.05
  - Hambergite
- 6.AB.10
  - Berborite
- 6.AB.15
  - Jeremejevite
- 6.AB.20
  - Warwickite
  - Yuanfuliite
- 6.AB.25
  - Karlite
- 6.AB.30
  - Azoproite
  - Bonaccordite
  - Fredrikssonite
  - Ludwigite
  - Vonsenite
- 6.AB.35
  - Pinakiolite
- 6.AB.40
  - Blatterite
  - Chestermanite
  - Ortopinakiolite
  - Takéuchiite
- 6.AB.45
  - Aluminomagnesiohulsite
  - Hulsite
  - Magnesiohulsite
- 6.AB.50
  - Fluoborite
  - Idrossilborite
- 6.AB.55
  - Shabynite
  - Wightmanite
- 6.AB.60
  - Gaudefroyite
- 6.AB.65
  - Sakhaite
- 6.AB.70
  - Harkerite
- 6.AB.75
  - Pertsevite-(OH) (al tempo conosciuta col nome provvisorio IMA 2008-060)[26]
  - Pertsevite
- 6.AB.80
  - Jacquesdietrichite
- 6.AB.85
  - Painite

#### 6.AC B(O,OH)4, senza e con anioni aggiuntivi; 1(T), 1(T)+OH, ecc.
- 6.AC.05
  - Sinhalite
- 6.AC.10
  - Pseudosinhalite
- 6.AC.15
  - Behierite
  - Schiavinatoite
- 6.AC.20
  - Frolovite
- 6.AC.25
  - Esaidroborite
- 6.AC.30
  - Henmilite
- 6.AC.35
  - Bandylite
- 6.AC.40
  - Teepleite
- 6.AC.45
  - Moydite-(Y)
- 6.AC.50
  - Carboborite
- 6.AC.55
  - Sulfoborite
- 6.AC.60
  - Lüneburgite
- 6.AC.65
  - Seamanite
- 6.AC.70
  - Cahnite

### 6.B Diborati

#### 6.BA Neso-diborati con due triangoli B2(O,OH)5; 2(2D); 2(2D) + OH, ecc.
- 6.BA.05
  - Suanite
- 6.BA.10
  - Clinokurchatovite
  - Kurchatovite
  - Kurchatovite-1M (*)
- 6.BA.15
  - Idrossil-ascharite (*)
  - Idrossil-szajbelyite (*)
  - Sussexite
  - Szaibélyite
- 6.BA.20
  - Wiserite

#### 6.BB Neso-diborati con due tetraedri B2O(OH)6; 2(2T)
- 6.BB.05
  - Pinnoite
- 6.BB.10
  - Pentaidroborite

#### 6.BC Ino-diborati con triangoli e/o tetraedri
- 6.BC.10
  - Calciborite
- 6.BC.15
  - Vimsite
- 6.BC.20
  - Parasibirskite
  - Sibirskite

#### 6.BD Tettodiborati con tetraedri
- 6.BD.05
  - Santarosaite

### 6.C Triborati

#### 6.CA Neso-triborati
- 6.CA.10
  - Ameghinite
- 6.CA.15
  - Inderite
- 6.CA.20
  - Kurnakovite
- 6.CA.25
  - Inderborite
- 6.CA.30
  - Meyerhofferite
- 6.CA.35
  - Inyoite
- 6.CA.40
  - Solongoite
- 6.CA.45
  - Peprossiite-(Ce)
- 6.CA.50
  - Nifontovite
- 6.CA.55
  - Olshanskyite

#### 6.CB Ino-triborati
- 6.CB.10
  - Colemanite
- 6.CB.15
  - Idroboracite
- 6.CB.20
  - Howlite
- 6.CB.25
  - Jarandolite

#### 6.CC Fillo-triborati
- 6.CC.05
  - Johachidolite

### 6.D Tetraborati

#### 6.DA Neso-tetraborati
- 6.DA.10
  - Borace
- 6.DA.15
  - Tincalconite
- 6.DA.20
  - Hungchaoite
- 6.DA.25
  - Fedorovskite
  - Roweite
- 6.DA.30
  - Idroclorborite
- 6.DA.35
  - Uralborite
- 6.DA.40
  - Borcarite
  - Numanoite

#### 6.DB Ino-tetraborati
- 6.DB.05
  - Kernite

#### 6.DD Tetto-tetraborati
- 6.DD.05
  - Diomignite

### 6.E Pentaborati

#### 6.EA Neso-pentaborati
- 6.EA.05
  - Sborgite
- 6.EA.10
  - Ramanite-(Cs)
  - Ramanite-(Rb)
  - Santite
- 6.EA.15
  - Ammonioborite
- 6.EA.25
  - Ulexite

#### 6.EB Ino-pentaborati
- 6.EB.05
  - Larderellite
- 6.EB.10
  - Ezcurrite
- 6.EB.15
  - Probertite
- 6.EB.20
  - Tertschite (Q)
- 6.EB.25
  - Priceite

#### 6.EC Fillo-pentaborati
- 6.EC.05
  - Biringuccite
  - Nasinite
- 6.EC.10
  - Gowerite
- 6.EC.15
  - Veatchite
  - Veatchite-p
- 6.EC.20
  - Volkovskite
- 6.EC.25
  - Tuzlaite
- 6.EC.30
  - Heidornite
- 6.EC.35
  - Brianroulstonite

#### 6.ED Tetto-pentaborati
- 6.ED.05
  - Calciohilgardite-2M (*)
  - Calciohilgardite-3Tc (*)
  - Hilgardite
  - Leucostaurite (al tempo conosciuta col nome provvisorio IMA 2007-047)[27]
  - Kurgantaite
  - Stronziohilgardite (*)
  - Stronziohilgardite-1Tc (*)
  - Tyretskite

### 6.F Esaborati

#### 6.FA Neso-esaborati
- 6.FA.05
  - Aksaite
- 6.FA.10
  - Mcallisterite
- 6.FA.15
  - Admontite
- 6.FA.20
  - Rivadavite
- 6.FA.25
  - Teruggite

#### 6.FB Ino-esaborati
- 6.FB.05
  - Aristarainite
- 6.FB.10
  - Kaliborite

#### 6.FC Fillo-esaborati
- 6.FC.05
  - Nobleite
  - Tunellite
- 6.FC.10
  - Stronzioborite (*)
- 6.FC.15
  - Ginorite
  - Stronzioginorite
  - Volkovite (*)
- 6.FC.20
  - Fabianite

### 6.G Eptaborati e altri megaborati

#### 6.GA Tetto-eptaborati
- 6.GA.05
  - Boracite
  - Boracite alta (*)
  - Chambersite
  - Ericaite
- 6.GA.10
  - Congolite
  - Trembathite

#### 6.GB Fillo-nonborati, ecc.
- 6.GB.05
  - Studenitsite
- 6.GB.10
  - Penobsquisite
- 6.GB.15
  - Preobrazhenskite
- 6.GB.20
  - Walkerite

#### 6.GC Tetto-dodecaborati
- 6.GC.05
  - Londonite
  - Rhodizite

#### 6.GD Mega-tettoborati
- 6.GD.05
  - Pringleite
  - Ruitenbergite
- 6.GD.10
  - Metaborite

### 6.H Borati non classificati
- 6.HA.05
  - Chelkarite
- 6.HA.10
  - Braitschite-(Ce)
- 6.HA.15
  - Satimolite
- 6.HA.20
  - Iquiqueite
- 6.HA.25
  - Wardsmithite
- 6.HA.30
  - Korzhinskite
- 6.HA.35
  - Halurgite
- 6.HA.40
  - Ekaterinite
- 6.HA.45
  - Vitimite
- 6.HA.50
  - Canavesite
- 6.HA.55
  - Qilianshanite

## 7. Solfati (selenati, tellurati, cromati, molibdati, tungstati)

### 7.A Solfati (selenati, ecc.) senza anioni aggiuntivi, senza H2O

#### 7.AB Con cationi di media dimensione
- 7.AB.05
  - Mikasaite
  - Millosevichite
- 7.AB.10
  - Calcocianite
  - Ferrotellurite (Q)
  - Idrocianite (*)
  - Zinkosite

#### 7.AC Con cationi di media e grande dimensione
- - Pyracmonite (al tempo conosciuta col nome provvisorio IMA 2008-029)[28]
- 7.AC.05
  - Vanthoffite
- 7.AC.10
  - Efremovite
  - Langbeinite
  - Manganolangbeinite
- 7.AC.15
  - Eldfellite (al tempo conosciuta col nome provvisorio IMA 2007-051)[29]
  - Yavapaiite
- 7.AC.20
  - Godovikovite
  - Sabieite
- 7.AC.25
  - Thénardite
- 7.AC.35
  - Aftitalite

#### 7.AD Con soltanto cationi di grande dimensione
- 7.AD.05
  - Arcanite
  - Mascagnite
- 7.AD.10
  - Mercallite
- 7.AD.15
  - Misenite
- 7.AD.20
  - Letovicite
- 7.AD.25
  - Glauberite
- 7.AD.30
  - Anidrite
- 7.AD.35
  - Anglesite
  - Barite
  - Celestina
  - Kerstenite (*)
  - Olsacherite
- 7.AD.40
  - Kalistrontite
  - Palmierite

### 7.B Solfati (selenati, ecc.) con anioni aggiuntivi, senza H2O

#### 7.BB Con cationi di media dimensione
- 7.BB.
  - Grandviewite (al tempo conosciuta col nome provvisorio IMA 2007-004)[30]
- 7.BB.05
  - Caminite
- 7.BB.10
  - Hauckite
- 7.BB.15
  - Antlerite
- 7.BB.20
  - Dolerofanite
- 7.BB.25
  - Brochantite
- 7.BB.30
  - Vergasovaite
- 7.BB.35
  - Klebelsbergite
- 7.BB.40
  - Schuetteite
- 7.BB.45
  - Paraotwayite
- 7.BB.50
  - Xocomecatlite
- 7.BB.55
  - Pauflerite

#### 7.BC Con cationi di media e grande dimensione
- 7.BC.
  - Adranosite (al tempo conosciuta col nome provvisorio IMA 2008-057)[31]
- 7.BC.05
  - D'ansite
- 7.BC.10
  - Alunite
  - Ammonioalunite
  - Ammoniojarosite
  - Argentojarosite
  - Beaverite
  - Dorallcharite
  - Huangite
  - Idroniojarosite
  - Jarosite
  - Minamiite
  - Natroalunite
  - Natrojarosite
  - Osarizawaite
  - Plumbojarosite
  - Schlossmacherite
  - Walthierite
- 7.BC.15
  - Ye'elimite
- 7.BC.20
  - Atlasovite
  - Nabokoite
- 7.BC.25
  - Clorotionite
- 7.BC.30
  - Euclorina
  - Fedotovite
- 7.BC.35
  - Kamchatkite
- 7.BC.40
  - Caratiite (*)
  - Piypite
- 7.BC.45
  - Alumoklyuchevskite
  - Klyuchevskite
- 7.BC.50
  - Caledonite
- 7.BC.55
  - Wherryite
- 7.BC.60
  - Mammothite
- 7.BC.65
  - Linarite
  - Munakataite
  - Schmiederite
- 7.BC.70
  - Chenite
- 7.BC.75
  - Krivovichevite
- 7.BC.80
  - Anhydrokainite (Q)

#### 7.BD Con soltanto cationi di grande dimensione
- 7.BD.05
  - Sulfohalite
- 7.BD.10
  - Galeite
  - Schairerite
- 7.BD.15
  - Kogarkoite
- 7.BD.20
  - Aiolosite (al tempo conosciuta col nome provvisorio IMA 2008-015)[32]
  - Caracolite
  - Cesanite
- 7.BD.25
  - Burkeite
- 7.BD.30
  - Hanksite
- 7.BD.35
  - Cannonite
- 7.BD.40
  - Lanarkite
- 7.BD.45
  - Grandreefite
- 7.BD.50
  - Itoite
- 7.BD.55
  - Chiluite
- 7.BD.60
  - Hectorfloresite
- 7.BD.65
  - Pseudograndreefite
- 7.BD.70
  - Sundiusite

### 7.C Solfati (selenati, ecc.) senza anioni aggiuntivi, con H2O

#### 7.CB Con soltanto cationi di media dimensione
- 7.CB.05
  - Cobaltkieserite
  - Dwornikite
  - Gunningite
  - Kieserite
  - Poitevinite
  - Szmikite
  - Szomolnokite
- 7.CB.10
  - Bonattite
- 7.CB.15
  - Aplowite
  - Boyleite
  - Drobecite (al tempo conosciuta col nome provvisorio IMA 2002-034)[33]
  - Ilesite
  - Rozenite
  - Starkeyite
- 7.CB.20
  - Calcantite
  - Jôkokuite
  - Pentaidrite
  - Sanderite (Q)
  - Siderotilo
- 7.CB.25
  - Bianchite
  - Chvaleticeite
  - Esaidrite
  - Ferroesaidrite
  - Moorhouseite
  - Nickelesaidrite
- 7.CB.30
  - Retgersite
- 7.CB.35
  - Alpersite
  - Bieberite
  - Boothite
  - Mallardite
  - Melanterite
  - Zincmelanterite
- 7.CB.40
  - Epsomite
  - Goslarite
  - Morenosite
  - Zinc-fauserite (*)
- 7.CB.45
  - Alunogeno
  - Meta-alunogeno (Q)
- 7.CB.50
  - Coquimbite
  - Paracoquimbite
- 7.CB.55
  - Romboclasio
- 7.CB.60
  - Kornelite
- 7.CB.65
  - Quenstedtite
- 7.CB.70
  - Lausenite
- 7.CB.75
  - Lishizhenite
  - Römerite
- 7.CB.80
  - Ransomite
- 7.CB.85
  - Alotrichite
  - Apjohnite
  - Bílinite
  - Dietrichite
  - Pickeringite
  - Redingtonite (Q)
  - Wupatkiite
- 7.CB.90
  - Meridianiite
- 7.CB.95
  - Caichengyunite (*)

#### 7.CC Con cationi di media e grande dimensione
- 7.CC.05
  - Krausite
- 7.CC.10
  - Tamarugite
- 7.CC.15
  - Kalinite
  - Mendozite
- 7.CC.20
  - Alum-(K)
  - Alum-(Na)
  - Lanmuchangite
  - Lonecreekite
  - Tschermigite
- 7.CC.25
  - Monsmedite (*)
  - Pertlikite
  - Voltaite
  - Zincovoltaite
- 7.CC.30
  - Kröhnkite
- 7.CC.35
  - Ferrinatrite
- 7.CC.40
  - Goldichite
- 7.CC.45
  - Löweite
- 7.CC.50
  - Blödite
  - Changoite
  - Nickelblödite
  - Zincblödite (*)
- 7.CC.55
  - Leonite
  - Mereiterite
- 7.CC.60
  - Boussingaultite
  - Cianocroite
  - Mohrite
  - Nickelboussingaultite
  - Picromerite
- 7.CC.65
  - Polialite
- 7.CC.70
  - Leightonite
- 7.CC.75
  - Amarillite
- 7.CC.80
  - Konyaite
- 7.CC.85
  - Wattevilleite (Q)

#### 7.CD Con soltanto cationi di grande dimensione
- 7.CD.
  - Omongwaite (al tempo conosciuta col nome provvisorio IMA 2003-054b)[34]
- 7.CD.05
  - Matteuccite
- 7.CD.10
  - Mirabilite
- 7.CD.15
  - Lecontite
- 7.CD.20
  - Idroglauberite
- 7.CD.25
  - Eugsterite
- 7.CD.30
  - Görgeyite
- 7.CD.35
  - Koktaite
  - Syngenite
- 7.CD.40
  - Gesso
- 7.CD.45
  - Bassanite
- 7.CD.50
  - Zircosolfato
- 7.CD.55
  - Schieffelinite
- 7.CD.60
  - Montanite (Q)

### 7.D Solfati (selenati, ecc.) con anioni aggiuntivi, con H2O

#### 7.DB Con soltanto cationi di media dimensione; ottaedri isolati e unità finite
- 7.DB.05
  - Aubertite
  - Magnesioaubertite
  - Svyazhinite
- 7.DB.10
  - Khademite
  - Rostite
- 7.DB.15
  - Jurbanite
- 7.DB.20
  - Anortominasragrite
  - Minasragrite
  - Ortominasragrite
- 7.DB.25
  - Bobjonesite
- 7.DB.30
  - Amarantite
  - Hohmannite
  - Metahohmannite
  - Planoferrite (*)
- 7.DB.35
  - Aluminocopiapite
  - Calciocopiapite
  - Copiapite
  - Cuprocopiapite
  - Ferricopiapite
  - Magnesiocopiapite
  - Zincocopiapite

#### 7.DC Con soltanto cationi di media dimensione; catene di ottaedri che condividono uno spigolo
- 7.DC.05
  - Meta-aluminite
  - Aluminite
- 7.DC.10
  - Butlerite
  - Parabutlerite
- 7.DC.15
  - Fibroferrite
- 7.DC.20
  - Xitieshanite
- 7.DC.25
  - Botriogeno
  - Zincobotriogeno (*)
- 7.DC.30
  - Chaidamuite
  - Guildite

#### 7.DD Con soltanto cationi di media dimensione; strati di ottaedri che condividono uno spigolo
- 7.DD.05
  - Basaluminite (*)
  - Felsőbányaite
- 7.DD.10
  - Langite
  - Montetrisaite (al tempo conosciuta col nome provvisorio IMA 2007-009)[35]
  - Posnjakite
  - Wroewolfeite
- 7.DD.15
  - Spangolite
- 7.DD.20
  - Ktenasite
- 7.DD.25
  - Christelite
- 7.DD.30
  - Campigliaite
  - Devillina
  - Niedermayrite
  - Ortoserpierite
  - Serpierite
- 7.DD.35
  - Carrboydite
  - CO3-SO4-idrotalcite-18.5Å (*)
  - Glaucocerinite
  - Honessite
  - Idrohonessite
  - Idrowoodwardite
  - Motukoreaite
  - Mountkeithite
  - Natroglaucocerinite
  - Nikischerite
  - SO4-idrotalcite-11Å (*)
  - SO4-idrotalcite-8.8Å (*)
  - Wermlandite
  - Woodwardite
  - Zincaluminite (Q)
  - Zincowoodwardite
- 7.DD.40
  - Lawsonbauerite
  - Torreyite
- 7.DD.45
  - Mooreite
- 7.DD.50
  - Namuwite
- 7.DD.55
  - Bechererite
- 7.DD.60
  - Ramsbeckite
- 7.DD.65
  - Vonbezingite
- 7.DD.70
  - Redgillite
- 7.DD.75
  - Calcoalumite
  - Kyrgyzstanite
  - Nickelalumite (*)
- 7.DD.80
  - Guarinoite
  - Schulenbergite
  - Thérèsemagnanite

#### 7.DE Con soltanto cationi di media dimensione; non classificati
- 7.DE
  - Brumadoite (al tempo conosciuta col nome provvisorio IMA 2008-028)[36]
- 7.DE.05
  - Mangazeite
- 7.DE.10
  - Carbonatocianotrichite
  - Cianotrichite
- 7.DE.15
  - Schwertmannite
- 7.DE.20
  - Tlalocite
- 7.DE.25
  - Utahite
- 7.DE.35
  - Coquandite
- 7.DE.40
  - Osakaite
- 7.DE.45
  - Wilcoxite
- 7.DE.50
  - Stanleyite
- 7.DE.55
  - Mcalpineite
- 7.DE.60
  - Idrobasaluminite
- 7.DE.65
  - Zaherite
- 7.DE.70
  - Lautenthalite
- 7.DE.75
  - Camérolaite

#### 7.DF Con cationi di media e grande dimensione
- 7.DF.05
  - Uklonskovite
- 7.DF.10
  - Kainite
- 7.DF.15
  - Natrocalcite
- 7.DF.20
  - Metasideronatrite
  - Sideronatrite
- 7.DF.25
  - Despujolsite
  - Fleischerite
  - Mallestigite
  - Schaurteite
- 7.DF.30
  - Slavíkite
- 7.DF.35
  - Metavoltina
- 7.DF.40
  - Lannonite
  - Vlodavetsite
- 7.DF.45
  - Peretaite
- 7.DF.50
  - Gordaite
- 7.DF.55
  - Clairite
- 7.DF.60
  - Arzrunite (Q)
- 7.DF.65
  - Elyite
- 7.DF.70
  - Yecoraite
- 7.DF.75
  - Riomarinaite
- 7.DF.80
  - Dukeite
- 7.DF.85
  - Xocolatlite

#### 7.DG Con cationi di media e grande dimensione; con NO3, CO3, B(OH)4, SiO4o IO3
- 7.DG.05
  - Darapskite
- 7.DG.10
  - Clinoungemachite (Q)
  - Humberstonite
  - Ungemachite
- 7.DG.15
  - Bentorite
  - Birunite (Q)
  - Buryatite
  - Carraraite
  - Charlesite
  - Ettringite
  - Jouravskite
  - Sturmanite
  - Thaumasite
- 7.DG.20
  - Korkinoite (*)
  - Rapidcreekite
- 7.DG.25
  - Tatarskite
- 7.DG.30
  - Nakauriite
- 7.DG.35
  - Chessexite
- 7.DG.40
  - Carlosruizite
  - Fuenzalidaite

### 7.E Solfati di uranile

#### 7.EA Senza cationi
- 7.EA.05
  - Metauranopilite
  - Uranopilite
- 7.EA.10
  - Jáchymovite

#### 7.EB Con cationi di media dimensione
- 7.EB.05
  - Johannite
- 7.EB.10
  - Deliensite

#### 7.EC Con cationi di media e grande dimensione
- 7.EC.05
  - Cobaltzippeite
  - Magnesiozippeite
  - Natrozippeite
  - Nickelzippeite
  - Zinczippeite
  - Zippeite
- 7.EC.10
  - Rabejacite
- 7.EC.15
  - Marécottite
- 7.EC.20
  - Pseudojohannite

### 7.F Cromati

#### 7.FA Senza anioni aggiuntivi
- 7.FA.05
  - Tarapacáite
- 7.FA.10
  - Cromatite
- 7.FA.15
  - Hashemite
- 7.FA.20
  - Crocoite

#### 7.FB Con O,V, S, Cl aggiuntivi
- 7.FB.05
  - Phoenicochroite
- 7.FB.10
  - Santanaite
- 7.FB.15
  - Wattersite
- 7.FB.20
  - Deanesmithite
- 7.FB.25
  - Edoylerite

#### 7.FC Con PO4, AsO4, SiO4
- 7.FC.05
  - Vauquelinite
- 7.FC.10
  - Molibdofornacite
  - Fornacite
- 7.FC.15
  - Emiedrite
  - Iranite
- 7.FC.20
  - Cassedanneite
  - Embreyite

#### 7.FD Dicromati
- 7.FD.05
  - Lópezite

### 7.G Molibdati, tungstati e niobati

#### 7.GA Senza anioni aggiuntivi o H2O
- 7.GA.05
  - Chillagite (*)
  - Fergusonite-(Ce)
  - Fergusonite-(Nd)
  - Fergusonite-(Y)
  - Powellite
  - Scheelite
  - Stolzite
  - Wulfenite
- 7.GA.10
  - Formanite-(Y)
  - Iwashiroite-(Y)
- 7.GA.15
  - Paraniite-(Y)

#### 7.GB Con anioni aggiuntivi e/o H2O
- 7.GB.05
  - Lindgrenite
- 7.GB.10
  - Szenicsite
- 7.GB.15
  - Cuprotungstite
- 7.GB.20
  - Fillotungstite
- 7.GB.25
  - Rankachite
- 7.GB.30
  - Ferrimolibdite
- 7.GB.35
  - Anthoinite
  - Mpororoite
- 7.GB.40
  - Obradovicite
- 7.GB.45
  - Mendozavilite
  - Paramendozavilite

### 7.H Molibdati e tungstati di uranio e uranile

#### 7.HA Con U4+
- 7.HA.05
  - Sedovite
- 7.HA.10
  - Cousinite (Q)
- 7.HA.15
  - Moluranite

#### 7.HB Con U6+
- 7.HB.15
  - Calcurmolite
- 7.HB.20
  - Tengchongite
- 7.HB.25
  - Uranotungstite

### 7.J Tiosolfati

#### 7.JA Tiosolfati di Pb
- 7.JA.05
  - Sidpietersite
- 7.JA.10
  - Steverustite

## 8. Fosfati, arseniati, vanadati
- 8.
  - Burgessite

### 8.A Fosfati, ecc. senza anioni aggiuntivi, senza H2O

#### 8.AA Con cationi di piccola dimensione (anche alcuni più grandi)
- 8.AA.05
  - Alarsite
  - Berlinite
  - Rodolicoite
- 8.AA.10
  - Berillonite
- 8.AA.15
  - Hurlbutite
- 8.AA.20
  - Litiofosfato
- 8.AA.25
  - Nalipoite
- 8.AA.30
  - Olympite

#### 8.AB Con cationi di media dimensione
- 8.AB.05
  - Farringtonite
- 8.AB.10
  - Eterosite
  - Ferrisicklerite
  - Litiofilite
  - Natrofilite
  - Purpurite
  - Sicklerite
  - Simferite
  - Trifilite
- 8.AB.15
  - Chopinite
  - Sarcopside
- 8.AB.20
  - Beusite
  - Graftonite
- 8.AB.25
  - Xanthiosite
- 8.AB.30
  - Lammerite
- 8.AB.35
  - Mcbirneyite
  - Stranskiite
- 8.AB.40
  - Lyonsite

#### 8.AC Con cationi di media e grande dimensione
- 8.AC.05
  - Howardevansite
- 8.AC.10
  - Alluaudite
  - Alluaudite-Ca☐ (*)
  - Alluaudite-Na☐ (*)
  - Alluaudite-NaNa (*)
  - Arseniopleite
  - Bradaczekite
  - Caryinite
  - Ferroalluaudite
  - Ferroalluaudite-Na☐ (*)
  - Ferroalluaudite-NaNa (*)
  - Ferrohagendorfite (*)
  - Hagendorfite
  - Hagendorfite-NaNa (*)
  - Groatite (al tempo conosciuta col nome provvisorio IMA 2008-054)[37]
  - Johillerite
  - Maghagendorfite
  - Maghagendorfite-Na☐ (*)
  - Manitobaite (al tempo conosciuta col nome provvisorio IMA 2008-064)[38]
  - Nickenichite
  - O'Danielite
  - Varulite
  - Varulite-NaNa (*)
  - Yazganite
- 8.AC.15
  - Bobfergusonite
  - Ferrorosemaryite
  - Ferrowyllieite
  - Qingheiite
  - Rosemaryite
  - Wyllieite
- 8.AC.20
  - Marićite
- 8.AC.25
  - Berzeliite
  - Manganberzeliite
  - Palenzonaite
  - Schäferite
- 8.AC.30
  - Brianite
- 8.AC.35
  - Vitusite-(Ce)
- 8.AC.40
  - Olgite
- 8.AC.45
  - Ferromerrillite (al tempo conosciuta col nome provvisorio IMA 2006-039)[39]
  - Merrillite
  - Stronziowhitlockite
  - Tuite
  - Whitlockite
- 8.AC.50
  - Chladniite
  - Erikite (*)
  - Fillowite
  - Galileiite
  - Johnsomervilleite
  - Stornesite-(Y)
  - Xenofillite (al tempo conosciuta col nome provvisorio IMA 2006-006)[40]
- 8.AC.55
  - Harrisonite
- 8.AC.60
  - Kosnarite
- 8.AC.65
  - Panethite
- 8.AC.70
  - Stanfieldite
- 8.AC.75
  - Ronneburgite
- 8.AC.80
  - Tillmannsite
- 8.AC.85
  - Filatovite

#### 8.AD Con soltanto cationi di grande dimensione
- 8.AD.05
  - Nahpoite
- 8.AD.10
  - Chavesite (*)
  - Monetite
  - Švenekite
  - Weilite
- 8.AD.15
  - Archerite
  - Bifosfammite
- 8.AD.20
  - Fosfammite
- 8.AD.25
  - Buchwaldite
- 8.AD.30
  - Schultenite
- 8.AD.35
  - Chernovite-(Y)
  - Dreyerite
  - Pretulite
  - Wakefieldite-(Ce)
  - Wakefieldite-(La)
  - Wakefieldite-(Nd) (al tempo conosciuta col nome provvisorio IMA 2008-031)[41]
  - Wakefieldite-(Y)
  - Xenotime-(Y)
  - Xenotime-(Yb)
- 8.AD.40
  - Pucherite
- 8.AD.45
  - Ximengite
- 8.AD.50
  - Brabantite (*)
  - Cheralite
  - Cheralite-(Ce) (*)
  - Gasparite-(Ce)
  - Monazite-(Ce)
  - Monazite-(La)
  - Monazite-(Nd)
  - Monazite-(Sm)
  - Nenadkevite (*)
  - Rooseveltite
- 8.AD.55
  - Tetrarooseveltite
- 8.AD.60
  - Chursinite
- 8.AD.65
  - Clinobisvanite

### 8.B Fosfati, ecc., con anioni aggiuntivi, senza H2O

#### 8.BA Con cationi di piccola e media dimensione
- 8.BA.05
  - Väyrynenite
- 8.BA.10
  - Bergslagite
  - Herderite
  - Idrossilherderite
- 8.BA.15
  - Babefphite

#### 8.BB Con soltanto cationi di media dimensione, (OH, ecc.):RO4circa 1:1
- 8.BB.05
  - Ambligonite
  - Montebrasite
  - Natromontebrasite (*)
  - Tavorite
- 8.BB.10
  - Idrossilwagnerite (al tempo conosciuta col nome provvisorio IMA 2004-009)[42]
  - Triplite
  - Zwieselite
- 8.BB.15
  - Joosteite
  - Magniotriplite (*)
  - Sarkinite
  - Staněkite
  - Triploidite
  - Wagnerite
  - Wolfeite
- 8.BB.20
  - Holtedahlite
  - Satterlyite
- 8.BB.25
  - Althausite
- 8.BB.30
  - Adamite
  - Cuproadamite (*)
  - Eveite
  - Libethenite
  - Olivenite
  - Zincolibethenite
  - Zincolivenite
- 8.BB.35
  - Paradamite
  - Tarbuttite
- 8.BB.40
  - Barbosalite
  - Hentschelite
  - Lazulite
  - Scorzalite
  - Wilhelmkleinite
- 8.BB.45
  - Trolleite
- 8.BB.50
  - Namibite
- 8.BB.55
  - Fosfoellenbergerite
- 8.BB.60
  - Urusovite
- 8.BB.65
  - Theoparacelsite
- 8.BB.70
  - Turanite
- 8.BB.75
  - Stoiberite
- 8.BB.80
  - Fingerite
- 8.BB.85
  - Averievite
- 8.BB.90
  - Lipscombite
  - Richellite (Q)
  - Zinclipscombite

#### 8.BC Con soltanto cationi di media dimensione, (OH, ecc.):RO4> 1:1 e < 2:1
- 8.BC.05
  - Angelellite
- 8.BC.10
  - Frondelite
  - Plimerite (al tempo conosciuta col nome provvisorio IMA 2008-013)[43]
  - Rockbridgeite
- 8.BC.15
  - Aerugite

#### 8.BD Con soltanto cationi di media dimensione, (OH, ecc.):RO4= 2:1
- 8.BD.05
  - Cornwallite
  - Pseudomalachite
  - Reichenbachite
  - Tagilite (*)
- 8.BD.10
  - Arsenoclasite
  - Gatehouseite
- 8.BD.15
  - Parwelite
- 8.BD.20
  - Reppiaite
- 8.BD.25
  - Ludjibaite
- 8.BD.30
  - Cornubite

#### 8.BE Con soltanto cationi di media dimensione, (OH, ecc.):RO4> 2:1
- 8.BE.05
  - Augelite
  - Metarauchite (al tempo conosciuta col nome provvisorio IMA 2008-050)[44]
- 8.BE.10
  - Grattarolaite
- 8.BE.15
  - Cornetite
- 8.BE.20
  - Clinoclasio
- 8.BE.25
  - Arhbarite
  - Gilmarite
- 8.BE.30
  - Allactite
  - Elfstorpite (*)
  - Flinkite
  - Raadeite
- 8.BE.35
  - Clorophoenicite
  - Magnesioclorophoenicite
- 8.BE.40
  - Gerdtremmelite
- 8.BE.45
  - Arakiite
  - Dixenite
  - Ematolite
  - Kraisslite
  - Mcgovernite
  - Turtmannite
- 8.BE.50
  - Synadelphite
- 8.BE.55
  - Holdenite
- 8.BE.60
  - Kolicite
- 8.BE.65
  - Sabelliite
- 8.BE.70
  - Azovskite (*)
  - Jarosewichite
- 8.BE.75
  - Theisite
- 8.BE.80
  - Coparsite
- 8.BE.85
  - Waterhouseite

#### 8.BF Con cationi di media e grande dimensione, (OH, ecc.):RO4< 0.5:1
- 8.BF.05
  - Arrojadite-(BaFe)
  - Arrojadite-(BaNa) (#)
  - Arrojadite-(KFe)
  - Arrojadite-(KNa)
  - Arrojadite-(NaFe)
  - Arrojadite-(PbFe)
  - Arrojadite-(SrFe)
  - Dickinsonite-(KMn) (#)
  - Dickinsonite-(KMnNa)
  - Dickinsonite-(KNa) (#)
  - Dickinsonite-(KNaNa) (#)
  - Dickinsonite-(NaNa) (#)
  - Ferriarrojadite-(BaNa) (#)
  - Fluorarrojadite-(BaFe)
  - Fluorarrojadite-(BaNa)
  - Fluorarrojadite-(KNa) (#)
  - Fluorarrojadite-(NaFe) (#)
  - Sigismundite (*)
- 8.BF.10
  - Samuelsonite
- 8.BF.15
  - Griphite
- 8.BF.20
  - Nabiasite

#### 8.BG Con cationi di media e grande dimensione, (OH, ecc.):RO4= 0,5:1
- 8.BG.05
  - Arsenbrackebuschite
  - Arsentsumebite
  - Bearthite
  - Brackebuschite
  - Bushmakinite
  - Calderónite
  - Feinglosite
  - Gamagarite
  - Goedkenite
  - Tokyoite
  - Tsumebite
- 8.BG.10
  - Mélonjosephite
- 8.BG.15
  - Tancoite

#### 8.BH Con cationi di media e grande dimensione, (OH,ecc.):RO4= 1:1
- 8.BH.05
  - Thadeuite
- 8.BH.10
  - Durangite
  - Isokite
  - Lacroixite
  - Maxwellite
  - Panasqueiraite
  - Tilasite
- 8.BH.15
  - Drugmanite
- 8.BH.20
  - Bjarebyite
  - Cirrolite (Q)
  - Johntomaite
  - Kulanite
  - Penikisite
  - Perloffite
- 8.BH.25
  - Bertossaite
  - Palermoite
- 8.BH.30
  - Carminite
  - Sewardite
- 8.BH.35
  - Adelite
  - Arsendescloizite
  - Austinite
  - Calciovolborthite (*)
  - Cobaltaustinite
  - Conicalcite
  - Duftite
  - β-duftite (*)
  - Gabrielsonite
  - Gottlobite
  - Nickelaustinite
  - Tangeite
- 8.BH.40
  - Čechite
  - Descloizite
  - Duhamelite (*)
  - Mottramite
  - Pirobelonite
- 8.BH.45
  - Bayldonite
  - Vésigniéite
- 8.BH.50
  - Paganoite
- 8.BH.55
  - Jagowerite
- 8.BH.60
  - Attakolite
- 8.BH.65
  - Leningradite

#### 8.BK Con cationi di media e grande dimensione, (OH, ecc.):RO4= 2:1, 2,5:1
- 8.BK.05
  - Brasilianite
- 8.BK.10
  - Cobaltneustädtelite
  - Medenbachite
  - Neustädtelite
- 8.BK.15
  - Curetonite
- 8.BK.20
  - Heyite
- 8.BK.25
  - Jamesite
  - Lulzacite

#### 8.BL Con cationi di media e grande dimensione, (OH, ecc.):RO4= 3:1
- 8.BL.05
  - Beudantite
  - Corkite
  - Gallobeudantite
  - Hidalgoite
  - Hinsdalite
  - Kemmlitzite
  - Orphelite (*)
  - Svanbergite
  - Weilerite
  - Woodhouseite
- 8.BL.10
  - Arsenocrandallite
  - Arsenogorceixite
  - Arsenogoyazite
  - Arsenowaylandite (*)
  - Benauite
  - Crandallite
  - Dussertite
  - Ferrazite (*)
  - Gorceixite
  - Goyazite
  - Kintoreite
  - Lusungite (*)
  - Philipsbornite
  - Plumbogummite
  - Segnitite
  - Springcreekite
  - Viséite (*)
- 8.BL.13
  - Arsenoflorencite-(Ce)
  - Arsenoflorencite-(La)
  - Arsenoflorencite-(Nd) (*)
  - Eylettersite
  - Florencite-(Ce)
  - Florencite-(La)
  - Florencite-(Nd)
  - Graulichite-(Ce)
  - Waylandite
  - Zaïrite
- 8.BL.15
  - Viitaniemiite
- 8.BL.20
  - Cheremnykhite
  - Dugganite
  - Joëlbruggerite (al tempo conosciuta col nome provvisorio IMA 2008-034)[45]
  - Kuksite
- 8.BL.25
  - Pattersonite

#### 8.BM Con cationi di media e grande dimensione, (OH, ecc.):RO4= 4:1
- 8.BM.05
  - Retzian-(Ce)
  - Retzian-(La)
  - Retzian-(Nd)
  - Retzian-(Y)
- 8.BM.10
  - Paulkellerite
- 8.BM.15
  - Brendelite

#### 8.BN Con soltanto cationi di grande dimensione, (OH, ecc.):RO4= 0,33:1
- 8.BN.05
  - Alforsite
  - Apatite-(CaCl)
  - Apatite-(CaF) (*)
  - Apatite-(CaOH) (*)
  - Apatite-(CaOH)-M
  - Apatite-(SrOH) (*)
  - Bellite (*)
  - Belovite-(Ce)
  - Belovite-(La)
  - Carbonato-fluorapatite (*)
  - Carbonato-idrossilapatite (*)
  - Clorapatite
  - Clinoidrossilapatite (*)
  - Clinomimetite
  - Deloneite-(Ce)
  - Fermorite
  - Fluorcafite
  - Hedyphane
  - Idrossilpiromorfite (*)
  - Stronadelphite (al tempo conosciuta col nome provvisorio IMA 2008-009)[46]
  - Fluorfosfohedyphane (al tempo conosciuta col nome provvisorio IMA 2008-068)[47]
  - Johnbaumite
  - Kuannersuite-(Ce)
  - Mimetite
  - Morelandite
  - Ossiapatite (*)
  - Fosfohedyphane
  - Piromorfite
  - Svabite
  - Turneaureite
  - Vanadinite
- 8.BN.10
  - Arctite

#### 8.BO Con soltanto cationi di grande dimensione, (OH, ecc.):RO4circa 1:1
- 8.BO.05
  - Nacaphite
- 8.BO.10
  - Petitjeanite
  - Preisingerite
  - Schumacherite
- 8.BO.15
  - Atelestite
  - Hechtsbergite
  - Smrkovecite
- 8.BO.20
  - Kombatite
  - Sahlinite
- 8.BO.25
  - Heneuite
- 8.BO.30
  - Nefedovite
- 8.BO.35
  - Kuznetsovite
- 8.BO.40
  - Artsmithite
- 8.BO.45
  - Schlegelite

### 8.C Fosfati senza anioni aggiuntivi, con H2O

#### 8.CA Con cationi piccoli e medio/grandi
- 8.CA.05
  - Fransoletite
  - Parafransoletite
- 8.CA.10
  - Ehrleite
- 8.CA.15
  - Faheyite
- 8.CA.20
  - Gainesite
  - Mccrillisite
  - Selwynite
- 8.CA.25
  - Pahasapaite
- 8.CA.30
  - Hopeite
- 8.CA.35
  - Warikahnite
- 8.CA.40
  - Fosfofillite
- 8.CA.45
  - Parascholzite
  - Scholzite
- 8.CA.50
  - Keyite
- 8.CA.55
  - Pushcharovskite
- 8.CA.60
  - Prosperite
- 8.CA.65
  - Gengenbachite
- 8.CA.70
  - Parahopeite

#### 8.CB Con soltanto cationi di media dimensione, RO4:H2O = 1:1
- 8.CB.05
  - Serrabrancaite
- 8.CB.10
  - Ca-huréaulite (*)
  - Hureaulite
  - Miguelromeroite (al tempo conosciuta col nome provvisorio IMA 2008-066)[48]
  - Nyholmite (al tempo conosciuta col nome provvisorio IMA 2008-047)[49]
  - Sainfeldite
  - Villyaellenite
- 8.CB.15
  - Fluckite
  - Krautite
- 8.CB.20
  - Cobaltkoritnigite
  - Koritnigite
- 8.CB.25
  - Yvonite
- 8.CB.30
  - Geminite
- 8.CB.35
  - Schubnelite
- 8.CB.40
  - Radovanite
- 8.CB.45
  - Kazakhstanite
- 8.CB.50
  - Kolovratite (Q)
- 8.CB.55
  - Irhtemite

#### 8.CC Con soltanto cationi di media dimensione, RO4:H2O = 1:1,5
- 8.CC
  - Kamarizaite (al tempo conosciuta col nome provvisorio IMA 2008-017)[50]
- 8.CC.05
  - Fosfoferrite
  - Garyansellite
  - Kryzhanovskite
  - Landesite
  - Reddingite
- 8.CC.10
  - Kaatialaite
- 8.CC.15
  - Leogangite

#### 8.CD Con soltanto cationi di media dimensione, RO4:H2O = 1:2
- 8.CD.05
  - Fosfosiderite
  - Kolbeckite
  - Metavariscite
- 8.CD.10
  - Mansfieldite
  - Redondite (Q)
  - Scorodite
  - Strengite
  - Variscite
  - Yanomamite
- 8.CD.15
  - Parascorodite
- 8.CD.20
  - Ludlamite
- 8.CD.25
  - Sterlinghillite
- 8.CD.30
  - Rollandite

#### 8.CE Con soltanto cationi di media dimensione, RO4:H2O circa 1:2,5
- 8.CE
  - Liversidgeite (al tempo conosciuta col nome provvisorio IMA 2008-017)[51]
- 8.CE.05
  - Chudobaite
  - Geigerite
- 8.CE.10
  - Newberyite
- 8.CE.15
  - Brassite
- 8.CE.20
  - Fosforrösslerite
  - Rösslerite
- 8.CE.25
  - Metaswitzerite
  - Switzerite
- 8.CE.30
  - Lindackerite
  - Ondrušite (al tempo conosciuta col nome provvisorio IMA 2008-017)[52]
  - Pradetite
  - Veselovskýite
- 8.CE.35
  - Bobierrite
- 8.CE.40
  - Annabergite
  - Arupite
  - Barićite
  - Egueiite (*)
  - Eritrite
  - Ferrisymplesite (Q)
  - Hörnesite
  - Köttigite
  - Manganohörnesite
  - Pakhomovskyite
  - Parasymplesite (Q)
  - Vivianite
- 8.CE.45
  - Symplesite
- 8.CE.50
  - Cattiite
- 8.CE.55
  - Koninckite
- 8.CE.60
  - Kaňkite
- 8.CE.65
  - Steigerite
- 8.CE.70
  - Metaschoderite
  - Schoderite
- 8.CE.75
  - Malhmoodite
  - Zigrasite (al tempo conosciuta col nome provvisorio IMA 2008-046)[53]
- 8.CE.80
  - Santabarbaraite
- 8.CE.85
  - Metaköttigite
  - Metavivianite

#### 8.CF Con cationi di media e grande dimensione, RO4:H2O > 1:1
- 8.CF.05
  - Bederite
  - Grischunite
  - Tassieite
  - Wicksite
- 8.CF.10
  - Haigerachite

#### 8.CG Con cationi di media e grande dimensione, RO4:H2O = 1:1
- 8.CG.05
  - Cassidyite
  - Collinsite
  - Fairfieldite
  - Gaitite
  - Hillite
  - Messelite
  - Nickeltalmessite (al tempo conosciuta col nome provvisorio IMA 2008-051)[54]
  - Parabrandtite
  - β-roselite
  - Talmessite
- 8.CG.10
  - Brandtite
  - Roselite
  - Wendwilsonite
  - Zincroselite
- 8.CG.15
  - Cabalzarite
  - Cobaltlotharmeyerite
  - Cobalttsumcorite
  - Ferrilotharmeyerite
  - Krettnichite
  - Lotharmeyerite
  - Manganlotharmeyerite
  - Mawbyite
  - Mounanaite
  - Nickellotharmeyerite
  - Nickelschneebergite
  - Schneebergite
  - Thometzekite
  - Tsumcorite
- 8.CG.20
  - Fosfogartrellite
  - Gartrellite
  - Helmutwinklerite
  - Lukrahnite
  - Rappoldite
  - Zincgartrellite
- 8.CG.25
  - Pottsite

#### 8.CH Con cationi di media e grande dimensione, RO4:H2O < 1:1
- 8.CH.05
  - Walentaite
- 8.CH.10
  - Anapaite
- 8.CH.15
  - Picrofarmacolite
- 8.CH.20
  - Dittmarite
  - Niahite
- 8.CH.25
  - Francoanellite
  - Taranakite
- 8.CH.30
  - Schertelite
- 8.CH.35
  - Hannayite
- 8.CH.40
  - Hazenite (al tempo conosciuta col nome provvisorio IMA 2007-061)[55]
  - Struvite
  - Struvite-(K)
- 8.CH.45
  - Rimkorolgite
- 8.CH.50
  - Bakhchisaraitsevite
- 8.CH.55
  - Fahleite
  - Smolyaninovite
- 8.CH.60
  - Barahonaite-(Al)
  - Barahonaite-(Fe)

#### 8.CJ Con soltanto cationi di grande dimensione
- 8.CJ.05
  - Stercorite
- 8.CJ.10
  - Mundrabillaite
  - Swaknoite
- 8.CJ.15
  - Nabaphite
  - Nastrophite
- 8.CJ.20
  - Haidingerite
- 8.CJ.25
  - Vladimirite
- 8.CJ.30
  - Ferrarisite
- 8.CJ.35
  - Machatschkiite
- 8.CJ.40
  - Phaunouxite
  - Rauenthalite
- 8.CJ.45
  - Brockite
  - Grayite
  - Rabdofane-(Ce)
  - Rabdofane-(La)
  - Rabdofane-(Nd)
  - Smirnovskite (Q)
  - Tristramite
- 8.CJ.50
  - Ardealite
  - Brushite
  - Churchite-(Nd)
  - Churchite-(Y)
  - Farmacolite
- 8.CJ.55
  - Mcnearite
- 8.CJ.60
  - Dorfmanite
- 8.CJ.65
  - Bariosincosite
  - Sincosite
- 8.CJ.70
  - Catalanoite
- 8.CJ.75
  - Guérinite
- 8.CJ.80
  - Ningyoite

### 8.D Fosfati, ecc. con anioni aggiuntivi, con H2O

#### 8.DA Con cationi di piccola (e occasionalmente maggiore) dimensione
- 8.DA.05
  - Bearsite
  - Moraesite
- 8.DA.10
  - Atencioite
  - Footemineite
  - Greifensteinite
  - Guimarãesite
  - Roscherite
  - Ruifrancoite
  - Zanazziite
- 8.DA.15
  - Uralolite
- 8.DA.20
  - Weinebeneite
- 8.DA.25
  - Tiptopite
- 8.DA.30
  - Veszelyite
- 8.DA.35
  - Kipushite
  - Philipsburgite
- 8.DA.40
  - Spencerite
- 8.DA.45
  - Glucine

#### 8.DB Con soltanto cationi di media dimensione, (OH, ecc.):RO4< 1:1
- 8.DB.05
  - Destinezite
  - Diadochite
  - Pitticite (Q)
- 8.DB.10
  - Vashegyite
- 8.DB.15
  - Schoonerite
- 8.DB.20
  - Sinkankasite
- 8.DB.25
  - Mitryaevaite
- 8.DB.30
  - Sanjuanite
- 8.DB.35
  - Sarmientite
- 8.DB.40
  - Bukovskýite
- 8.DB.45
  - Zýkaite
- 8.DB.50
  - Giniite
- 8.DB.55
  - Sasaite
- 8.DB.60
  - Mcauslanite
- 8.DB.65
  - Goldquarryite
- 8.DB.70
  - Birchite
- 8.DB.75
  - Braithwaiteite

#### 8.DC Con soltanto cationi di media dimensione, (OH, ecc.):RO4= 1:1 e < 2:1
- 8.DC
  - Lapeyreite (al tempo conosciuta col nome provvisorio IMA 2003-023b)[56]
- 8.DC.05
  - Nissonite
- 8.DC.07
  - Eucroite
- 8.DC.10
  - Kehoeite (*)
  - Legrandite
- 8.DC.12
  - Strashimirite
- 8.DC.15
  - Arthurite
  - Bendadaite (al tempo conosciuta col nome provvisorio IMA 1998-053b)[57]
  - Cobaltarthurite
  - Earlshannonite
  - Kunatite
  - Ojuelaite
  - Whitmoreite
- 8.DC.17
  - Kleemanite
- 8.DC.20
  - Bermanite
- 8.DC.22
  - Kovdorskite
- 8.DC.25
  - Ferristrunzite
  - Ferrostrunzite
  - Metavauxite
  - Strunzite
- 8.DC.27
  - Beraunite
- 8.DC.30
  - Ferrolaueite
  - Gordonite
  - Maghrebite (al tempo conosciuta col nome provvisorio IMA 2005-044)[58]
  - Kastningite
  - Laueite
  - Mangangordonite
  - Paravauxite
  - Pseudolaueite
  - Sigloite
  - Stewartite
  - Ushkovite
- 8.DC.32
  - Tinticite
- 8.DC.35
  - Koivinite-(Y) (*)
  - Vauxite
- 8.DC.37
  - Vantasselite
- 8.DC.40
  - Cacoxenite
- 8.DC.45
  - Gormanite
  - Souzalite
- 8.DC.47
  - Kingite
- 8.DC.50
  - Allanpringite
  - Wavellite
- 8.DC.52
  - Kribergite
- 8.DC.55
  - Mapimite
- 8.DC.57
  - Ogdensburgite
- 8.DC.60
  - Cloncurryite
  - Nevadaite

#### 8.DD Con soltanto cationi di media dimensione, (OH, ecc.):RO4= 2:1
- 8.DD.05
  - Chenevixite
  - Luetheite
- 8.DD.10
  - Acrocordite
  - Guanacoite
- 8.DD.15
  - Aheylite
  - Calcosiderite
  - Coeruleolactite (*)
  - Cuprofaustite (*)
  - Faustite
  - Planerite
  - Turchese
- 8.DD.20
  - Childrenite
  - Eosforite
  - Ernstite

#### 8.DE Con soltanto cationi di media dimensione, (OH, ecc.):RO4= 3:1
- 8.DE.05
  - Senegalite
- 8.DE.10
  - Fluellite
- 8.DE.15
  - Bulachite
- 8.DE.20
  - Zapatalite
- 8.DE.25
  - Ceruleite
- 8.DE.35
  - Aldermanite
- 8.DE.40
  - Juanitaite

#### 8.DF Con soltanto cationi di media dimensione, (OH,ecc.):RO4> 3:1
- 8.DF.05
  - Hotsonite
- 8.DF.10
  - Bolivarite (Q)
  - Evansite
  - Liskeardite (Q)
  - Rosièresite (Q)
- 8.DF.15
  - Rusakovite
- 8.DF.20
  - Liroconite
- 8.DF.25
  - Sieleckiite
- 8.DF.30
  - Calcofillite
- 8.DF.35
  - Parnauite
- 8.DF.40
  - Gladiusite

#### 8.DG Con cationi di media e grande dimensione, (OH, ecc.):RO4< 0,5:1
- 8.DG.05
  - Lavendulano
  - Lemanskiite
  - Sampleite
  - Shubnikovite (Q)
  - Zdeněkite
  - Zinclavendulano (*)

#### 8.DH Con cationi di media e grande dimensione, (OH, ecc.):RO4< 1:1
- 8.DH.05
  - Minyulite
- 8.DH.10
  - Leucofosfite
  - Spheniscidite
  - Tinsleyite
- 8.DH.15
  - Jahnsite-(CaFeFe) (*)
  - Jahnsite-(CaMgMg) (*)
  - Jahnsite-(CaMnFe) (*)
  - Jahnsite-(CaMnMg) (*)
  - Jahnsite-(CaMnMn) (*)
  - Jahnsite-(MnMnMn) (*)
  - Jahnsite-(NaFeMg) (*)
  - Jahnsite-(NaMnMg) (*)
  - Kaluginite (*)
  - Keckite
  - Rittmannite
  - Whiteite-(CaFeMg)
  - Whiteite-(CaMnMg)
  - Whiteite-(MnFeMg)
- 8.DH.20
  - Juonniite
  - Lun'okite
  - Manganosegelerite
  - Overite
  - Segelerite
  - Wilhelmvierlingite
- 8.DH.25
  - Calcioferrite
  - Kingsmountite
  - Montgomeryite
  - Zodacite
- 8.DH.30
  - Arseniosiderite
  - Kolfanite
  - Mitridatite
  - Pararobertsite
  - Robertsite
  - Sailaufite
- 8.DH.35
  - Benyacarite
  - Mantienneite
  - Matveevite (*)
  - Paulkerrite
- 8.DH.40
  - Xanthoxenite
- 8.DH.45
  - Mahnertite
- 8.DH.50
  - Andyrobertsite
  - Calcioandyrobertsite
- 8.DH.55
  - Englishite
- 8.DH.60
  - Bouazzerite

#### 8.DJ Con cationi di media e grande dimensione, (OH, ecc.):RO4= 1:1
- 8.DJ.05
  - Johnwalkite
  - Olmsteadite
- 8.DJ.10
  - Gatumbaite
- 8.DJ.15
  - Camgasite
- 8.DJ.20
  - Fosfofibrite
  - Meurigite-K
  - Meurigite-Na (al tempo conosciuta col nome provvisorio IMA 2007-024)[59]
- 8.DJ.25
  - Jungite
- 8.DJ.30
  - Wycheproofite
- 8.DJ.35
  - Ercitite
- 8.DJ.40
  - Mrázekite
- 8.DJ.45
  - Attikaite

#### 8.DK Con cationi di media e grande dimensione, (OH, ecc.):RO4> 1:1 e < 2:1
- 8.DK
  - Angastonite (al tempo conosciuta col nome provvisorio IMA 2008-008)[60]
- 8.DK.10
  - Alumofarmacosiderite
  - Bariofarmacosiderite
  - Bario-alumofarmacosiderite (*)
  - Bario-zinco-alumofarmacosiderite (*)
  - Calcio-farmacosiderite (*)
  - Natrofarmacosiderite
  - Farmacosiderite
- 8.DK.15
  - Burangaite
  - Dufrénite
  - Gayite (al tempo conosciuta col nome provvisorio IMA 2008-056)[61]
  - Laubmannite (*)
  - Matioliite
  - Natrodufrénite
- 8.DK.20
  - Kidwellite
- 8.DK.25
  - Bleasdaleite
  - Richelsdorfite
- 8.DK.30
  - Matulaite
- 8.DK.35
  - Krasnovite

#### 8.DL Con cationi di media e grande dimensione, (OH, ecc.):RO4= 2:1
- 8.DL.05
  - Foggite
- 8.DL.10
  - Cyrilovite
  - Millisite
  - Wardite
- 8.DL.15
  - Agardite-(Ce)
  - Agardite-(La)
  - Agardite-(Nd) (*)
  - Agardite-(Y)
  - Calciopetersite
  - Goudeyite
  - Mixite
  - Petersite-(Y)
  - Plumboagardite
  - Zálesíite
- 8.DL.20
  - Wallkilldellite
  - Wallkilldellite-(Fe)

#### 8.DM Con cationi di media e grande dimensione, (OH, ecc.):RO4> 2:1
- 8.DM.05
  - Esperanzaite
  - Morinite
- 8.DM.10
  - Clinotirolite
  - Tirolite
- 8.DM.15
  - Betpakdalite
  - Melkovite
  - Natrobetpakdalite
- 8.DM.20
  - Fosfovanadylite
- 8.DM.25
  - Yukonite
- 8.DM.30
  - Uduminelite (Q)
- 8.DM.35
  - Bořickýite (*)
  - Delvauxite
- 8.DM.40
  - Santafeite

#### 8.DN Con soltanto cationi di grande dimensione
- 8.DN
  - Nielsbohrite (al tempo conosciuta col nome provvisorio IMA 2002-045b)[62]
- 8.DN.05
  - Natrofosfato
- 8.DN.10
  - Isoclasite (Q)
- 8.DN.15
  - Lermontovite
  - Urphoite (*)
- 8.DN.20
  - Vyacheslavite

#### 8.DO Con CO3, SO4, SiO4
- 8.DO.05
  - Girvasite
- 8.DO.10
  - Voggite
- 8.DO.15
  - Peisleyite
- 8.DO.20
  - Perhamite
- 8.DO.25
  - Saryarkite-(Y)
- 8.DO.30
  - Micheelsenite
- 8.DO.40
  - Parwanite
- 8.DO.45
  - Skorpionite

### 8.E Fosfati e arseniati di uranile

#### 8.EA UO2:RO4= 1:2
- 8.EA.05
  - Fosfato-walpurgite (*)
  - Fosfowalpurgite
  - Ortowalpurgite
  - Walpurgite
- 8.EA.10
  - Hallimondite
  - Parsonsite
- 8.EA.15
  - Ulrichite
- 8.EA.20
  - Lakebogaite

#### 8.EB UO2:RO4= 1:1
- 8.EB.05
  - Autunite
  - Heinrichite
  - Metarauchite (al tempo conosciuta col nome provvisorio IMA 2008-050)[44]
  - Kahlerite
  - Kirchheimerite (*)
  - Nováčekite-I
  - Nováčekite-II
  - Saléeite
  - Torbernite
  - Uranocircite-I (*)
  - Uranocircite-I
  - Uranospinite
  - Xiangjiangite
  - Zeunerite
- 8.EB.10
  - Bassetite
  - Lehnerite
  - Meta-autunite
  - Metaheinrichite
  - Metakahlerite
  - Metakirchheimerite
  - Metalodèvite
  - Metanatroautunite
  - Metanováčekite
  - Metasaléeite
  - Metatorbernite
  - Metauramphite (Q)
  - Metauranocircite-I
  - Metauranocircite-II (*)
  - Metauranospinite
  - Metazeunerite
  - Przhevalskite (Q)
- 8.EB.15
  - Abernathyite
  - Chernikovite
  - Idrogen autunite (*)
  - Meta-ankoleite
  - Meta-natro-uranospinite (*)
  - Natroautunite (*)
  - Natrouranospinite
  - Trögerite
  - Uramarsite
  - Uramphite
- 8.EB.20
  - Chistyakovaite
  - Threadgoldite
- 8.EB.25
  - Arsenuranospathite
  - Uranospathite
- 8.EB.30
  - Vochtenite
- 8.EB.35
  - Coconinoite
- 8.EB.40
  - Ranunculite
- 8.EB.45
  - Triangulite
- 8.EB.50
  - Furongite
- 8.EB.55
  - Sabugalite

#### 8.EC UO2:RO4= 3:2
- 8.EC.05
  - Françoisite-(Ce)
  - Françoisite-(Nd)
  - Phuralumite
  - Upalite
- 8.EC.10
  - Arsenuranilite
  - Bario-fosfuranilite (*)
  - Dewindtite
  - Fosfuranilite
  - Kivuite (*)
  - Renardite (Q)
  - Yingjiangite
- 8.EC.15
  - Dumontite
  - Hügelite
- 8.EC.20
  - Arsenovanmeerscheite
  - Metavanmeersscheite
  - Vanmeersscheite
- 8.EC.25
  - Althupite
- 8.EC.30
  - Mundite
- 8.EC.35
  - Phurcalite
- 8.EC.40
  - Bergenite

#### 8.ED Non classificati
- 8.ED.05
  - Moreauite
- 8.ED.10
  - Asselbornite
  - Šreinite
- 8.ED.15
  - Kamitugaite

### 8.F Polifosfati, poliarseniati, [4]-polivanadati

#### 8.FA Polifosfati, ecc., senza OH e H2O; dimeri di tetraedri RO4che condividono un vertice
- 8.FA.05
  - Blossite
- 8.FA.10
  - Ziesite
- 8.FA.15
  - Chervetite
- 8.FA.20
  - Pirocoproite (*)
  - Pirofosfite (#)
- 8.FA.25
  - Petewilliamsite

#### 8.FC Polifosfati, ecc., con soltanto H2O
- 8.FC.05
  - Fianelite
- 8.FC.10
  - Canafite
- 8.FC.15
  - Pintadoite (Q)
- 8.FC.20
  - Arnhemite (*)
- 8.FC.25
  - Wooldridgeite
- 8.FC.30
  - Kanonerovite

#### 8.FD Polifosfati, ecc., con OH e H2O
- 8.FD.05
  - Martyite
  - Volborthite

#### 8.FE Ino-[4]-vanadati
- 8.FE.05
  - Alvanite
  - Ankinovichite

## 9. Silicati (germanati)
- Ivanyukite-Cu (al tempo conosciuta col nome provvisorio IMA 2007-043)[63]
- Ivanyukite-K (al tempo conosciuta col nome provvisorio IMA 2007-042)[64]
- Ivanyukite-Na (al tempo conosciuta col nome provvisorio IMA 2007-041)[65]
- Rogermitchellite (al tempo conosciuta col nome provvisorio IMA 2003-019)[66]
- Yegorovite (al tempo conosciuta col nome provvisorio IMA 2008-033)[67]

### 9.A Nesosilicati

#### 9.AA Nesosilicati senza anioni aggiuntivi; cationi in coordinazione tetraedrica [4]
- 9.AA.05
  - Eucriptite
  - Phenakite
  - Willemite
  - Xingsaoite (*)
- 9.AA.10
  - Liberite

#### 9.AB Nesosilicati senza anioni aggiuntivi; cationi in coordinazione [4] e maggiore
- 9.AB.05
  - Trimerite
- 9.AB.10
  - Larsenite
- 9.AB.15
  - Esperite
- 9.AB.20
  - Rondorfite

#### 9.AC Nesosilicati senza anioni aggiuntivi; cationi in coordinazione ottaedrica [6]
- 9.AC.05
  - Fayalite
  - Forsterite
  - Glaucochroite
  - Kirschsteinite
  - Laihunite
  - Liebenbergite
  - Tephroite
- 9.AC.10
  - Monticellite
- 9.AC.15
  - Ringwoodite
- 9.AC.20
  - Chesnokovite

#### 9.AD Nesosilicati senza anioni aggiuntivi; cationi in coordinazione [6] e/o maggiore
- 9.AD.05
  - Larnite
- 9.AD.10
  - Calcioolivina
- 9.AD.15
  - Merwinite
- 9.AD.20
  - Bredigite
- 9.AD.25
  - Achtaragdite (*)
  - Almandino
  - Andradite
  - Blythite (*)
  - Calderite
  - Goldmanite
  - Granato (Gruppo)
  - Grossularia
  - Henritermierite
  - Hibschite
  - Holtstamite
  - Idroandradite (*)
  - Idrogranato (Gruppo)
  - Idrogrossularia (Gruppo)
  - Idrougrandite (*)
  - Katoite
  - Kimzeyite
  - Knorringite
  - Majorite
  - Morimotoite
  - Piralspite (Gruppo)
  - Piropo
  - Schorlomite
  - Skiagite (*)
  - Spessartina
  - Ugrandite (Gruppo)
  - Uvarovite
  - Wadalite
  - Yamatoite (*)
- 9.AD.30
  - Coffinite
  - Ferritorite (*)
  - Gelzircone (*)
  - Hafnon
  - Jiningite (*)
  - Mozambikite (*)
  - Fosfotorogummite (*)
  - Shentulite (*)
  - Stetindite-(Ce) (al tempo conosciuta col nome provvisorio IMA 2008-035)[68]
  - Thorite
  - Thorogummite (Q)
  - Zircone
- 9.AD.35
  - Huttonite
  - Tombarthite-(Y)
- 9.AD.40
  - Eulytine
- 9.AD.45
  - Reidite

#### 9.AE Nesosilicati con anioni aggiuntivi (O,OH,F,H2O); cationi in coordinazione tetraedrica [4]
- 9.AE.05
  - Berillite
  - Metaberillite (*)
- 9.AE.10
  - Euclasio
- 9.AE.15
  - Sverigeite
- 9.AE.20
  - Hodgkinsonite
- 9.AE.25
  - Gerstmannite
- 9.AE.30
  - Clinoedrite
- 9.AE.35
  - Stringhamite
- 9.AE.40
  - Katoptrite
- 9.AE.45
  - Yeatmanite
- 9.AE.50
  - Sferobertrandite

#### 9.AF Nesosilicati con anioni aggiuntivi; cationi in [4], [5] e/o soltanto coordinazione [6]
- 9.AF.05
  - Sillimanite
- 9.AF.10
  - Andalusite
  - Kanonaite
- 9.AF.15
  - Cianite
  - Munkrudite (*)
- 9.AF.20
  - Mullite
- 9.AF.23
  - Boromullite
- 9.AF.25
  - Yoderite
- 9.AF.30
  - Magnesiostaurolite
  - Staurolite
  - Zincostaurolite
- 9.AF.35
  - Krieselite
  - Topazio
- 9.AF.40
  - Norbergite
- 9.AF.45
  - Alleghanyite
  - Condrodite
  - Fluosiderite (*)
  - Kumtyubeite (al tempo conosciuta col nome provvisorio IMA 2008-045)[69]
  - Reinhardbraunsite
- 9.AF.50
  - Humite
  - Chegemite (al tempo conosciuta col nome provvisorio IMA 2008-038)[70]
  - Manganhumite
- 9.AF.55
  - Clinohumite
  - Idrossilclinohumite
  - Sonolite
  - Titanclinohumite (*)
- 9.AF.60
  - Leucophoenicite
- 9.AF.65
  - Ribbeite
- 9.AF.70
  - Jerrygibbsite
- 9.AF.75
  - Franciscanite
  - Örebroite
  - Retinostibian (*)
  - Welinite
- 9.AF.80
  - Ellenbergerite
- 9.AF.85
  - Cloritoide
  - Magnesiocloritoide
  - Ottrélite
  - Sismondite (*)
- 9.AF.90
  - Olmiite
  - Poldervaartite

#### 9.AG Nesosilicati con anioni aggiuntivi; cationi in coordinazione > [6] ± [6]
- 9.AG.05
  - Abswurmbachite
  - Braunite
  - Braunite-II
  - Neltnerite
- 9.AG.10
  - Långbanite
- 9.AG.15
  - Malayaite
  - Titanite
  - Vanadomalayaite
- 9.AG.20
  - Aluminocerite-(CeCa) (al tempo conosciuta col nome provvisorio IMA 2007-060)[71]
  - Cerite-(Ce)
  - Cerite-(La)
- 9.AG.25
  - Trimounsite-(Y)
  - Yftisite-(Y) (*)
- 9.AG.30
  - Sitinakite
- 9.AG.35
  - Kittatinnyite
- 9.AG.40a
  - Natisite
- 9.AG.40b
  - Paranatisite
- 9.AG.45
  - Törnebohmite-(Ce)
  - Törnebohmite-(La)
- 9.AG.50
  - Kuliokite-(Y)
- 9.AG.55
  - Chantalite
- 9.AG.60
  - Mozartite
  - Vuagnatite
- 9.AG.65
  - Hatrurite
- 9.AG.70
  - Jasmundite
- 9.AG.75
  - Afwillite
- 9.AG.80
  - Bultfonteinite
- 9.AG.85
  - Zoltaiite
- 9.AG.90
  - Tranquillityite

#### 9.AH Nesosilicati con CO3, SO4, PO4, ecc.
- 9.AH.05
  - Iimoriite-(Y)
- 9.AH.10
  - Tundrite-(Ce)
  - Tundrite-(Nd)
- 9.AH.15
  - Paraspurrite
  - Spurrite
- 9.AH.20
  - Ternesite
- 9.AH.25
  - Alumobritholite (*)
  - Beckelite-(Ce) (*)
  - Britholite-(Ce)
  - Britholite-(Y)
  - Clorellestadite (*)
  - Ellestadite-(Cl)
  - Ellestadite-(F)
  - Ellestadite-(OH)
  - Fluorbritholite-(Ce)
  - Fluorcalciobritholite
  - Lessingite-(Ce) (*)
- 9.AH.30
  - Mattheddleite
  - Tritomite-(Ce)
  - Tritomite-(Y)

#### 9.AJ Nesosilicati con triangoli BO3e/o tetraedri B[4], Be[4], che condividono un vertice con SIO4
- 9.AJ.05
  - Grandidierite
  - Ominelite
- 9.AJ.10
  - Dumortierite
  - Holtite
  - Magnesiodumortierite
- 9.AJ.15
  - Garrelsite
- 9.AJ.20
  - Bakerite
  - Calciogadolinite (*)
  - Calcibeborosilite-(Y) (Q)
  - Datolite
  - Gadolinite-(Ce)
  - Gadolinite-(Y)
  - Hingganite-(Ce)
  - Hingganite-(Y)
  - Hingganite-(Yb)
  - Homilite
  - Melanocerite-(Ce)
  - Minasgeraisite-(Y)
  - Torgadolinite (*)
  - Yttroceberysite-(Y) (*)
- 9.AJ.25
  - Stillwellite-(Ce)
- 9.AJ.30
  - Cappelenite-(Y)
- 9.AJ.35
  - Hundholmenite-(Y)
  - Okanoganite-(Y)
  - Proshchenkoite-(Y) (al tempo conosciuta col nome provvisorio IMA 2008-007)[72]
  - Vicanite-(Ce)
- 9.AJ.40
  - Jadarite

#### 9.AK Neso- e polisilicati di uranile
- 9.AK.05
  - Soddyite
- 9.AK.10
  - Cuprosklodowskite
  - Oursinite
  - Sklodowskite
- 9.AK.15
  - Boltwoodite
  - Kasolite
  - Natroboltwoodite
  - α-uranofane
  - β-uranofane
- 9.AK.20
  - Swamboite
- 9.AK.25
  - Haiweeite
  - Metahaiweeite
  - Ranquilite (*)
- 9.AK.30
  - Coutinhoite
  - Weeksite
- 9.AK.35
  - Calcioursilite
  - Magnioursilite
  - Ursilite
- 9.AK.40
  - Uranosilite

### 9.B Sorosilicati

#### 9.BB Gruppi Si2O7, senza anioni non tetraedrici; cationi in coordinazione tetraedrica [4] e superiore
- 9.BB.10
  - Alumoåkermanite (al tempo conosciuta col nome provvisorio IMA 2008-049)[73]
  - Åkermanite
  - Cebollite (Q)
  - Gehlenite
  - Gugiaite
  - Hardystonite
  - Jeffreyite
  - Melilite (Gruppo)
  - Okayamalite
- 9.BB.15
  - Barylite
  - Clinobarylite
- 9.BB.20
  - Andrémeyerite

#### 9.BC Gruppi Si2O7, senza anioni non tetraedrici; cationi in coordinazione ottaedrica [6] e superiore
- 9.BC.05
  - Gittinsite
  - Keiviite-(Y)
  - Keiviite-(Yb)
  - Thortveitite
  - Yttrialite-(Y)
- 9.BC.10
  - Keldyshite
  - Khibinskite
  - Parakeldyshite
- 9.BC.15
  - Rankinite
- 9.BC.20
  - Barysilite
- 9.BC.25
  - Edgarbaileyite
- 9.BC.30
  - Kristiansenite
- 9.BC.35
  - Percleveite-(Ce)

#### 9.BD Gruppi Si2O7, con anioni aggiuntivi; cationi in coordinazione tetraedrica [4] e superiore
- 9.BD.05
  - Bertrandite
- 9.BD.10
  - Calamina (*)
  - Emimorfite
- 9.BD.15
  - Junitoite
- 9.BD.20
  - Axinite-(Fe)
  - Axinite-(Mg)
  - Axinite-(Mn)
  - Manganseverginite (*)
  - Severginite (*)
  - Tinzenite
- 9.BD.25
  - Vistepite
- 9.BD.30
  - Boralsilite
- 9.BD.35
  - Werdingite

#### 9.BE Gruppi Si2O7, con anioni aggiuntivi; cationi in coordinazione ottaedrica [6] e superiore
- 9.BE.02
  - Wadsleyite
  - Wadsleyite II (*)
- 9.BE.05
  - Hennomartinite
  - Itoigawaite
  - Lawsonite
  - Noelbensonite
- 9.BE.07
  - Ilvaite
  - Manganilvaite
- 9.BE.10
  - Suolunite
- 9.BE.12
  - Jaffeite
- 9.BE.15
  - Fresnoite
- 9.BE.17
  - Baghdadite
  - Burpalite
  - Cuspidina
  - Hiortdahlite
  - Janhaugite
  - Låvenite
  - Låvenite-O (*)
  - Marianoite
  - Niocalite
  - Normandite
  - Wöhlerite
- 9.BE.20
  - Idrorinkite (*)
  - Mosandrite
  - Nacareniobsite-(Ce)
  - Rinkite (Q)
  - Roumaite (al tempo conosciuta col nome provvisorio IMA 2008-024)[74]
- 9.BE.22
  - Giannettite (*)
  - Götzenite
  - Hainite
  - Kochite
  - Rosenbuschite
- 9.BE.23
  - Dovyrenite
- 9.BE.25
  - Baritolamprofillite
  - Ericssonite
  - Grenmarite
  - Lamprofillite
  - Nabalamprofillite
  - Ortoericssonite
  - Seidozerite
- 9.BE.27
  - Murmanite
- 9.BE.30
  - Epistolite
- 9.BE.32
  - Lomonosovite
  - β-lomonosovite (*)
  - Metalomonosovite (*)
- 9.BE.35
  - Vuonnemite
- 9.BE.37
  - Sobolevite
- 9.BE.40
  - Fosfoinnelite
  - Innelite
- 9.BE.42
  - Yoshimuraite
- 9.BE.45
  - Quadrufite
- 9.BE.47
  - Polifite
- 9.BE.50
  - Bornemanite
  - Bykovaite
  - Shkatulkalite
- 9.BE.55
  - Bafertisite
  - Hejtmanite
  - Nechelyustovite
- 9.BE.60
  - Delindeite
- 9.BE.65
  - Bussenite
- 9.BE.67
  - Jinshajiangite
  - Perraultite
  - Surkhobite
- 9.BE.70
  - Chevkinite-(Ce)
  - Dingdaohengite-(Ce)
  - Idrocerite (*)
  - Karnasurtite-(Ce) (Q)
  - Maoniupingite-(Ce)
  - Matsubaraite
  - Perrierite-(Ce)
  - Perrierite-(La) (*)
  - Polyakovite-(Ce)
  - Rengeite
  - Saimaite (*)
  - Stronziochevkinite
- 9.BE.72
  - Fersmanite
- 9.BE.75
  - Belkovite
- 9.BE.77
  - Nasonite
- 9.BE.80
  - Kentrolite
  - Melanotekite
- 9.BE.82
  - Tilleyite
- 9.BE.85
  - Killalaite
- 9.BE.87
  - Stavelotite-(La)
- 9.BE.90
  - Biraite-(Ce)
- 9.BE.92
  - Cervandonite-(Ce)

#### 9.BF Sorosilicati con gruppi misti SiO4e Si2O7; cationi in coordinazione tetraedrica [4] e superiore
- 9.BF.05
  - Harstigite
- 9.BF.10
  - Samfowlerite
- 9.BF.15
  - Davreuxite
- 9.BF.20
  - Queitite

#### 9.BG Sorosilicati con gruppi misti SiO4e Si2O7; cationi in coordinazione ottaedrica [6] e superiore
- 9.BG.05a
  - Cromotawmawite (*)
  - Clinozoisite
  - Clinozoisite-(Pb) (*)
  - Clinozoisite-(Sr)
  - Epidoto
  - Epidoto-(Pb)
  - Epidoto-(Sr)
  - Ferriepidoto (*)
  - Ferriepidoto-(Pb) (*)
  - Ferriepidoto-(Sr) (*)
  - Manganipiemontite
  - Manganipiemontite-(Sr)
  - Mukhinite
  - Mukhinite-(Pb) (*)
  - Mukhinite-(Sr) (*)
  - Piemontite
  - Piemontite-(Pb) (*)
  - Piemontite-(Sr)
  - Tawmawite (*)
  - Vanadoepidoto (*)
  - Vanadoepidoto-(Pb) (*)
  - Vanadoepidoto-(Sr) (*)
- 9.BG.05b
  - Allanite-(Ce)
  - Allanite-(La)
  - Allanite-(Y)
  - Androsite-(La) (*)
  - Cromoallanite-(REE) (*)
  - Cromoandrosite-(REE) (*)
  - Cromodissakisite-(REE) (*)
  - Dissakisite-(Ce)
  - Dissakisite-(La)
  - Ferriallanite-(Ce)
  - Ferriandrosite-(REE) (*)
  - Ferridissakisite-(REE) (*)
  - Manganiandrosite-(Ce)
  - Manganiandrosite-(La)
  - Manganidissakisite-(REE) (*)
  - Uedaite-(Ce)
  - Vanadoallanite-(REE) (*)
  - Vanadoandrosite-(Ce)
  - Vanadodissakisite-(REE) (*)
- 9.BG.05c
  - Dollaseite-(Ce)
  - Ferrokhristovite-(REE) (*)
  - Khristovite-(Ce)
  - Manganokhristovite-(REE) (*)
- 9.BG.10
  - Ortozoisite (*)
  - Zoisite
- 9.BG.15
  - Macfallite
  - Sursassite
- 9.BG.20
  - Julgoldite-(Fe2+)
  - Julgoldite-(Fe3+)
  - Julgoldite-(Mg)
  - Okhotskite
  - Poppiite
  - Pumpellyite-(Al) (al tempo conosciuta col nome provvisorio IMA 2005-016)[75]
  - Pumpellyite-(Fe2+)
  - Pumpellyite-(Fe3+)
  - Pumpellyite-(Mg)
  - Pumpellyite-(Mn2+)
  - Shuiskite
- 9.BG.25
  - Ganomalite
- 9.BG.30
  - Rustumite
- 9.BG.35
  - Clorvesuvianite (*)
  - Fluorvesuvianite
  - Idrossilvesuvianite (*)
  - Manganvesuvianite
  - Ossivesuvianite (*)
  - Vesuvianite
  - Wiluite
- 9.BG.40
  - Vyuntspakhkite-(Y)
- 9.BG.45
  - Dellaite
- 9.BG.50
  - Gatelite-(Ce)
- 9.BG.55
  - Västmanlandite-(Ce)

#### 9.BH Sorosilicati con anioni Si3O10, Si4O11, ecc.; cationi in coordinazione tetraedrica [4] e superiore
- 9.BH.05
  - Aminoffite
- 9.BH.10
  - Kinoite
- 9.BH.15
  - Akatoreite
- 9.BH.20
  - Fencooperite

#### 9.BJ Sorosilicati con anioni Si3O10, Si4O11, ecc.; cationi in coordinazione ottaedrica [6] e superiore
- 9.BJ.05
  - Orientite
- 9.BJ.10
  - Rosenhahnite
- 9.BJ.15
  - Trabzonite
- 9.BJ.20
  - Fluorthalénite-(Y)
  - Thalénite-(Y)
- 9.BJ.25
  - Tiragalloite
- 9.BJ.30
  - Medaite
- 9.BJ.35
  - Ruizite
- 9.BJ.40
  - Ardennite-(As)
  - Ardennite-(V)
- 9.BJ.45
  - Kilchoanite
- 9.BJ.50
  - Kornerupina
  - Prismatina
- 9.BJ.55
  - Zunyite
- 9.BJ.60
  - Hubeite
- 9.BJ.65
  - Cassagnaite

### 9.C Ciclosilicati

#### 9.CA [Si3O9]6-anelli singoli con 3 membri (tripli anelli singoli), senza anioni complessi isolati
- 9.CA.05
  - Bazirite
  - Benitoite
  - Pabstite
- 9.CA.10
  - Wadeite
- 9.CA.15
  - Calciocatapleiite
  - Catapleiite
- 9.CA.20
  - Ciclowollastonite (*)
  - Pseudowollastonite
- 9.CA.25
  - Margarosanite
  - Walstromite
- 9.CA.30
  - Bobtraillite

#### 9.CB [Si3O9]6-anelli singoli con 3 membri, con anioni complessi isolati
- 9.CB.05
  - Roeblingite
- 9.CB.10
  - Diversilite-(Ce)
- 9.CB.15
  - Ilímaussite-(Ce)

#### 9.CD [Si3O9]6-anelli doppi con 3 membri
- 9.CD.05
  - Moskvinite-(Y)

#### 9.CE [Si4O12]8-anelli singoli con 4 membri (vierer-Einfachringe), senza anioni complessi isolati
- 9.CE.05
  - Papagoite
- 9.CE.10
  - Achlusite (*)
  - Antrofillite (*)
  - Cataspilite (*)
  - Titanmica (*)
  - Verplanckite
- 9.CE.15
  - Baotite
- 9.CE.20
  - Nagashimalite
  - Taramellite
  - Titantaramellite
- 9.CE.25
  - Bario-ortojoaquinite
  - Byelorussite-(Ce)
  - Joaquinite-(Ce)
  - Ortojoaquinite-(Ce)
  - Ortojoaquinite-(La)
  - Stronziojoaquinite
  - Stronzio-ortojoaquinite
- 9.CE.30a
  - Korobitsynite
  - Nenadkevichite
- 9.CE.30b
  - Tsepinite-Ca
  - Tsepinite-K
  - Tsepinite-Na
  - Tsepinite-Sr
  - Vuoriyarvite-K
- 9.CE.30c
  - Gjerdingenite-Ca
  - Gjerdingenite-Fe
  - Gjerdingenite-Mn
  - Gjerdingenite-Na
  - Karupmøllerite-Ca
  - Kuzmenkoite-Ca (*)
  - Kuzmenkoite-Mn
  - Kuzmenkoite-Zn
  - Lepkhenelmite-Zn
- 9.CE.30d
  - Lemmleinite-Ba
  - Lemmleinite-K
- 9.CE.30e
  - Burovaite-Ca (al tempo conosciuta col nome provvisorio IMA 2008-001)[76]
  - Labuntsovite-☐ (*)
  - Labuntsovite-Fe
  - Labuntsovite-Mg
  - Labuntsovite-Mn
- 9.CE.30f
  - Paralabuntsovite-Mg
- 9.CE.30g
  - Organovaite-Mn
  - Organovaite-Zn
  - Parakuzmenkoite-Fe
- 9.CE.30h
  - Alsakharovite-Zn
  - Gutkovaite-Mn
  - Neskevaaraite-Fe
- 9.CE.30i
  - Paratsepinite-Ba
  - Paratsepinite-Na
- 9.CE.45
  - Komarovite
  - Natrokomarovite (*)

#### 9.CF [Si4O12]8-anelli singoli con 4 membri, con anioni complessi isolati
- 9.CF.05
  - Ashburtonite
- 9.CF.10
  - Kainosite-(Y)
- 9.CF.15
  - Clinophosinaite
  - Phosinaite-(Ce)
- 9.CF.20
  - Strakhovite
- 9.CF.25
  - Cerchiaraite

#### 9.CG [Si4O12]8-anelli singoli con 4 membri ramificati
- 9.CG.05
  - Eakerite
- 9.CG.10
  - Flörkeite (al tempo conosciuta col nome provvisorio IMA 2008-036)[77]

#### 9.CH [Si4O12]8-anelli doppi con 4 membri
- 9.CH.05
  - Hyalotekite
  - Kapitsaite-(Y)
- 9.CH.10
  - Arapovite
  - Iraqite-(La)
  - Steacyite
  - Turkestanite

#### 9.CJ [Si6O18]12-anelli singoli con 6 membri (sei anelli singoli), senza anioni complessi isolati
- 9.CJ.05
  - Bazzite
  - Berillo
  - Indialite
  - Pezzottaite
  - Stoppaniite
- 9.CJ.10
  - Cordierite
  - Sekaninaite
- 9.CJ.15
  - Combeite
  - Kapustinite
  - Kazakovite
  - Litvinskite
  - Lovozerite
  - Tisinalite
  - Zirsinalite
- 9.CJ.20
  - Imandrite
  - Koashvite
- 9.CJ.25
  - Baratovite
  - Katayamalite
- 9.CJ.30
  - Dioptasio
- 9.CJ.35
  - Kostylevite
- 9.CJ.40
  - Petarasite
- 9.CJ.45
  - Gerenite-(Y)
- 9.CJ.50
  - Odintsovite
- 9.CJ.55
  - Mathewrogersite

#### 9.CK [Si6O18]12-anelli singoli con 6 membri, con anioni complessi isolati
- 9.CK.05
  - Buergerite
  - Cromodravite
  - Dravite
  - Elbaite
  - Ferri-feruvite (#)
  - Ferri-uvite (#)
  - Feruvite
  - Fluor-cromdravite (#)
  - Fluor-dravite (#)
  - Fluor-elbaite (#)
  - Fluor-foitite (#)
  - Fluor-Mg-foitite (#)
  - Fluor-olenite (#)
  - Fluor-rossmanite (*)
  - Fluor-sciorlite (*)
  - Foitite
  - Idrossi-buergerite (#)
  - Idrossi-feruvite (#)
  - Idrossi-liddicoatite (#)
  - Idrossi-uvite (#)
  - Liddicoatite
  - Magnesio-foitite
  - Magnodravite (*)
  - Olenite
  - Ossi-cromo-dravite (#)
  - Ossi-dravite (#)
  - Ossi-elbaite (#)
  - Ossi-ferro-foitite (#)
  - Ossi-feruvite (#)
  - Ossi-foitite (#)
  - Ossi-liddicoatite (#)
  - Ossi-Mg-ferri-foitite (#)
  - Ossi-Mg-foitite (#)
  - Ossi-rossmanite (#)
  - Ossi-sciorlite (#)
  - Ossi-uvite (#)
  - Povondraite
  - Rossmanite
  - Sciorlite
  - Tormaline (Gruppo)
  - Tsilaisite (*)
  - Uvite
  - Vanadium-dravite
- 9.CK.10
  - Abenakiite-(Ce)
- 9.CK.15
  - Scawtite
- 9.CK.20
  - Manganosteenstrupina (*)
  - Steenstrupina-(Ce)
  - Thorosteenstrupina

#### 9.CL [Si6O18]12-anelli singoli con 6 membri ramificati
- 9.CL.05
  - Tienshanite

#### 9.CM [Si6O18]12-anelli doppi con 6 membri (sei doppi anelli)
- 9.CM.05
  - Almarudite
  - Armenite
  - Berezanskite
  - Brannockite
  - Chayesite
  - Darapiozite
  - Dusmatovite
  - Eifelite
  - Klöchite (al tempo conosciuta col nome provvisorio IMA 2007-054)[78]
  - Friedrichbeckeite (al tempo conosciuta col nome provvisorio IMA 2008-019)[79]
  - Merrihueite
  - Milarite
  - Oftedalite
  - Osumilite
  - Osumilite-(Mg) (*)
  - Poudretteite
  - Roedderite
  - Shibkovite
  - Sogdianite
  - Sugilite
  - Trattnerite
  - Yagiite
- 9.CM.10
  - Faizievite

#### 9.CN [Si8O24]16-anelli con 8 membri
- 9.CN.05
  - Muirite

#### 9.CO [Si9O27]18-anelli con 9 membri
- 9.CO.10
  - Alluaivite
  - Andrianovite
  - Aqualite
  - Carbokentbrooksite
  - Dualite
  - Eudialite
  - Feklichevite
  - Ferrokentbrooksite
  - Georgbarsanovite
  - Golyshevite
  - Idronaujakasite (*)
  - Ikranite
  - Johnsenite-(Ce)
  - Kentbrooksite
  - Khomyakovite
  - Labyrinthite
  - Manganokhomyakovite
  - Mogovidite
  - Oneillite
  - Raslakite
  - Rastsvetaevite
  - Senza nome 2869
  - Taseqite
  - Voronkovite (al tempo conosciuta col nome provvisorio IMA 2007-023)[80]
  - Zirsilite-(Ce)

#### 9.CP Anelli con 12 membri o più grandi
- 9.CP.05
  - Traskite
- 9.CP.10
  - Megacyclite

### 9.D Inosilicati

#### 9.DA Inosilicati con catene singole di periodo 2, Si2O6; famiglia del pirosseno
- 9.DA.05
  - Agalite (*)
  - Akimotoite
  - Amblystegite (*)
  - Bastite (*)
  - Bronzite (*)
  - Chladnite (*)
  - Diaclasite (*)
  - Donpeacorite
  - Enstatite
  - Eulite (*)
  - Eulysite (*)
  - Ferroiperstene (*)
  - Ferrosilite
  - Ficinite (*)
  - Germarite (*)
  - Iperstene (*)
  - Labrador orneblenda (*)
  - Mellcrite (*)
  - Ortobronzite (*)
  - Ortoenstatite (*)
  - Ortoeulite (*)
  - Ortoferrosilite (*)
  - Ortoiperstene (*)
  - Paulite (*)
  - Peckhamite (*)
  - Phästine (*)
  - Protobastite (*)
  - Pirosseni (Gruppo)
  - Schillerspar (*)
  - Schillerspato (*)
  - Shepardite (*)
  - Szaboite (*)
  - Vanadinbronzite (*)
  - Victorite (*)
- 9.DA.10
  - Calc-clinobronzite (*)
  - Calc-clinoenstatite (*)
  - Calc-clinoiperstene (*)
  - Clinoenstatite
  - Clinoferrosilite
  - Clinoiperstene (*)
  - Ferropigeonite (*)
  - Halagurite (*)
  - Kanoite
  - Lime-bronzite (*)
  - Pigeonite
  - Titanpigeonite (*)
- 9.DA.15
  - Alalite (*)
  - Anthocroite (*)
  - Asteroite (*)
  - Augite
  - Baikalite (*)
  - Calc-pigeonite (*)
  - Canaanite (*)
  - Coccolite (*)
  - Corea-augite (*)
  - Davisite (al tempo conosciuta col nome provvisorio IMA 2008-030)[81]
  - Diallage (*)
  - Diopside
  - Egirina-hedenbergite (*)
  - Endiopside (*)
  - Enstatite-diopside (*)
  - Esseneite
  - Fassaite (*)
  - Fedorovite (*)
  - Ferro-johannsenite (*)
  - Ferroaugite (*)
  - Ferrohedenbergite (*)
  - Ferrosalite (*)
  - Funkite (*)
  - Hedenbergite
  - Jeffersonite (*)
  - Johannsenite
  - Kokkolite (*)[82]
  - Kushiroite (al tempo conosciuta col nome provvisorio IMA 2008-059)[83]
  - Lavroffite (*)
  - Lavrovite (*)
  - Leucaugite (*)
  - Loganite (*)
  - Lotalite (*)
  - Malacolite (*)
  - Mansjöite (*)
  - Mussite (*)
  - Petedunnite
  - Pigeonite-augite (*)
  - Protheite (*)
  - Sahlite (*)
  - Salite (*)
  - Schefferite (*)
  - Titanaugite (*)
  - Titandiopside (*)
  - Trachyaugite (*)
  - Traversellite (*)
  - Urbanite (*)
  - Vanadiaugite (*)
  - Violaite (*)
  - Violan (*)
- 9.DA.20
  - Alcali augite (*)
  - Blanfordite (*)
  - Cloromelanite (*)
  - Cromomfacite (*)
  - Diposidgiadeite (*)
  - Egirina-augite
  - Egirite (*)
  - Mayaite (*)
  - Omfacite
  - Potasso-egirina (*)
  - Tuxtlite (*)
- 9.DA.25
  - Acmite (*)
  - Cosmocloro
  - Cromo-acmite (*)
  - Cromegiadeite (*)
  - Egirina
  - Egirite (*)
  - Giadeite
  - Giadeite-egirina (*)
  - Giadeite-egirite (*)
  - Jervisite
  - Kerimasite
  - Namansilite
  - Natalyite
  - Ureyite (*)
- 9.DA.30
  - Aglaite (*)
  - Hiddenite (*)
  - Kunzite (*)
  - Soda-spodumene (*)
  - Spodumene
  - Trifano (*)

#### 9.DB Inosilicati con catene singole di periodo 2, Si2O6; minerali in relazione al pirosseno
- 9.DB.
  - Punkaruaivite (al tempo conosciuta col nome provvisorio IMA 2008-018)[84]
- 9.DB.05
  - Balipholite
  - Carpholite
  - Ferrocarpholite
  - Magnesiocarpholite
  - Potassiccarpholite
  - Vanadiocarpholite
- 9.DB.10
  - Lorenzenite
- 9.DB.15
  - Lintisite
- 9.DB.20
  - Kukisvumite
  - Manganokukisvumite
- 9.DB.25
  - Paravinogradovite
  - Vinogradovite
- 9.DB.30
  - Nchwaningite
- 9.DB.35
  - Plancheite
- 9.DB.40
  - Shattuckite
- 9.DB.45
  - Aerinite

#### 9.DC Inosilicati con catene singole di periodo 2 ramificate; Si2O6+ 2SiO3Si4O12
- 9.DC.05
  - Astrofillite
  - Idroastrofillite (*)
  - Kupletskite
  - Kupletskite-(Cs)
  - Magnesioastrofillite (*)
  - Nalivkinite
  - Niobokupletskite
  - Niobofillite
  - Zircofillite

#### 9.DD Inosilicati con catene doppie di periodo 2, Si4O11; ortoanfiboli
- 9.DD.05
  - Bidalotite (*)
  - Ferriedrite (*)
  - Litioglaucofane (*)

#### 9.DE Inosilicati con catene doppie di periodo 2, Si4O11; clinoanfiboli
- 9.DE.05
  - Amosite (*)
  - Anfibolo-antofillite (*)
  - Antogrammatite (*)
  - Antolite (*)
  - Antofillina (*)
  - Antofillite
  - Antofillite rayonné (*)
  - Clino-antofillite (*)
  - Clinoferroholmquistite (#)
  - Clinokupfferite (*)
  - Cummingtonite
  - Dannemorite (*)
  - Ferantofillite (*)
  - Ferri-clinoholmquistite
  - Ferri-clinoferroholmquistite
  - Ferripedrizite
  - Ferro-antofillite
  - Ferroclinoholmquistite (*)
  - Ferrogedrite
  - Ferroholmquistite
  - Ferropedrizite (#)
  - Fluoro-sodic-pedrizite
  - Gedrite
  - Grunerite
  - Hillängsite (*)
  - Holmquistite
  - Kievite (*)
  - Kupfferite (*)
  - Mangantofillite (*)
  - Magnesio-antofillite (*)
  - Magnesioclinoholmquistite (*)
  - Magnesio-cummingtonite (*)
  - Magnesio-gedrite (*)
  - Magnesio-holmquistite (*)
  - Magnesio antofillite (*)
  - Mangano-antofillite (*)
  - Manganocummingtonite
  - Manganogrunerite
  - Montasite (*)
  - Pedrizite (#)
  - Permanganogrunerite (#)
  - Picroamosite (*)
  - Prismatic schillerspar (*)
  - Protoantofillite
  - Protoferro-antofillite
  - Protomangano-ferro-antofillite
  - Silfbergite (*)
  - Sodicantofillite (#)
  - Sodic-ferri-ferropedrizite
  - Sodic-ferripedrizite
  - Sodic-ferro-antofillite (#)
  - Sodic-ferrogedrite
  - Sodic-ferropedrizite (#)
  - Sodicgedrite
  - Sodicpedrizite (#)
  - Sodio-antofillite (*)
  - Sodio-gedrite (*)
  - Thalackerite (*)
  - Tirodite (*)
  - Valléite (*)
  - Zinc-manganese-cummingtonite (*)
- 9.DE.10
  - Abkhazite (*)
  - Acromaite (*)
  - Actinolite
  - Actinolitic orneblenda (*)
  - Actinote (*)
  - Actinolina (*)
  - Actynolite (*)
  - Alcali-femaghastingsite (*)
  - Alcali-ferrohastingsite (*)
  - Alcali-hastingsite (*)
  - Alumino-ferroorneblenda (Q)
  - Alumino-ferrotschermakite
  - Alumino-magnesioorneblenda (Q)
  - Alumino-magnesiosadanagaite (*)
  - Aluminotschermakite
  - Amfibolite (*)
  - Barkevicite (*)
  - Barkevikite (*)
  - Basaltina (*)
  - Bedenite (*)
  - Bergamaschite (*)
  - Bergamaskite (*)
  - Breadalbanite (*)
  - Calamita (*)
  - Cannilloite (#)
  - Carintina (*)
  - Clorhastingsite (*)
  - Cloro-potassic-ferro-edenite (*)
  - Cloro-potassichastingsite (al tempo conosciuta col nome provvisorio IMA 2005-007)[85]
  - Cloro-potassicpargasite
  - Clorpotassio ferro-pargasite (*)
  - Cromo-tremolite (*)
  - Daschkesanite (*)
  - Diastatite (*)
  - Edenite
  - Edenite silicica (*)
  - Esabolite (*)
  - Esagonite (*)
  - Fasciculite (*)
  - Femaghastingsite (*)
  - Ferrian pargasite (*)
  - Ferri-edenite (*)
  - Ferri-ferrotschermakite
  - Ferri-kaersutite (*)
  - Ferri-tremolite (*)
  - Ferritschermakite
  - Ferro-actinolite
  - Ferro-alumino-tschermakite (*)
  - Ferroan pargasite (*)
  - Ferro-edenite
  - Ferro-edenite silicica (*)
  - Ferro-ferri-tschermakite (*)
  - Ferrohastingsite (*)
  - Ferroorneblenda
  - Ferrokaersutite
  - Ferropargasite
  - Ferro-tremolite (*)
  - Ferrotschermakite
  - Fluorocannilloite
  - Fluoro-edenite
  - Fluoro-magnesiohastingsite (al tempo conosciuta col nome provvisorio IMA 2005-002)[86]
  - Fluoropargasite
  - Fluoro-potassichastingsite
  - Fluorotremolite (*)
  - Gamsigradite (*)
  - Girnarite (*)
  - Grammatite (*)
  - Grammatite smaragditica (*)
  - Hastingsite
  - Hoepfnerite (*)
  - Joesmithite
  - Kaersutite
  - Kidney stone (*)
  - Kirwanite (*)
  - Kokscharovite (*)
  - Lamprobolite (*)
  - Laneite (*)
  - Linosite (*)
  - Magnesian hastingsite (*)
  - Magnesiohastingsite
  - Magnesioorneblenda
  - Magnesiosadanagaite
  - Manganactinolite (*)
  - Mangan-tremolite (*)
  - Nefrite (*)
  - Noralite (*)
  - Nordenskiöldite (*)
  - Orneblenda (Gruppo)
  - Orneblenda basaltica (*)
  - Orneblenda edenitica (*)
  - Orneblenda ferro-actinolitica (*)
  - Orneblenda ferroan pargasitica (*)
  - Orneblenda ferro-edenitica (*)
  - Orneblenda ferro-pargasitica (*)
  - Orneblenda ferro-tschermakitica (*)
  - Orneblenda hastingsitica (*)
  - Orneblenda magnesian hastingsitica (*)
  - Orneblenda magnesio-hastingsitica (*)
  - Orneblenda pargasitica (*)
  - Orneblenda tremolitica (*)
  - Orneblenda tschermakitica (*)
  - Orniblenda (*)
  - Ossikearsutite (*)
  - Pargasite
  - Parvo-mangano-edenite
  - Parvo-manganotremolite
  - Philipstadite (*)
  - Pilite (*)
  - Potassic-aluminosadanagaite
  - Potassic-ferrisadanagaite
  - Potassic-ferropargasite
  - Potassichastingsite
  - Potassic-magnesiohastingsite
  - Potassic-magnesiosadanagaite
  - Potassicpargasite
  - Potassicsadanagaite (*)
  - Potassio alumino-magnesio-sadanagaite (*)
  - Raphilite (*)
  - Rimpylite (*)
  - Sadanagaite (al tempo conosciuta col nome provvisorio IMA 2002-051)[87]
  - Sebesite (*)
  - Silbölite (*)
  - Sillbölite (*)
  - Soretite (*)
  - Speziatite (*)
  - Strahlstein (*)
  - Syntagmatite (*)
  - Tibergite (*)
  - Tremolite
  - Tschermakite
  - Tschermakite smaragditica (*)
  - Uralite (*)
  - Walleriana (*)
  - Weinschenkite (*)
  - Zillerite (*)
  - Zillertite (*)
- 9.DE.15
  - Ferri-ottoliniite
  - Ferriwhittakerite
  - Ottoliniite (#)
  - Whittakerite (#)
- 9.DE.20
  - Aluminobarroisite
  - Alumino-ferrobarroisite (#)
  - Alumino-ferrowinchite (Q)
  - Alumino-ferrocatoforite (Q)
  - Alumino-magnesiotaramite
  - Aluminotaramite
  - Aluminowinchite (*)
  - Anfibolo (Gruppo)
  - Astochite (*)
  - Astorite (*)
  - Barroisite
  - Cataforite (*)
  - Catoforite[88]
  - Chiklite (*)
  - Eckrite (*)
  - Eisenrichterite (*)
  - Ferri-barroisite
  - Ferri-ferrobarroisite
  - Ferri-ferrowinchite
  - Ferricatoforite (Q)
  - Ferri-magnesiocatoforite (*)
  - Ferri-magnesiotaramite
  - Ferritaramite
  - Ferriwinchite
  - Ferro-alumino-barroisite (*)
  - Ferro-alumino-winchite (*)
  - Ferrobarroisite
  - Ferro-ferriwinchite (*)
  - Ferrorichterite
  - Ferrowinchite
  - Fluoro-alumino-magnesiotaramite
  - Fluoro-ferri-magnesiocatoforite (*)
  - Fluoro-magnesiocatoforite (*)
  - Fluoro-ossi-ferri-magnesiocatoforite (*)
  - Fluoro-potassicrichterite
  - Fluororichterite
  - Fluorotaramite (*)
  - Iron-richterite (*)
  - Isabellite (*)
  - Kalio-magnesio-catoforite (*)
  - Magnesio-alumino-catoforite (*)
  - Magnesio-alumino-taramite (*)
  - Magnesio-ferri-fluor-ossi-catoforite (*)
  - Magnesio-ferri-taramite (*)
  - Magnesiocatoforite
  - Magnesiotaramite
  - Magnoforite (*)
  - Marmairolite (*)
  - Mboziite (*)
  - Natrongrammatite (*)
  - Natronrichterite (*)
  - Parvowinchite
  - Potassic-aluminotaramite
  - Potassic-ferritaramite (*)
  - Potassicrichterite (*)
  - Richterite
  - Simpsonite (*)
  - Soda richterite (*)
  - Soda tremolite (*)
  - Sundiusite (*)
  - Szechenyiite (*)
  - Szechonyite (*)
  - Taramite
  - Tremolite-glaucofane (*)
  - Waldheimite (*)
  - Winchite
- 9.DE.25
  - Abriachanite (*)
  - Anophorite (*)
  - Antiglaucofane (*)
  - Arfvedsonite
  - Arfwedsonite (*)
  - Bababudanite (*)
  - Borgniezite (*)
  - Chernyshevite (*)
  - Crocidolite (*)
  - Crossite (*)
  - Dellaventuraite
  - Eckermannite
  - Ferric-ferronybøite
  - Ferric-nybøite
  - Ferriglaucofane (*)
  - Ferririchterite (*)
  - Ferro-eckermannite
  - Ferroglaucofane
  - Ferroleakeite (#)
  - Ferronybøite (#)
  - Fluor-arfvedsonite (*)
  - Fluor-nybøite (*)
  - Fluoro-ferroleakeite
  - Fluoro-magnesio-arfvedsonite
  - Fluoronybøite
  - Fluoro-potassic-magnesio-arfvedsonite
  - Fluor-riebeckite (*)
  - Gastaldite (*)
  - Glaucofane
  - Griqualandite (*)
  - Heikkolite (*)
  - Heikolite (*)
  - Clino-ferri-holmquistite (al tempo conosciuta col nome provvisorio IMA 2001-067a)[89]
  - Imerinite (*)
  - Juddite (*)
  - Kornite
  - Kôzulite
  - Krokidolite (*)
  - Leakeite[90]
  - Magnesia-arfvedsonite (*)
  - Magnesian glaucofane (*)
  - Magnesio-arfvedsonite
  - Magnesioriebeckite
  - Mangancrocidolite (*)
  - Manganuralite (*)
  - Miyashiroite (*)
  - Naurodite (*)
  - Nybøite
  - Obertiite
  - Ortoriebeckite (*)
  - Osannite (*)
  - Potassicarfvedsonite
  - Potassicleakeite
  - Potassic magnesio-arfvedsonite (*)
  - Pseudoglaucofane (*)
  - Rezhikite (*)
  - Rhodusite (*)
  - Riebeckite
  - Soda asbesto (*)
  - Soda orneblenda (*)
  - Subglaucofane (*)
  - Svidneite (*)
  - Ternovskite (*)
  - Torendrikite (*)
  - Tschernischewite (*)
  - Ungarettiite

#### 9.DF Inosilicati con catene multiple di periodo 2
- 9.DF.05
  - Chesterite
  - Clinojimthompsonite
  - Jimthompsonite
- 9.DF.15
  - Ershovite
- 9.DF.20
  - Tvedalite
- 9.DF.25
  - Bavenite
- 9.DF.30
  - Bigcreekite

#### 9.DG Inosilicati con catene singole e multiple di periodo 3
- 9.DG.05
  - Bustamite
  - Ferrobustamite
  - Manganoparawollastonite (*)
  - Parapectolite (*)
  - Pectolite
  - Sérandite
  - Tanohataite (al tempo conosciuta col nome provvisorio IMA 2007-019)[91]
  - Wollastonite-1A
- 9.DG.07
  - Cascandite
- 9.DG.08
  - Plombièrite
- 9.DG.10
  - Clinotobermorite
  - Jusite (Q)
  - Riversideite
  - Tobermorite
- 9.DG.15
  - Foshagite
- 9.DG.20
  - Jennite
- 9.DG.25
  - Paraumbite
  - Umbite
- 9.DG.30
  - Sørensenite
- 9.DG.35
  - Xonotlite
- 9.DG.40
  - Hillebrandite
- 9.DG.45
  - Chivruaiite
  - Zorite
- 9.DG.50
  - Haineaultite
- 9.DG.55
  - Epididimite
- 9.DG.60
  - Eudidimite
- 9.DG.65
  - Elpidite
- 9.DG.70
  - Fenaksite
  - Litidionite
  - Manaksite
- 9.DG.75
  - Senkevichite
  - Tinaksite
  - Tokkoite
- 9.DG.80
  - Canasite
  - Fluorcanasite (al tempo conosciuta col nome provvisorio IMA 2007-031)[92]
- 9.DG.85
  - Miserite
- 9.DG.90
  - Frankamenite
- 9.DG.92
  - Ciaroite
- 9.DG.95
  - Yuksporite
- 9.DG.97
  - Eveslogite

#### 9.DH Inosilicati con catene singole di periodo 4, Si4O12
- 9.DH.05
  - Leucofanite
- 9.DH.10
  - Ohmilite
- 9.DH.15
  - Haradaite
  - Suzukiite
- 9.DH.20
  - Batisite
  - Noonkanbahite (*)
  - Shcherbakovite
- 9.DH.25
  - Taikanite
- 9.DH.30
  - Krauskopfite
- 9.DH.35
  - Balangeroite
  - Gageite
- 9.DH.45
  - Baykovite (#)
  - Dorrite
  - Enigmatite
  - Høgtuvaite
  - Khmaralite
  - Krinovite
  - Makarochkinite
  - Rhönite
  - Saffirina
  - Serendibite
  - Titanorneblenda (*)
  - Welshite
  - Wilkinsonite
- 9.DH.55
  - Surinamite
- 9.DH.60
  - Deerite
- 9.DH.65
  - Howieite
  - Taneyamalite
- 9.DH.70
  - Johninnesite
- 9.DH.75
  - Agrellite

#### 9.DJ Inosilicati con catene doppie e triple di periodo 4
- 9.DJ.05
  - Narsarsukite
- 9.DJ.10
  - Laplandite-(Ce)
- 9.DJ.15
  - Caysichite-(Y)
- 9.DJ.20
  - Seidite-(Ce)
- 9.DJ.25
  - Carlosturanite
- 9.DJ.30
  - Jonesite

#### 9.DK Inosilicati con catene singole di periodo 5
- 9.DK.05
  - Babingtonite
  - Fowlerite (Q)
  - Litiomarsturite
  - Mangananfibolo (*)
  - Manganbabingtonite
  - Marsturite
  - Nambulite
  - Natronambulite
  - Rodonite
  - Scandiobabingtonite
- 9.DK.10
  - Santaclaraite
- 9.DK.15
  - Saneroite
- 9.DK.20
  - Ciprianiite
  - Hellandite-(Ce)
  - Hellandite-(Y)
  - Mottanaite-(Ce)
  - Tadzhikite-(Ce)

#### 9.DL Inosilicati con catene doppie di periodo 5, Si10O28
- 9.DL.05
  - Inesite
- 9.DL.10
  - Piergorite-(Ce)

#### 9.DM Inosilicati con catene singole di periodo 6
- 9.DM.05
  - Stokesite
- 9.DM.10
  - Calciohilairite
  - Hilairite
  - Komkovite
  - Pyatenkoite-(Y)
  - Sazykinaite-(Y)
- 9.DM.15
  - Gaidonnayite
  - Georgechaoite
- 9.DM.20
  - Chkalovite
- 9.DM.25
  - Vlasovite
- 9.DM.30
  - Revdite
- 9.DM.35
  - Scheuchzerite
- 9.DM.40
  - Terskite

#### 9.DN Inosilicati con catene doppie di periodo 6
- 9.DN.05
  - Emeleusite
  - Tuhualite
  - Zektzerite
- 9.DN.10
  - Semenovite-(Ce)
- 9.DN.15
  - Ashcroftina-(Y)
  - Kalithomsonite (*)

#### 9.DO Inosilicati con catene di periodo 7, 8, 10, 12 e 14
- 9.DO.05
  - Pirossiferroite
  - Piroxmangite
- 9.DO.10
  - Pellyite
- 9.DO.15
  - Ferronordite-(Ce)
  - Ferronordite-(La)
  - Manganonordite-(Ce)
  - Nordite-(Ce)
  - Nordite-(La)
- 9.DO.20
  - Alamosite
- 9.DO.25
  - Liebauite

#### 9.DP Strutture di transizione ino-fillosilicati
- 9.DP.05
  - Melifanite
- 9.DP.15
  - Leucosfenite
- 9.DP.20
  - Prehnite
- 9.DP.25
  - Amstallite
- 9.DP.30
  - Kvanefjeldite
- 9.DP.35
  - Lemoynite
  - Natrolemoynite
- 9.DP.40
  - Altisite

#### 9.DQ Strutture modulari Inosilicato-Sorosilicato
- 9.DQ.05
  - Fukalite

### 9.E Fillosilicati

#### 9.EA Reti singole di tetraedri con anelli di 4, 5, (6) e 8 membri
- 9.EA.05
  - Cuprorivaite
  - Effenbergerite
  - Gillespite
  - Wesselsite
- 9.EA.10
  - Ekanite
  - Kanaekanite (*)
- 9.EA.15
  - Apofillite (Gruppo)
  - Apofillite-(KF)
  - Apofillite-(KOH) (*)
  - Apofillite-(NaF)
- 9.EA.20
  - Magadiite
- 9.EA.25
  - Dalyite
  - Davanite
- 9.EA.30
  - Sazhinite-(Ce)
  - Sazhinite-(La)
- 9.EA.35
  - Armstrongite
- 9.EA.40
  - Okenite
- 9.EA.45
  - Nekoite
- 9.EA.50
  - Cavansite
- 9.EA.55
  - Pentagonite
- 9.EA.60
  - Penkvilksite
  - Tumchaite
- 9.EA.65
  - Nabesite
- 9.EA.70
  - Ajoite
- 9.EA.75
  - Zeravshanite
- 9.EA.80
  - Bussyite-(Ce)
- 9.EA.85
  - Plumbofillite (al tempo conosciuta col nome provvisorio IMA 2008-025)[93]

#### 9.EB Reti doppie con anelli di 4 e 6 membri
- 9.EB.05
  - Macdonaldite
  - Rhodesite
- 9.EB.10
  - Delhayelite
  - Idrodelhayelite
- 9.EB.15
  - Monteregianite-(Y)
- 9.EB.20
  - Carletonite
- 9.EB.30
  - Criptofillite (al tempo conosciuta col nome provvisorio IMA 2008-061)[94]
  - Shlykovite (al tempo conosciuta col nome provvisorio IMA 2008-062)[95]

#### 9.EC Fillosilicati con fogli di mica, composti di reti di tetraedri e ottaedri
- 9.EC.05
  - Kerolite (*)
  - Minnesotaite
  - Pimelite (*)
  - Talco
  - Willemseite
- 9.EC.10
  - Agalmatolite (*)
  - Bildstein (*)
  - Ferripirofillite
  - Pagodite (*)
  - Pirofillite
- 9.EC.15
  - Adamsite (*)
  - Aluminoceladonite
  - Alurgite (*)
  - Ammochrysos (*)
  - Ammonio idromica (*)
  - Ammonio muscovite (*)
  - Amfilogite (*)
  - Astrolite (*)
  - Baddeckite (*)
  - Boromuscovite
  - Caswellite(*)
  - Cat gold (*)
  - Catlinite (*)
  - Cat silver (*)
  - Celadonite
  - Chacaltaite (*)
  - Chacaltocite (*)
  - Chernykhite
  - Clorofanerite (*)
  - Cromceladonite
  - Cromo mica (*)
  - Chromglimmer (*)
  - Cromochre (*)
  - Cromfillite
  - Colomite (*)
  - Cossaite (*)
  - Cimatolite (*)
  - Damourite (*)
  - Didrimite (*)
  - Didimite (*)
  - Disintribite (*)
  - Epileucite (*)
  - Episericite (*)
  - Eufillite (*)
  - Ferriceladonite (#)
  - Ferri-fengite (*)
  - Ferroaluminoceladonite
  - Ferroceladonite
  - Frauenglas ** (*)
  - Fuchsite (*)
  - Gaebhardite (*)
  - Ganterite
  - Gigantollite (*)
  - Gilbertite (*)
  - Glauconite (Gruppo)
  - Glimmer biassiale (*)
  - Hallerite (*)
  - Iberite (*)
  - Idrosericite (*)
  - Irvingite (*)
  - Isinglas (*)
  - Ivigtite (*)
  - Kaliglimmer (*)
  - Killinite (*)
  - Lepidomorfite (*)
  - Leucofillite (*)
  - Litio moscovite (*)
  - Litio fengite (*)
  - Mahadevite (*)
  - Manganese muscovite (*)
  - Manganglauconite (*)
  - Mangan-muscovite (*)
  - Manganmuscovite (*)
  - Margarodite (*)
  - Marienglas (*)
  - Mariposite (*)
  - Marsjatskite (*)
  - Marsyatskite (*)
  - Metasericite (*)
  - Mica biassiale (*)
  - Mica comune (*)
  - Mica esagonale (*)
  - Mica obliqua (*)
  - Mica di vanadio (*)
  - Montdorite
  - Muscovite
  - Nacrite (*)
  - Nanpingite (*)
  - Natronmargarite (*)
  - Oellacherite (*)
  - Oncofillite (*)
  - Oncosina (*)
  - Paragonite
  - Picrofengite (*)
  - Pinite (*)
  - Pregrattite (*)
  - Pycnofillite (*)
  - Roscoelite
  - Sandbergite (*)
  - Schernikite (*)
  - Seladonite (*)
  - Sericite (*)
  - Shilkinite (*)
  - Skolite (*)
  - Soda glauconite (*)
  - Soda margarite (*)
  - Soda mica (*)
  - Sterlingite (*)
  - Svitalskite (*)
  - Tainiolite
  - Talcite (*)
  - Terra di Verona (*)
  - Tobelite
  - Vanadinglimmer (*)
  - Verdite (*)
  - Veronite (*)
  - Voloshinite (al tempo conosciuta col nome provvisorio IMA 2007-052)[96]
- 9.EC.20
  - Annite
  - Anomite (*)
  - Aspidolite (al tempo conosciuta anche col nome provvisorio IMA 2004-049)[97]
  - Bario-heulandite (*)
  - Baritbiotite (*)
  - Biotite (*)
  - Buldymite (*)
  - Cesio-biotite (*)
  - Calciobiotite (*)
  - Crombiotite (*)
  - Criofillite (*)
  - Eastonite
  - Ephesite
  - Eterofillite (*)
  - Euclorite (*)
  - Eukampite (*)
  - Fe Muscovite (*)
  - Ferri-annite (*)
  - Ferribiotite (*)
  - Ferrimuscovite (*)
  - Ferriflogopite (*)
  - Ferrititanbiotite (*)
  - Ferriwodanite (*)
  - Ferro-ferri-muscovite
  - Ferromuscovite (*)
  - Ferrofengite (*)
  - Ferro-flogopite (*)
  - Flogopite (*)
  - Fluorannite
  - Fluoroflogopite
  - Fluortainiolite (*)
  - Haughtonite (*)
  - Helvetan (*)
  - Hendricksite
  - Idropolilitionite (*)
  - Idrossil-annite (*)
  - Idrossil-biotite (*)
  - Kmaite (*)
  - Lepidolite (Gruppo)
  - Lepidomelano (*)
  - Lilalite (*)
  - Litioneisenglimmer (*)
  - Litionglimmer (*)
  - Litionite (*)
  - Litionitesilicato (*)
  - Macrolepidolite (*)
  - Manganofill (*)
  - Manganofiliite (*)
  - Manganflogopite (*)
  - Masutomilite
  - Meroxene (*)
  - Microlepidolite (*)
  - Monrepite (*)
  - Mica di ferro (*)
  - Mica litia (*)
  - Mica magnesia (*)
  - Mica manganese (*)
  - Mica rombica (*)
  - Mica uniassiale (*)
  - Na-estonite (*)
  - Natro-alumobiotite (*)
  - Natro-ferroflogopite (*)
  - Natronbiotite (*)
  - Natronflogopite (*)
  - Nichel flogopite (*)
  - Norrishite
  - Odenite (*)
  - Odite (*)
  - Ossibiotite (*)
  - Paucilitionite (*)
  - Polidolite (*)
  - Poli-irvingite (*)
  - Polilitionite
  - Preiswerkite
  - Protolitionite (*)
  - Pterolite (*)
  - Rabenglimmer (*)
  - Rastolite (*)
  - Rhombenglimmer (*)
  - Shirokshinite
  - Shirozulite
  - Siderofillite
  - Sodio flogopite (*)
  - Sokolovaite
  - Sodiofillite (*)
  - Suhailite
  - Taeniolite (*)
  - Tetraferriannite
  - Tetraferriflogopite
  - Titanglimmer (*)
  - Titanbiotite (*)
  - Trilitionite
  - Wodanite (*)
  - Wonesite
  - Wotanite (*)
  - Zinnwaldite (Gruppo)
- 9.EC.30
  - Clinmanite (*)
  - Corundelite (*)
  - Difanite (*)
  - Emerilite (*)
  - Ferroferrimargarite (*)
  - Lesleyite (*)
  - Lime mica (*)
  - Margarite
  - Pearl-mica (*)
  - Perlglimmer (*)
- 9.EC.35
  - Anandite
  - Bityite
  - Bowleyite (*)
  - Brandisite (*)
  - Bronzite (*)
  - Calciotanco (*)
  - Clintonite
  - Crisofane (*)
  - Disterrite (*)
  - Ferrokinoshitalite
  - Holmesite (*)
  - Holmite (*)
  - Kinoshitalite
  - Magnesiomargarite (*)
  - Ossikinoshitalite
  - Seybertite (*)
  - Valuevite (*)
  - Xantofillite (*)
- 9.EC.40
  - Beidellite
  - Dudleyite (*)
  - Kurumsakite (Q)
  - Montmorillonite
  - Nontronite
  - Smectite  (Gruppo)
  - Stilpnoclorano (*)
  - Volkonskoite
  - Yakhontovite
- 9.EC.45
  - Ferrosaponite
  - Hectorite (Q)
  - Saponite
  - Sauconite
  - Sobotkite (*)
  - Spadaite (Q)
  - Stevensite (Q)
  - Swinefordite
  - Zincsilite (Q)
- 9.EC.50
  - Batavite (*)
  - Kerrite (*)
  - Maconite (*)
  - Filadelfite (*)
  - Tibiscumite (Q)
  - Vaalite (*)
  - Vermiculite
- 9.EC.55
  - Baileycloro
  - Borocookeite
  - Chamosite
  - Clinocloro
  - Clorite (Gruppo)
  - Cookeite
  - Donbassite
  - Epiclorite (*)
  - Franklinfurnaceite
  - Glagolevite
  - Gonyerite
  - Grovesite (*)
  - Nimite
  - Odinite
  - Pennantite
  - Sudoite
- 9.EC.60
  - Aliettite
  - Allevardite (*)
  - Alushtite (*)
  - Bardolite (*)
  - Basonite (*)
  - Bastonite (*)
  - Brinrobertsite
  - Corrensite
  - Dozyite
  - Idrobiotite
  - Idroflogopite (*)
  - Illite triottaedrale (*)
  - Karpinskite (Q)
  - Kulkeite
  - Ledikite (*)
  - Lunijianlaite
  - Mg-illite-idromica (*)
  - Murgocite (*)
  - Pattersonite (*)
  - Pseudobiotite (*)
  - Rectorite
  - Saliotite
  - Tarasovite (*)
  - Tosudite
  - Vallachite (*)
  - Voigtite (*)
- 9.EC.65
  - Macaulayite
- 9.EC.70
  - Burckhardtite
- 9.EC.75
  - Ferrisurite
  - Niksergievite
  - Surite
- 9.EC.80
  - Kegelite

#### 9.ED Fillosilicati con strati di caolinite composti di reti di tetraedri e ottaedri
- 9.ED.05
  - Caolinite
  - Dickite
  - Nacrite
  - Pianlinite (*)
  - Zinalsite (*)
- 9.ED.10
  - Endellite (*)
  - Halloysite-7Å
  - Halloysite-10Å
  - Hisingerite
  - Idrohalloysite (*)
  - Sturtite (*)
- 9.ED.15
  - Amesite
  - Antigorite
  - Baumite (*)
  - Berthierine
  - Brindleyite
  - Caryopilite
  - Crisotilo
  - Cronstedtite
  - Ferrolizardite (*)
  - Fraipontite
  - Greenalite
  - Kellyite
  - Lizardite
  - Manandonite
  - Maufite (*)
  - Népouite
  - Pecoraite
  - Protoantigorite (*)
  - Serpentino (Gruppo)
- 9.ED.20
  - Allofane
  - Chinglusuite (*)
  - Crisocolla
  - Ilbaite
  - Imogolite
  - Katangaite (*)
  - Neotocite
- 9.ED.25
  - Bismutoferrite
  - Chapmanite

#### 9.EE Reti di tetraedri singoli di anelli di 6 membri connesse da reti di ottaedri o bande di ottaedri
- 9.EE.05
  - Bementite
  - Tosalite (*)
- 9.EE.10
  - Brokenhillite (*)
  - Friedelite
  - Mcgillite
  - Pirosmalite (Gruppo)
  - Pirosmalite-(Fe)
  - Pirosmalite-(Mn)
- 9.EE.15
  - Nelenite
  - Schallerite
- 9.EE.20
  - Mn-palygorskite (*)
  - Palygorskite
  - Tuperssuatsiaite
  - Yofortierite
- 9.EE.25
  - Falcondoite
  - Kalifersite
  - Loughlinite
  - Mn-sepiolite (*)
  - Sepiolite
- 9.EE.30
  - Gyrolite
  - Tungusite
- 9.EE.35
  - Reyerite
  - Truscottite
- 9.EE.40
  - Natrosilite
- 9.EE.45
  - Makatite
- 9.EE.50
  - Varennesite
- 9.EE.55
  - Raite
- 9.EE.60
  - Intersilite
- 9.EE.65
  - Fe-shafranovskite (*)
  - Shafranovskite
  - Zakharovite
- 9.EE.70
  - Zeofillite
- 9.EE.75
  - Minehillite
- 9.EE.80
  - Fedorite
  - Martinite

#### 9.EF Reti singoli con anelli di 6 membri, connesse da M[4], M[8], ecc.
- 9.EF.05
  - Petalite
- 9.EF.10
  - Sanbornite
- 9.EF.15
  - Searlesite
- 9.EF.20
  - Silinaite
- 9.EF.25
  - Kanemite
- 9.EF.30
  - Yakovenchukite-(Y)

#### 9.EG Reti doppie con anelli di 6 membri o più grandi
- 9.EG.05
  - Cymrite
  - K-cymrite (#)
- 9.EG.10
  - Manganonaujakasite
  - Naujakasite
- 9.EG.15
  - Dmisteinbergite
- 9.EG.20
  - Kampfite
- 9.EG.25
  - Strätlingite
  - Vertumnite
- 9.EG.30
  - Eggletonite
  - Ganofillite
  - Tamaite
- 9.EG.35
  - Coombsite
  - Zussmanite
- 9.EG.40
  - Calcodite (*)
  - Ekmanite (*)
  - Ferrostilpnomelano (*)
  - Franklinfilite
  - Lennilenapeite
  - Minguetite (*)
  - Parsettensite
  - Stilpnomelano
- 9.EG.45
  - Tuscanite
  - Latiumite
- 9.EG.50
  - Jagoite
- 9.EG.55
  - Wickenburgite
- 9.EG.60
  - Hyttsjöite
- 9.EG.65
  - Armbrusterite
- 9.EG.70
  - Britvinite
- 9.EG.75
  - Bannisterite

#### 9.EH Strutture di transizione fra fillosilicati e altre unità di silicati
- 9.EH.05
  - Magnesioneptunite
  - Manganoneptunite (*)
  - Neptunite
  - Watatsumiite
- 9.EH.10
  - Grumantite
- 9.EH.15
  - Sarcolite
- 9.EH.20
  - Ussingite
- 9.EH.25
  - Eirikite (al tempo conosciuta col nome provvisorio IMA 2007-017)[98]
  - Leifite
  - Telyushenkoite
- 9.EH.30
  - Nafertisite

#### 9.EJ Fillosilicati non classificati
- 9.EJ.
  - Lalondeite
- 9.EJ.05
  - Lourenswalsite
- 9.EJ.10
  - Middendorfite
- 9.EJ.15
  - Orlymanite
- 9.EJ.30
  - Gyrolite

### 9.F Tettosilicati senza H2O zeolitica

#### 9.FA Tettosilicati senza anioni aggiuntivi non tetraedrici
- 9.FA.05
  - Kaliofilite
  - Kalsilite
  - Megakalsilite
  - Nefelina
  - Panunzite
  - Trikalsilite
  - Yoshiokaite
- 9.FA.10
  - Malinkoite
- 9.FA.15
  - Virgilite
- 9.FA.25
  - Lisitsynite
- 9.FA.30
  - Adularia
  - Anortoclasio
  - Buddingtonite
  - Celsiana
  - Feldspato
  - Ialofane
  - Microclino
  - Monalbite (*)
  - Ortoclasio
  - Rubicline
  - Sanidino
- 9.FA.35
  - Albite
  - Andesina
  - Anortite
  - Bytownite
  - Falkenstenite (*)
  - Labradorite
  - Oligoclasio
  - Plagioclasio (Gruppo)
  - Reedmergnerite
- 9.FA.40
  - Paracelsiana
- 9.FA.45
  - Kumdykolite
  - Svyatoslavite
- 9.FA.50
  - Slawsonite
- 9.FA.55
  - Lisetite
- 9.FA.60
  - Banalsite
  - Stronalsite
- 9.FA.65
  - Danburite
  - Maleevite
  - Pekovite
- 9.FA.70
  - Lingunite
- 9.FA.75
  - K-hollandite (#)
  - Kokchetavite

#### 9.FB Tettosilicati con anioni aggiuntivi
- 9.FB.05
  - Afghanite
  - Alloriite
  - Balliranoite (al tempo conosciuta col nome provvisorio IMA 2008-065)[99]
  - Biachellaite
  - Bystrite
  - Cancrinite
  - Cancrisilite
  - Davyna
  - Farneseite
  - Franzinite
  - Giuseppettite
  - Idrossicancrinite
  - Fantappièite (al tempo conosciuta col nome provvisorio IMA 2008-006)[100]
  - Cianoxalite (al tempo conosciuta col nome provvisorio IMA 2008-006)[101]
  - Liottite
  - Marinellite
  - Microsommite
  - Pitiglianoite
  - Quadridavyna
  - Sacrofanite
  - Tounkite
  - Vishnevite
- 9.FB.10
  - Bicchulite
  - Danalite
  - Genthelvite
  - Haüyne
  - Helvine
  - Idrosodalite (*)
  - Kamaishilite
  - Lazurite
  - Nosean
  - Sodalite
  - Tsaregorodtsevite
  - Tugtupite
- 9.FB.15
  - Marialite
  - Meionite
  - Mizzonite (*)
  - Scapolite (Gruppo)
  - Silvialite
  - Wernerite (*)

### 9.G Tettosilicati con H2O zeolitica; famiglia della zeolite
- - Alflarsenite

#### 9.GA Zeoliti con unità T5O10– Zeoliti fibrose
- 9.GA.05
  - Apoanalcite (*)
  - Bergmannite (*)
  - Brevicite (*)
  - Crocalite (*)
  - Echellite (*)
  - Edelite (*)
  - Eisennatrolite (*)
  - Ellargite (*)
  - Epinatrolite (*)
  - Fargite (*)
  - Galactite (*)
  - Gonnardite
  - Hairzeolite (*)
  - Harringtonite (*)
  - Hegauite (*)
  - Högauite (*)
  - Idronatrolite (*)
  - Idronefelite (*)
  - Krokalite (*)
  - Laubanite (*)
  - Lehuntite (*)
  - Lime-soda mesotipo (*)
  - Mesolite
  - Mesotipo (*)
  - Metamesolite (*)
  - Metanatrolite (*)
  - Metascolecite (*)
  - Mooraboolite (*)
  - Natrolite
  - Natronite (*)
  - Needlestone (*)
  - Needle zeolite (*)
  - Paranatrolite
  - Poonalite (*)
  - Portite (*)
  - Pseudomesolite (*)
  - Punahlite (*)
  - Radiolite (*)
  - Ranite (*)
  - Savite (*)
  - Scolecite
  - Scolesite (*)
  - Soda mesotipo (*)
  - Spreustein (*)
  - Staurobarite (*)
  - Tetranatrolite (*)
  - Verrucite (*)
  - Weissian (*)
- 9.GA.10
  - Bagottite (*)
  - Carfostilbite (*)
  - Comptonite (*)
  - Faröelite (*)
  - Gibsonite (*)
  - Koodilite (*)
  - Lintonite (*)
  - Mesole (*)
  - Mesolitina (*)
  - Metathomsonite (*)
  - Ozarkite (*)
  - Picrothomsonite (*)
  - Scoulerite (*)
  - Sferodesmina (*)
  - Sferostilbite (*)
  - Stronzio thomsonite (*)
  - Thomsonite-Ca
  - Thomsonite-Sr
  - Tonsonite (*)
  - Triploclasio (*)
  - Winchellite (*)
- 9.GA.15
  - Antiëdrite (*)
  - Edingtonite
  - Kalborsite
  - Tetraedingtonite (*)

#### 9.GB Catene di anelli di 4 membri con connessione singola
- 9.GB.05
  - Ammonioleucite
  - Amfigène (*)
  - Analcidite (*)
  - Analcime
  - Analcite (*)
  - Cluthalite (*)
  - Cubicite (*)
  - Cuboite (*)
  - Dollanite (*)
  - Doranite (*)
  - Eudnofite (*)
  - Euthalite (*)
  - Granatite (*)
  - Grenatite (*)
  - Granato vesuviano (*)
  - Hsianghualite
  - Leucite
  - Lithosite
  - Metaleucite (*)
  - Picranalcime (*)
  - Pollucite
  - Schorl bianco (*)
  - Sommaite (*)
  - Vesuviana (*)
  - Wairakite
  - Zeolite cubica (*)
- 9.GB.10
  - Caporcianite (*)
  - Edelforsite (*)
  - Laumontite
  - Leonhardite (*)
  - Lomonite (*)
  - Magnesiolaumontite (*)
  - Metalaumontite (*)
  - Metaleonhardite (*)
  - Pseudolaumontite (*)
  - Schneiderite (*)
  - Sloanite (*)
  - Snaiderite (*)
  - Vanadio-laumontite (*)
  - Zeolite efflorescente (*)
- 9.GB.15
  - Yugawaralite
- 9.GB.20
  - Ginzburgite (*)
  - Roggianite
- 9.GB.25
  - Goosecreekite
- 9.GB.30
  - Montesommaite
- 9.GB.35
  - Parthéite

#### 9.GC Catene di anelli di 4 membri con connessione doppia
- 9.GC.05
  - Abrazite (*)
  - Amicite
  - Aricite (*)
  - Garronite
  - Gismondina
  - Gismondite (*)
  - Gobbinsite
  - Zeagonite (*)
- 9.GC.10
  - Andreasbergolite (*)
  - Andreolite (*)
  - Armotomite (*)
  - Armotomo
  - Barytkreuzstein (*)
  - Christianite (*)
  - Ercinite (of Napione) (*)
  - Ercinite (of Zappe) (*)
  - Kali-armotomo (*)
  - Lime-armotomo (*)
  - Marburgite (*)
  - Morvenite (*)
  - Normalina (*)
  - Phillipsite-Ca
  - Phillipsite-K
  - Phillipsite-Na
  - Pseudofillipsite (*)
  - Sasbachite (*)
  - Saspachite (*)
  - Spangite (*)
  - Wellsite (*)
- 9.GC.15
  - Merlinoite
- 9.GC.20
  - Mazzite-Mg
  - Mazzite-Na
- 9.GC.25
  - Perlialite
- 9.GC.30
  - Boggsite
- 9.GC.35
  - Paulingite-Ca
  - Paulingite-K

#### 9.GD Catene di anelli di 6 membri – zeoliti tabulari
- 9.GD.05
  - Gmelinite-Ca
  - Gmelinite-K
  - Gmelinite-Na
  - Groddeckite (*)
  - Idrolite (*)
  - Ledererite (*)
  - Lederite (*)
  - Natrocabasite (*)
  - Natron-cabasite (*)
  - Sarcolite (*)
  - Soda-cabasite (*)
- 9.GD.10
  - Acadialite (*)
  - Adipite (*)
  - Cabasite (*)
  - Cabasite-Ca
  - Cabasite-K
  - Cabasite-Na
  - Cabasite-Sr
  - Cuboizite (*)
  - Glottalite (*)
  - Haydenite (*)
  - Herschelite (*)
  - Metacabasite (*)
  - Phacolite (*)
  - Scabasite (*)
  - Seebachite (*)
  - Willhendersonite
- 9.GD.15
  - Levyine (*)
  - Levyite (*)
  - Lévyne-Ca
  - Lévyne-Na
  - Levynite (*)
  - Mesoline (*)
- 9.GD.20
  - Bellbergite
  - Erionite-Ca
  - Erionite-K
  - Erionite-Na
- 9.GD.25
  - Wenkite
  - Offretite
- 9.GD.30
  - Faujasite-Ca
  - Faujasite-Mg
  - Faujasite-Na
  - Feugasite (*)
- 9.GD.35
  - Arduinite (*)
  - Ashtonite (*)
  - Flockite (*)
  - Flokite (*)
  - Maricopaite
  - Mordenite
  - Pseudonatrolite (*)
  - Ptilolite (*)
  - Steeleite (*)
- 9.GD.40
  - Achiardite (*)
  - Dachiardite-Ca
  - Dachiardite-Na
  - Sodio dachiardite (*)
  - Svetlozarite (*)
  - Zeolite mimetica (*)
- 9.GD.45
  - Epistilbite
  - Metaepistilbite (*)
  - Monofano (*)
  - Orizite (*)
  - Oryzite (*)
  - Parastilbite (*)
  - Reissite (*)
- 9.GD.50
  - Ferrierite-K
  - Ferrierite-Mg
  - Ferrierite-Na
- 9.GD.55
  - Bikitaite

#### 9.GE Catene di tetraedri T10O20
- 9.GE.05
  - Bario-heulandite (*)
  - Beaumontite (*)
  - Blätterzeolite (*)
  - Clinoptilolite-Ca
  - Clinoptilolite-K
  - Clinoptilolite-Na
  - Euzeolite (*)
  - Foliated zeolite (*)
  - Heulandite-Ba
  - Heulandite-Ca
  - Heulandite-K
  - Heulandite-Na
  - Heulandite-Sr
  - Idrocastorite (*)
  - Lincolnine (*)
  - Lincolnite (*)
  - Metaheulandite (*)
  - Potassio clinoptilolite (*)
  - Stilbite anamorfa (*)
  - Stilbite (*)
  - Stronzio-heulandite (*)
- 9.GE.10
  - Dasmina (*)
  - Fassaite (*)
  - Foresite (*)
  - Ipodesmina (*)
  - Ipostilbite (*)
  - Idrocastorite (*)
  - Metadesmina (*)
  - Pufflerite (*)
  - Puflerite (*)
  - Retzite (*)
  - Stilbite-Ca
  - Stilbite-Na
  - Syhadrite (*)
  - Syhedrite (*)
- 9.GE.15
  - Barrerite
  - Epidesmina (*)
  - Stellerycie (*)
  - Stellerite
- 9.GE.20
  - Brewsterite-Ba
  - Brewsterite-Sr
  - Diagonite (*)

#### 9.GF Altre zeoliti rare
- 9.GF.05
  - Terranovaite
- 9.GF.10
  - Gottardiite
- 9.GF.15
  - Lovdarite
- 9.GF.20
  - Gaultite
- 9.GF.25
  - Chiavennite
- 9.GF.30
  - Tschernichite
- 9.GF.35
  - Mutinaite
- 9.GF.40
  - Tschörtnerite
- 9.GF.50
  - Thornasite
- 9.GF.55
  - Direnzoite

#### 9.GG Zeoliti non classificate
- 9.GG.05
  - Cowlesite
- 9.GG.10
  - Mountainite

### 9.H Silicati non classificati

#### 9.HA Con metalli alcalini e alcalino terrosi
- 9.HA.05
  - Ertixiite
- 9.HA.10
  - Kenyaite
- 9.HA.20
  - Wawayandaite
- 9.HA.25
  - Magbasite
- 9.HA.30
  - Afanasyevaite (#)
- 9.HA.35
  - Chesofite (#)
- 9.HA.40
  - Igumnovite (#)
- 9.HA.45
  - Ritmite (#)
- 9.HA.50
  - Rudenkoite
- 9.HA.55
  - Foshallasite (*)
- 9.HA.60
  - Nagelschmidtite
- 9.HA.65
  - Cariocroite
- 9.HA.70
  - Juanite
- 9.HA.75
  - Tacharanite
- 9.HA.80
  - Oyelite
- 9.HA.85
  - Denisovite
- 9.HA.90
  - Tiettaite

#### 9.HB Con Ti, V, Cr
- 9.HB.05
  - Ilmajokite
- 9.HB.10
  - Rilandite

#### 9.HC Con Mn, Fe
- 9.HC.05
  - Erlianite
- 9.HC.10
  - Bostwickite

#### 9.HE Con Cu, Zn
- 9.HE.05
  - Gilalite
- 9.HE.10
  - Apachite

#### 9.HF Con Nb, Ta, Zr
- 9.HF.05
  - Mongolite
- 9.HF.10
  - Loudounite

#### 9.HG Con elementi delle terre rare, Th
- 9.HG.15
  - Umbozerite
- 9.HG.20
  - Rowlandite-(Y)

#### 9.HH Con Pb
- 9.HH.05
  - Macquartite
- 9.HH.10
  - Luddenite
- 9.HH.15
  - Creaseyite
- 9.HH.20
  - Plumbotsumite
- 9.HH.25
  - Molibdofillite

### 9.J Germanati
- 9.JA.05
  - Carboirite
- 9.JA.10
  - Bartelkeite
- 9.JA.15
  - Otjisumeite

## 10. Composti organici

### 10.A Sali di acidi organici

#### 10.AA Formati, Acetati, ecc.
- 10.AA.05
  - Formicaite
- 10.AA.10
  - Dashkovaite
- 10.AA.20
  - Acetamide
- 10.AA.25
  - Calclacite
- 10.AA.30
  - Paceite
- 10.AA.35
  - Hoganite

#### 10.AB Ossalati
- 10.AB.05
  - Humboldtina
  - Lindbergite
- 10.AB.10
  - Glushinskite
- 10.AB.15
  - Moolooite
- 10.AB.20
  - Stepanovite
- 10.AB.25
  - Minguzzite
- 10.AB.30
  - Wheatleyite
- 10.AB.35
  - Zhemchuzhnikovite
- 10.AB.40
  - Weddellite
- 10.AB.45
  - Whewellite
- 10.AB.50
  - Caoxite
- 10.AB.55
  - Oxammite
- 10.AB.60
  - Natroxalato
- 10.AB.65
  - Coskrenite-(Ce)
- 10.AB.70
  - Levinsonite-(Y)
- 10.AB.75
  - Zugshunstite-(Ce)
- 10.AB.80
  - Novgorodovaite

#### 10.AC Sali del benzene
- 10.AC.05
  - Mellite
- 10.AC.10
  - Earlandite
- 10.AC.15
  - Pigotite (Q)

#### 10.AD Cianati
- 10.AD.05
  - Julienite
- 10.AD.10
  - Kafehydrocyanite (*)

### 10.B Idrocarburi

#### 10.BA Idrocarburi
- 10.BA.05
  - Fichtelite
- 10.BA.10
  - Hartite
- 10.BA.15
  - Dinite
- 10.BA.20
  - Idrialite
- 10.BA.25
  - Kratochvílite
- 10.BA.30
  - Carpathite
- 10.BA.35
  - Phylloretine (Q)
- 10.BA.40
  - Ravatite
- 10.BA.45
  - Simonellite
- 10.BA.50
  - Evenkite

### 10.C Minerali organici vari

#### 10.CA Minerali organici vari
- 10.CA.05
  - Refikite
- 10.CA.10
  - Flagstaffite
- 10.CA.15
  - Hoelite
- 10.CA.20
  - Abelsonite
- 10.CA.25
  - Kladnoite
- 10.CA.30
  - Guanina
  - Tinnunculite (#)
- 10.CA.35
  - Urea
- 10.CA.40
  - Uricite